# Plouharnel
Plouharnel [pluaʁnɛl] est une commune française, située dans le département du Morbihan en région Bretagne.

## Géographie

### Situation
| Océan Atlantique | Erdeven               |                  |
| Océan Atlantique | Plouharnel            | Carnac           |
| Océan Atlantique | Saint-Pierre-Quiberon | Baie de Quiberon |

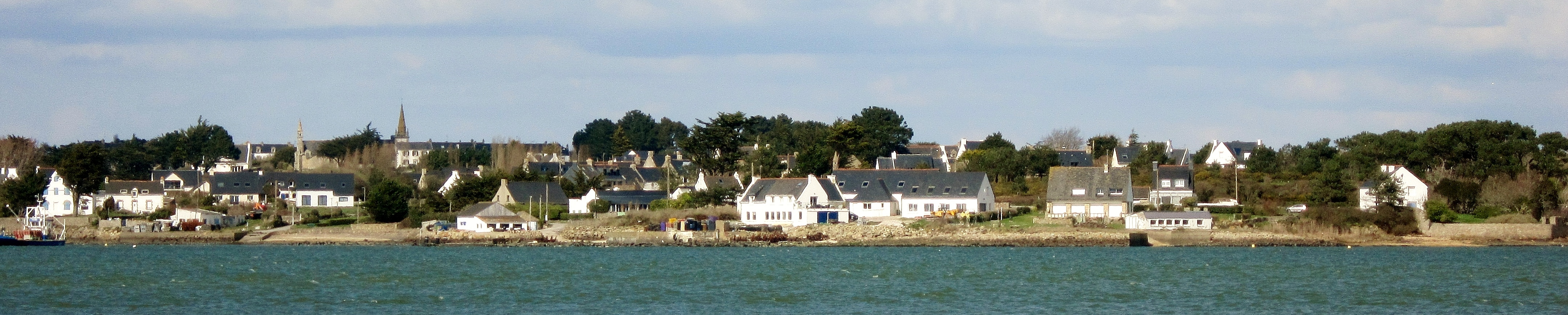
Le bourg de Plouharnel domine le fond de la Baie de Plouharnel.

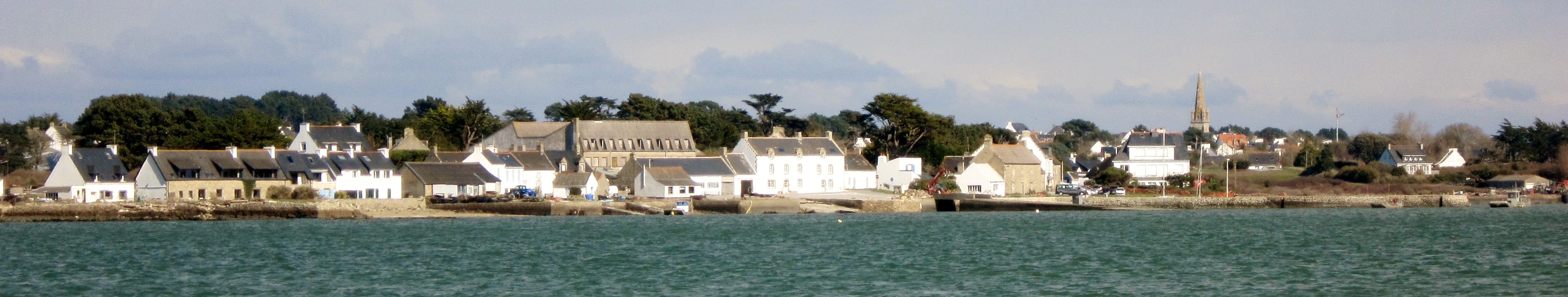
Le bourg de Plouharnel (partie ouest) domine le fond de la Baie de Plouharnel.

Cette commune riveraine de l'Océan atlantique est située à 3 km à l'ouest de Carnac et commande l'accès à la presqu'île de Quiberon.

### Relief et hydrographie
Les altitudes du finage de Plouharnel sont comprises entre 33 mètres (au niveau du dolmen de Mané er Mor, vers 1 km au nord du bourg) et le niveau de la mer. Les pentes sont modestes, le relief étant peu accentué et en pente douce vers l'Océan, sauf dans le nord du territoire communal où les pentes faibles regardent vers le nord.
Le réseau hydrographique est peu important : il est formé de minuscules fleuves côtiers, de simples ruisseaux en fait : à l'ouest le ruisseau de l'Étang, dont la source se trouve près de Crucuno, alimente l'étang de Loperhet et sert de limite administrative avec Erdeven avant de se jeter dans l'Océan atlantique ; les autres cours d'eau, qui se jettent dans la Baie de Plouharnel, ne sont qu'à écoulement intermittent.
La partie sud du territoire communal forme un isthme constitué par un cordon littoral qui relie l'ancienne île de Quiberon au continent. La nature sableuse de son sol explique l'absence de réseau hydrographique. Seule la partie nord de cet isthme appartient à la commune de Plouharnel, la partie sud et notamment sa partie la plus étroite faisant partie de la commune de Saint-Pierre-Quiberon.
| - Carte topographique de la commune de Plouharnel. |

### Le littoral
La commune possède deux façades littorales, de part et d'autre de l'isthme de la presqu'île de Quiberon.
Le littoral Ouest de la commune fait partie du massif dunaire de Gâvres-Quiberon, le plus grand cordon dunaire de Bretagne qui s'étend de la pointe de Gâvres au fort de Penthièvre sur la commune de Saint-Pierre-Quiberon. Ce grand site dunaire de Quiberon-Gâvres, allant du Fort de Penthièvre à la Petite mer de Gâvres, est le plus long massif dunaire de Bretagne, coupé seulement par la ria d'Étel. Ce massif dunaire se serait formé il y a 2 500 ans environ et plus de 800 espèces végétales y sont inventoriées ; il comprend des zones humides d'origine naturelle comme l'étang du Cosquer à Erdeven ou Le Bégo en Plouharnel, Gléric, Len Vraz, et d'autres d'origine anthropique comme les anciennes carrières de sable de Kerminihy et de Kervegant. Cet espace naturel est menacé par la surfréquentation touristique, l'existence de décharges sauvages et la prolifération d'espèces invasives, mais d'importantes mesures de protection ont été prises (création de cheminements piétonniers et cyclables, pose de ganivelles, etc..). Ces dunes s'élèvent, pour la partie située dans la commune de Plouharnel, jusqu'à 11 mètres d'altitude, notamment au niveau du lieu-dit improprement nommé "La Falaise".
Ce massif dunaire est devenu le 24 décembre 2018 le 18e Grand site de France sous le nom de « Dunes Sauvages de Gâvres à Quiberon ».
Le collectif "Le peuple des dunes" a été créé le 28 décembre 2006 à Gâvres afin de s'opposer aux projets d'extraction de granulat marin au large du Massif dunaire de Quiberon-Gâvres. Une manifestation a notamment été organisée le dimanche 25 mars 2007 à Erdeven sur la plage de Kerhillio.

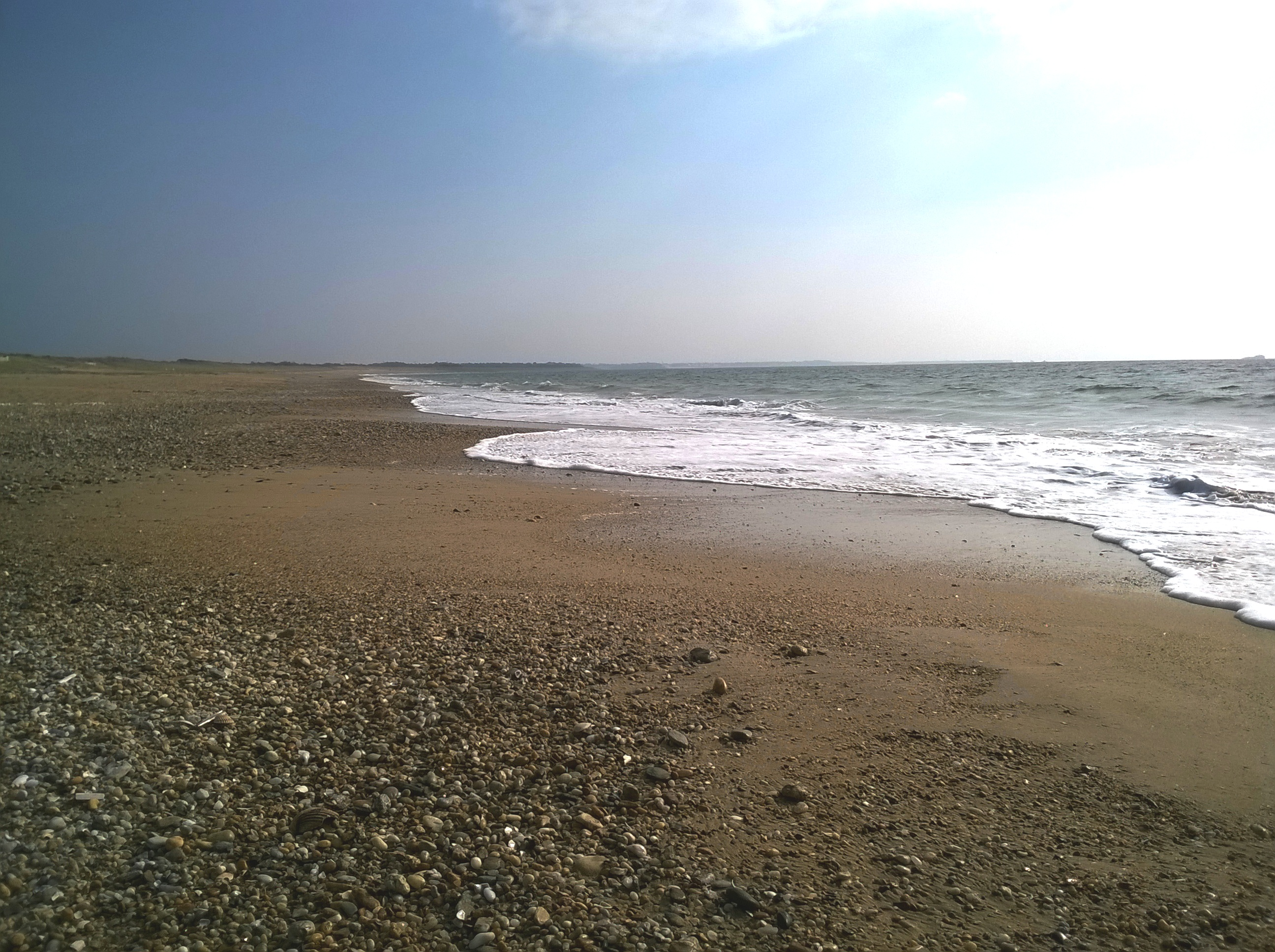
La plage de Mane Guen.
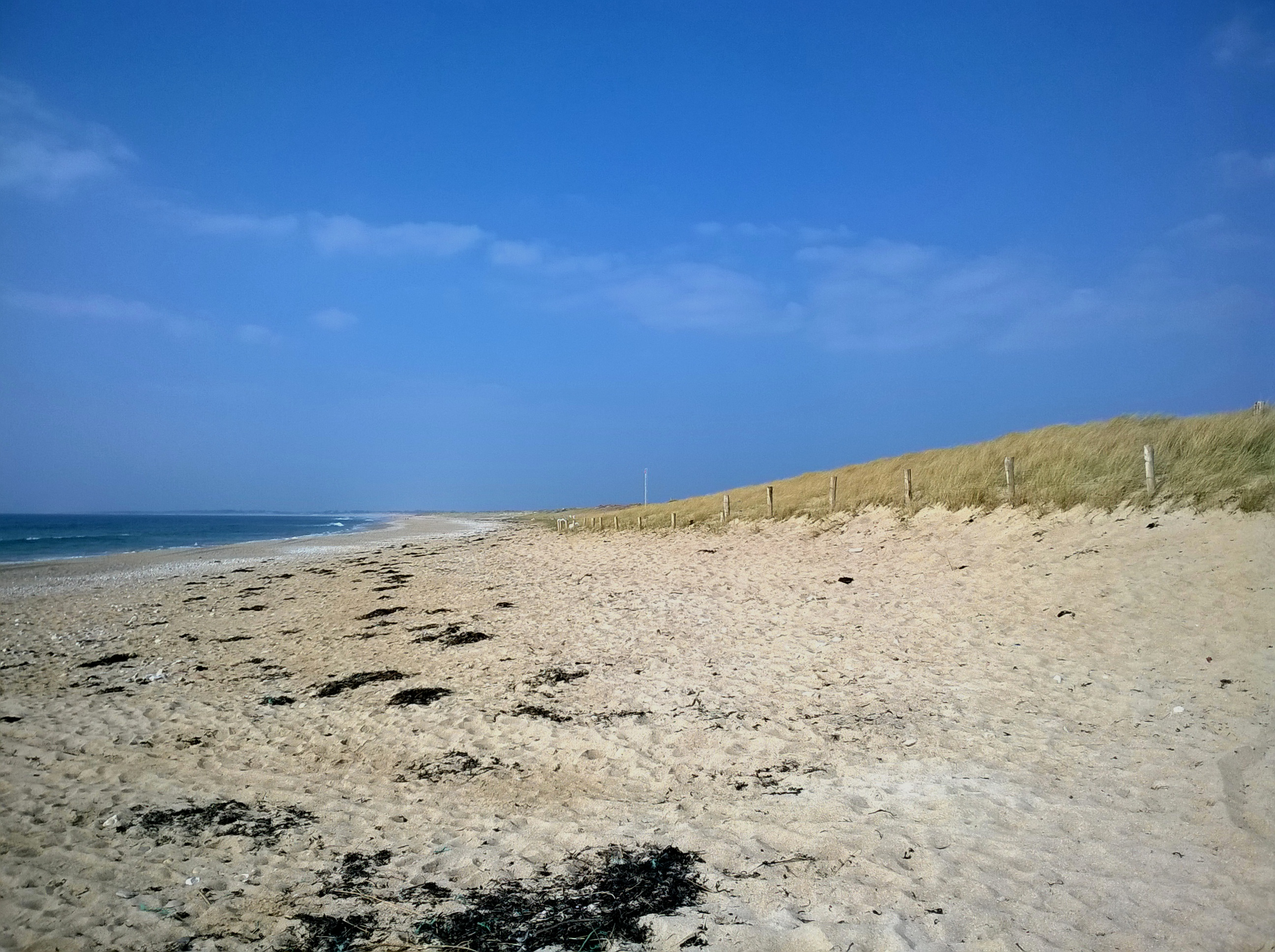
Les dunes en bordure de la plage de Mane Guen.
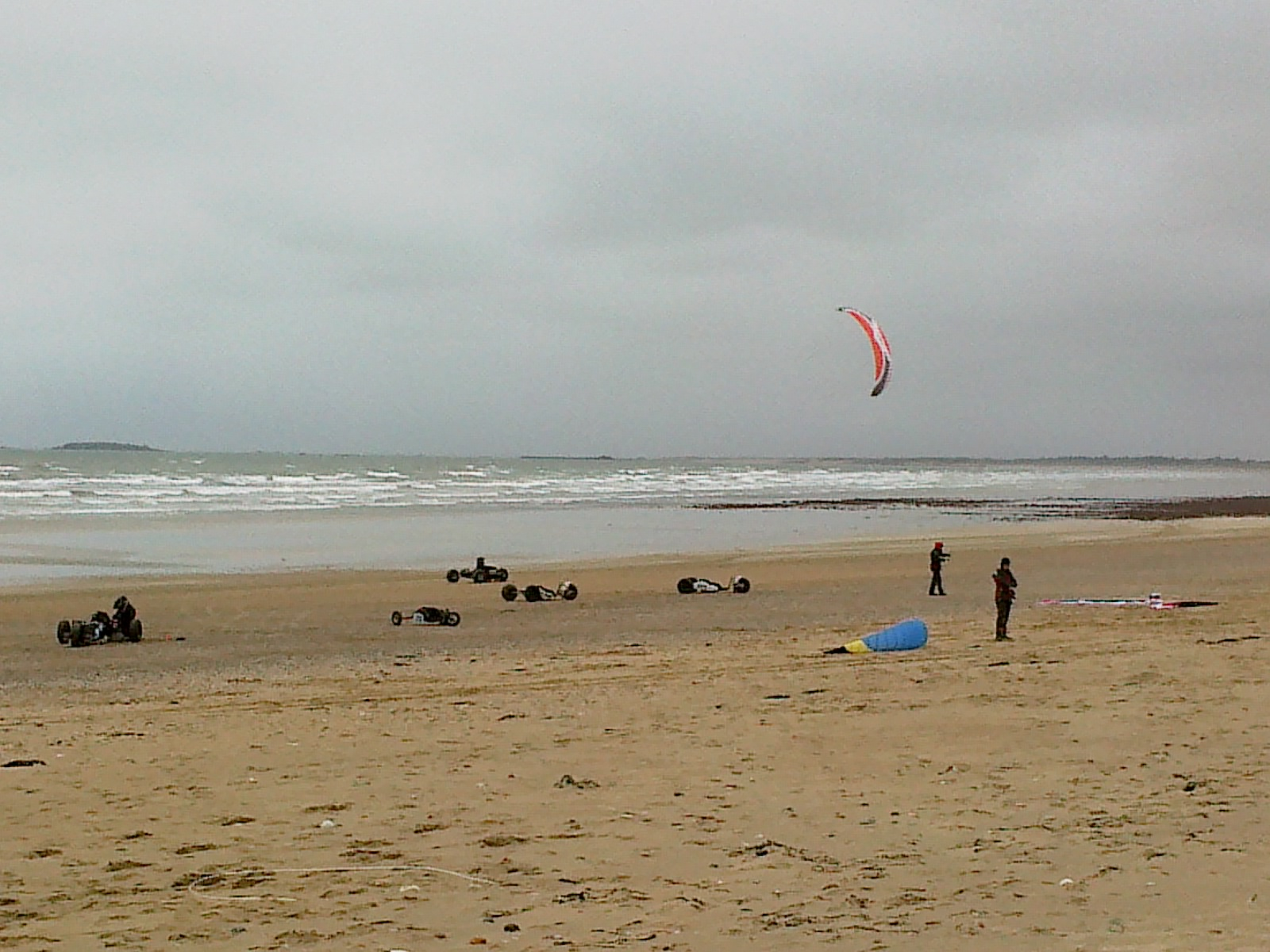
Chars à voile sur la plage de Mane Guen.

Sous les dunes de Plouharnel, ainsi que sur les îles de Roëlan (en Erdeven) et de Téviec (en Saint-Pierre-Quiberon) on observe les restes d'une plage suspendue formée de galets qui s'élève graduellement jusqu'à une dizaine de mètres d'altitude, formée à l'époque où Quiberon était une île, ce qui fut le cas au début de l'ère quaternaire.

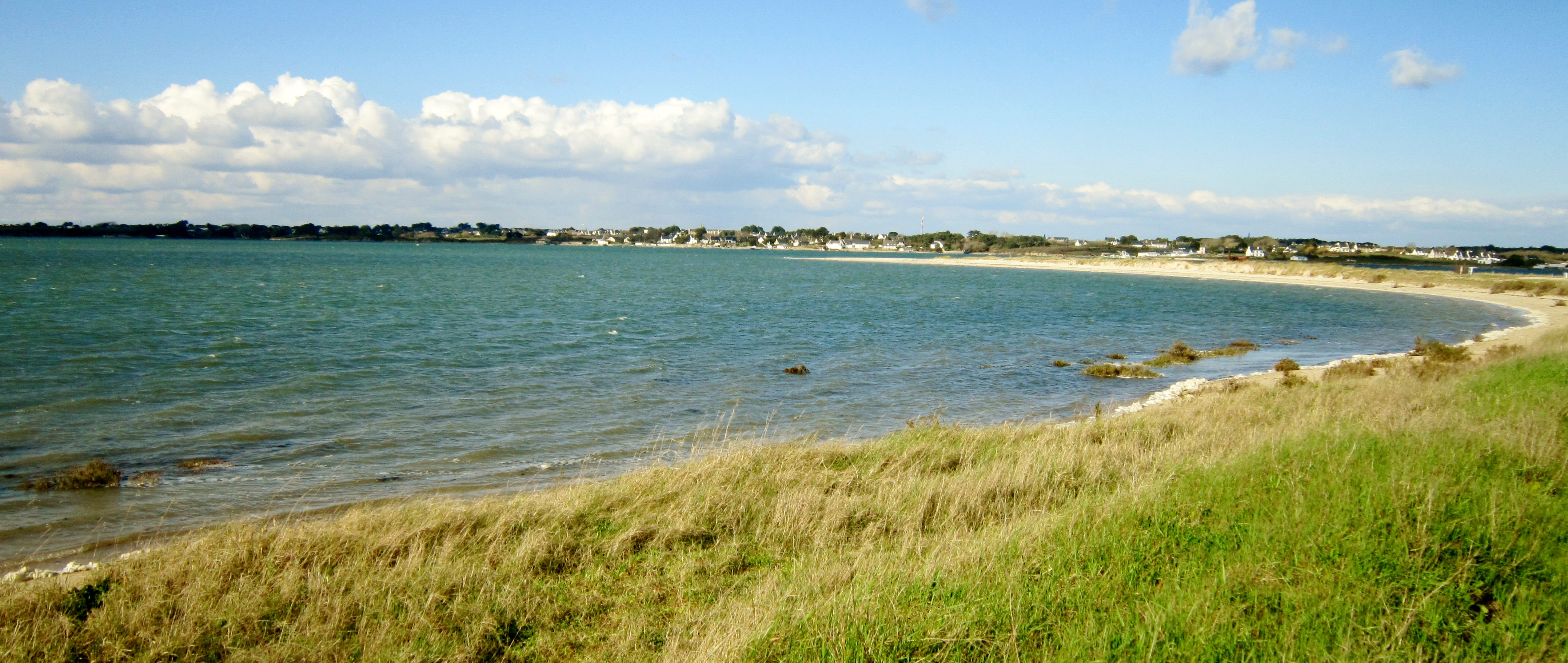
La Baie de Plouharnel à marée haute : la Pointe de Pen er Lé et, à l'arrière-plan, la presqu'île de Quiberon.

Le littoral Est regarde vers la Baie de Quiberon (partie occidentale de Mor braz) dont le fond est nommé "Baie de Plouharnel". Il est en forme d'arc de cercle très accentué vers le nord depuis le pointe de Pen er Lé, qui s'avance en mer face à la Pointe du Pô (laquelle se trouve en Carnac) jusqu'au hameau du Pô. Les altitudes sont peu importantes le long du littoral (moins d'une dizaine de mètres presque partout, 13 mètres toutefois près de Porh en Iliz. La partie sud et ouest de cette façade littorale forme un cordon littoral, la partie nord-est, plus découpée et moins sablonneuse, alterne modestes caps et petites anses formant des havres naturels comme ceux de Porh Saint-Guénahël et Porh en Iliz. L'ensemble de la Baie de Plouharnel découvre largement à marée basse son estran sableux et vaseux, ce qui a entravé la création d'un véritable port.

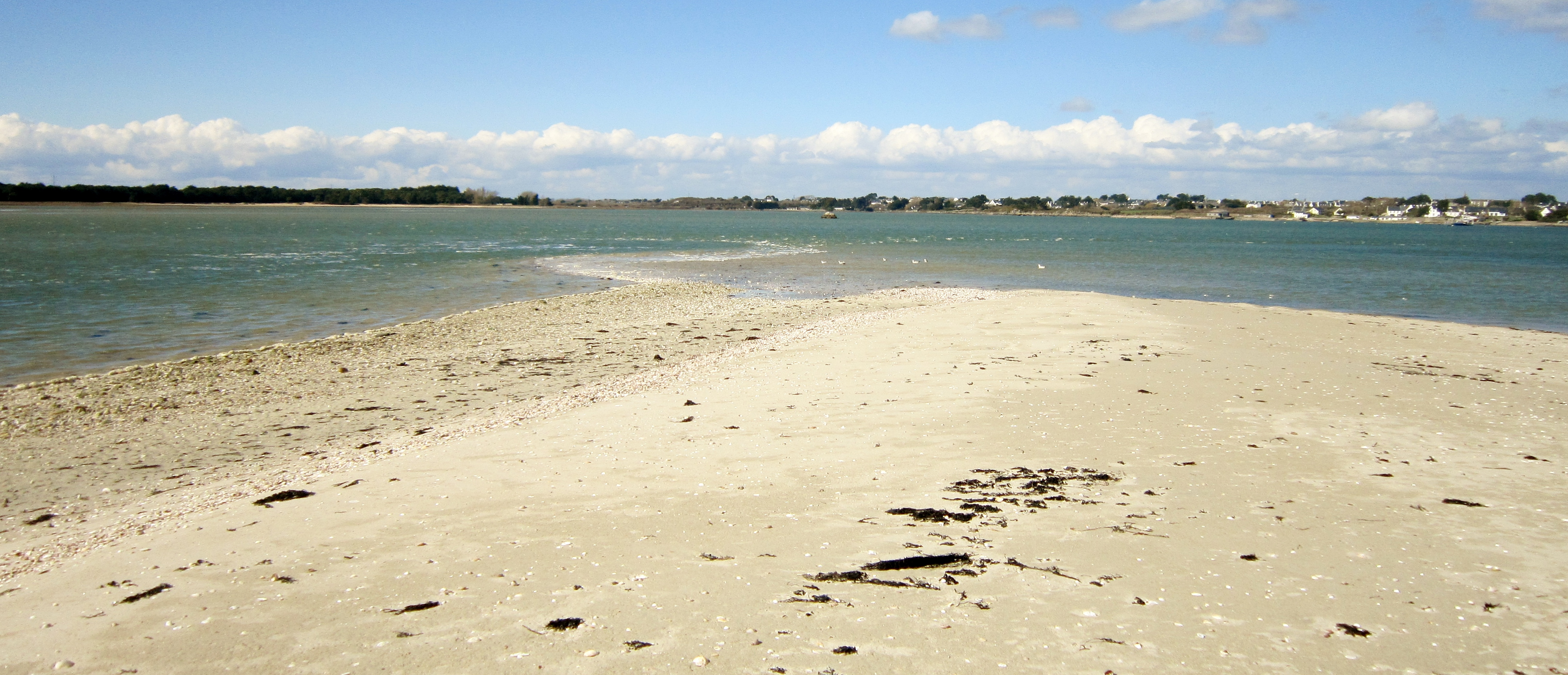
La Pointe de Pen er Lé et, à l'arrière-plan, le bourg de Plouharnel qui domine le fond de la Baie de Plouharnel.
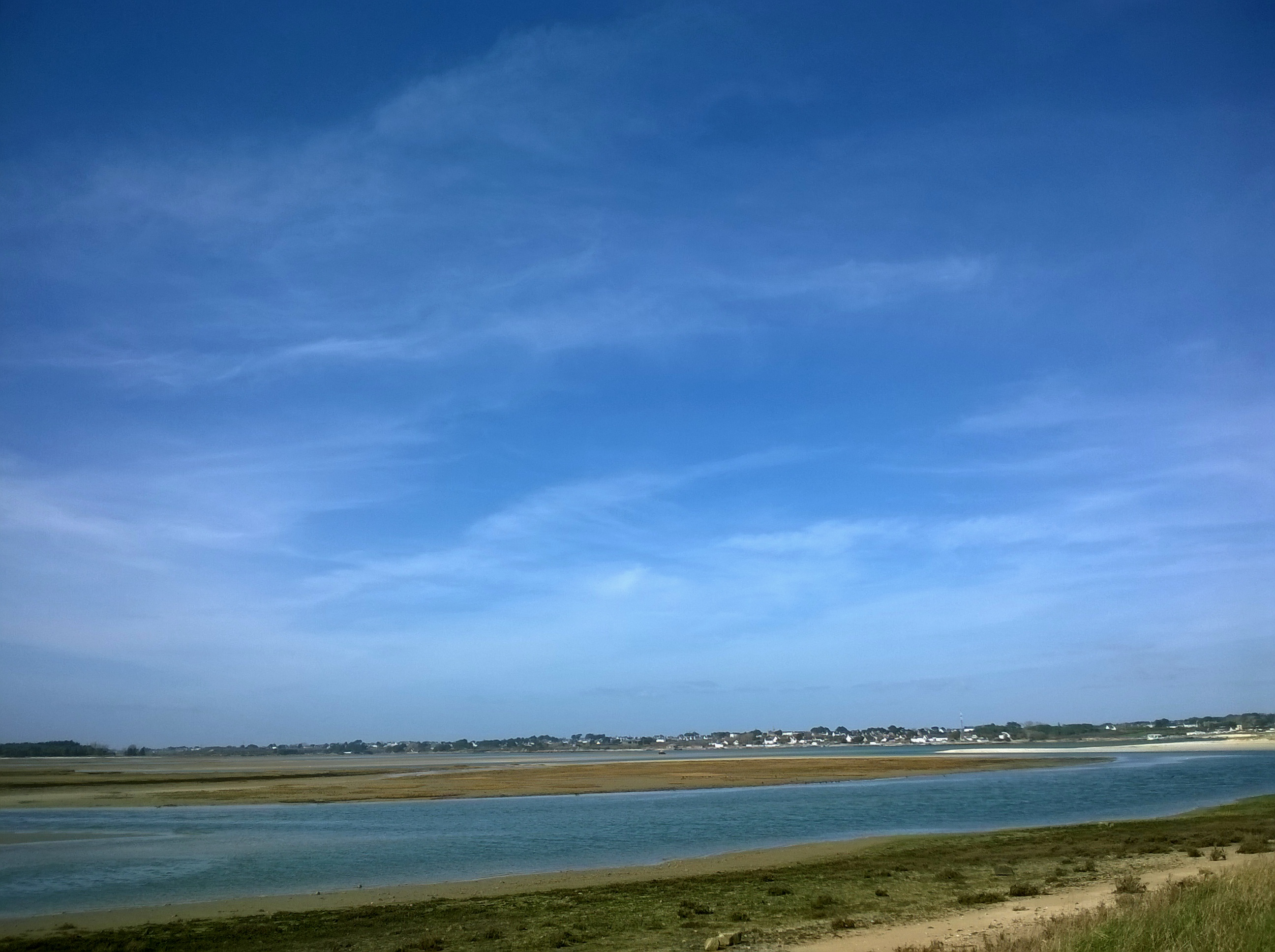
La plage de Pen er Lé ; à l'arrière-plan le bourg de Plouharnel.

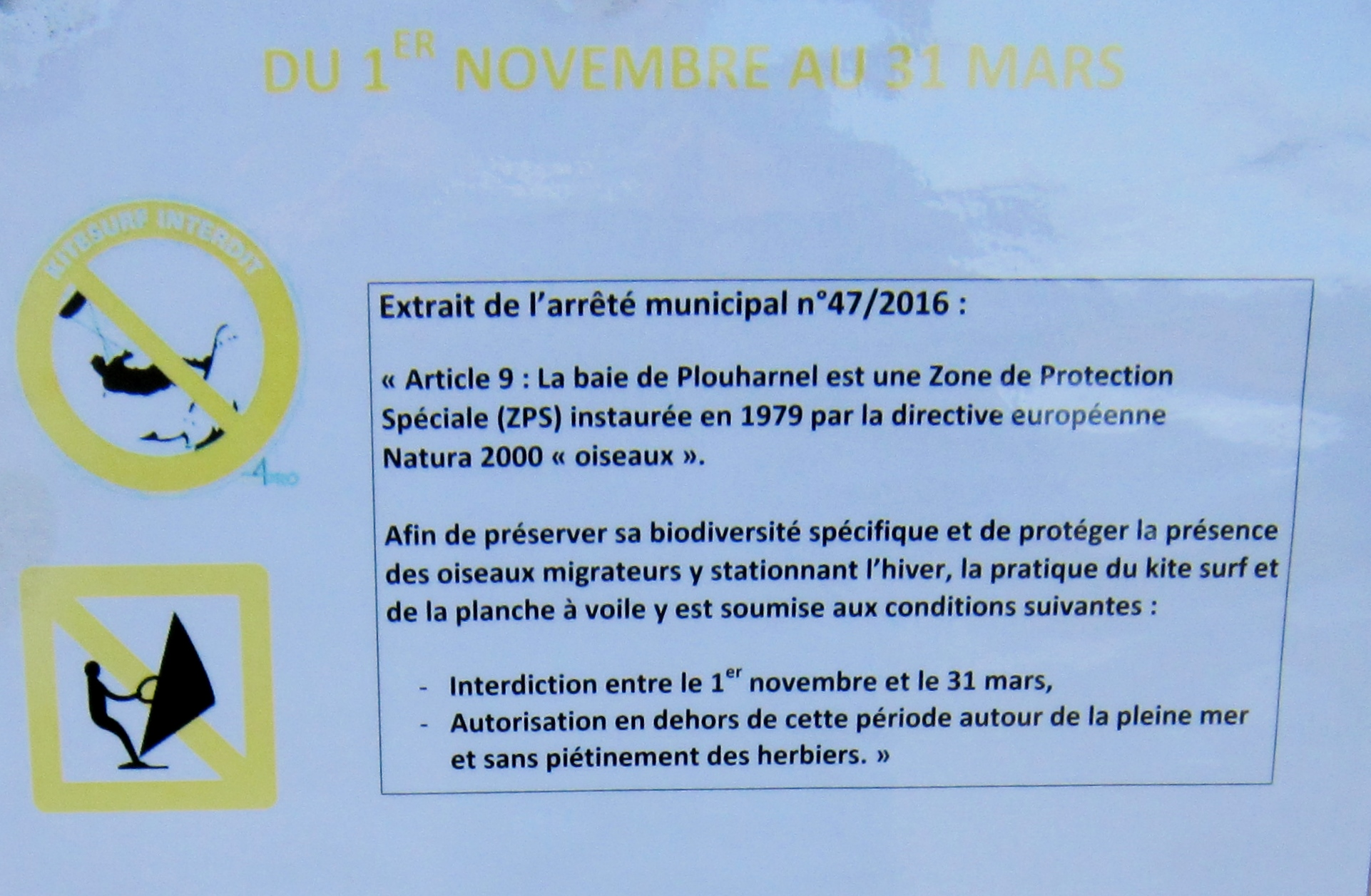
L'arrêté municipal de 2016 décidé en fonction de la directive européenne "Natura 2000" et instaurant une "Zone de protection spéciale" dans la Baie de Plouharnel.

La Baie de Plouharnel est une Zone de protection spéciale instaurée en 1979 par la directive européenne Natura 2000 « oiseaux » ; afin de protéger sa biodiversité et les oiseaux migrateurs qui la fréquentent, la pratique du kite surf et de la planche à voile y sont interdites entre le 1er novembre et le 31 mars.
Ce littoral est en partie boisé : la forêt domaniale de Quiberon, créée dans la deuxième moitié du XIXe siècle appartient, en dépit de son nom qui pourrait faire croire le contraire, à la commune de Plouharnel. Elle longe la Plage des Sables Blancs, laquelle est à cheval sur les deux communes de Plouharnel et de Saint-Pierre-Quiberon. Sa gestion est assurée par l'Office national des forêts.

### Habitat
Le bourg de Plouharnel s'est établi au fond de la Baie de Plouharnel, mais à distance de la côte (comme c'est le cas pour la plupart des paroisses créées à la suite de l'arrivée des Bretons en Armorique).
La partie intérieure de la commune présente un habitat rural dispersé formant des écarts, c'est-à-dire des hameaux, pour certains d'entre eux assez importants comme ceux de Sainte-Barbe, de Crucuno, de Kerarno, ou encore de Kercroc, le seul proche du littoral resté par ailleurs traditionnellement inhabité. La partie nord-est du finage communal est à dominante boisée (Bois de Brénantec, Bois avoisinant les deux abbayes de Kergonan) et, en conséquence, peu peuplée.
Les sites protégés du littoral (Dunes de Gâvres-Quiberon et Forêt domaniale de Quiberon) ont préservé celui-ci de l'urbanisation linéaire en dépit de la pression touristique forte, seul le littoral de la partie nord-est de la Baie de Plouharnel connaissant une modeste urbanisation balnéaire.

### Transports
Plouharnel est un carrefour routier, au croisement de la D 768 (ancienne Route nationale 168),qui permet l'accès à la presqu'île de Quiberon, et de la D 781 (ancienne Route nationale 781) qui vient d'Hennebont et va jusqu'à Locmariaquer.
Ce fut aussi un carrefour ferroviaire en gare de Plouharnel - Carnac entre la voie ferrée Auray-Quiberon et la ligne de tramway allant de La Trinité-sur-Mer à Étel, laquelle est fermée depuis 1935.
C'est désormais une halte voyageurs de la Société nationale des chemins de fer français (SNCF) desservie, uniquement pendant la saison d'été, par le « Tire-Bouchon » qui est un train TER Bretagne desservant depuis Auray la presqu'île de Quiberon, ce qui permet aux voyageurs qui l'empruntent d'éviter les traditionnels bouchons routiers en période estivale.

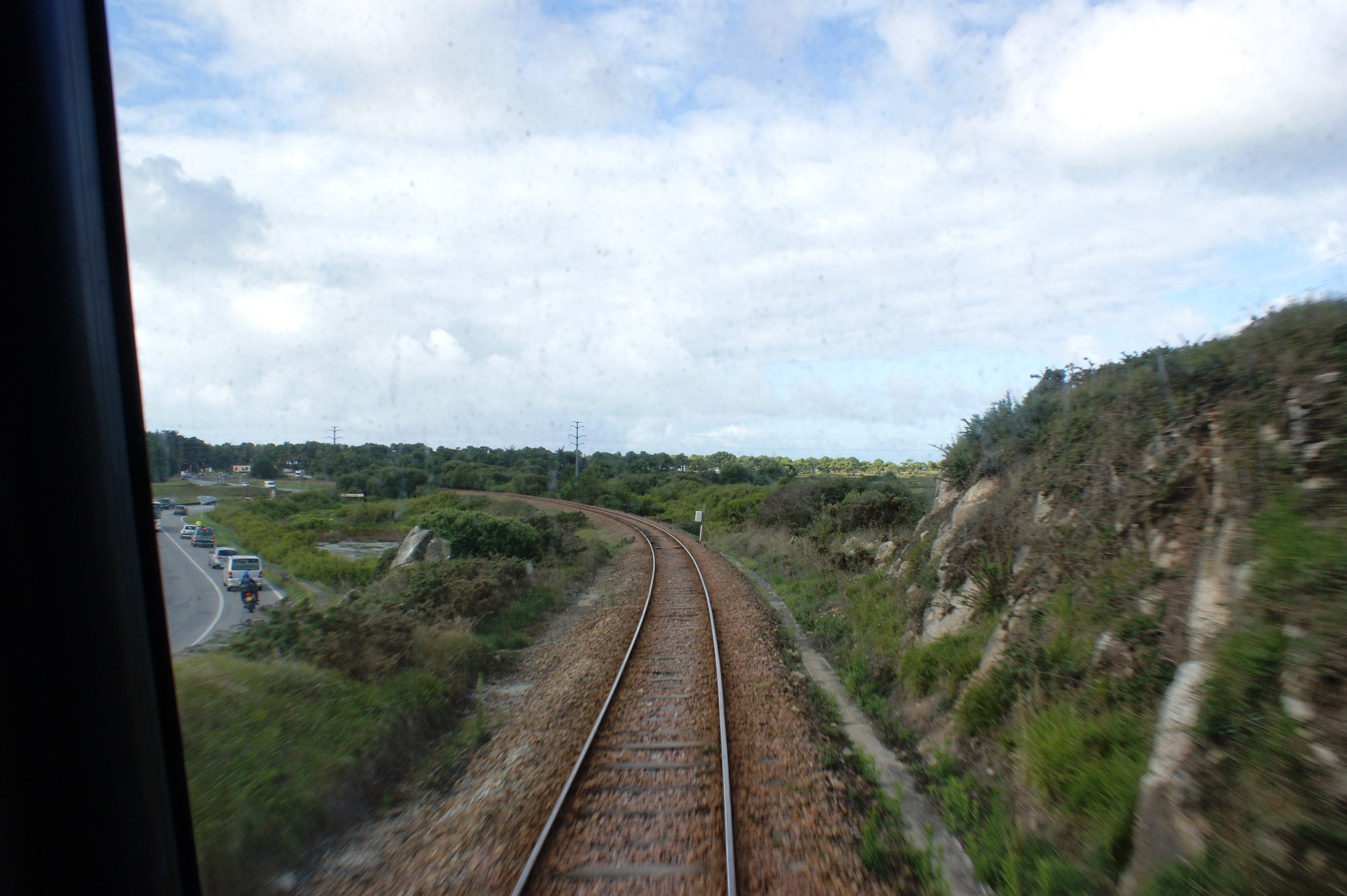
La ligne d'Auray à Quiberon sur la commune de Plouharnel : arrivée sur la presqu'île en tranchée dans la roche suivi d'un remblai.
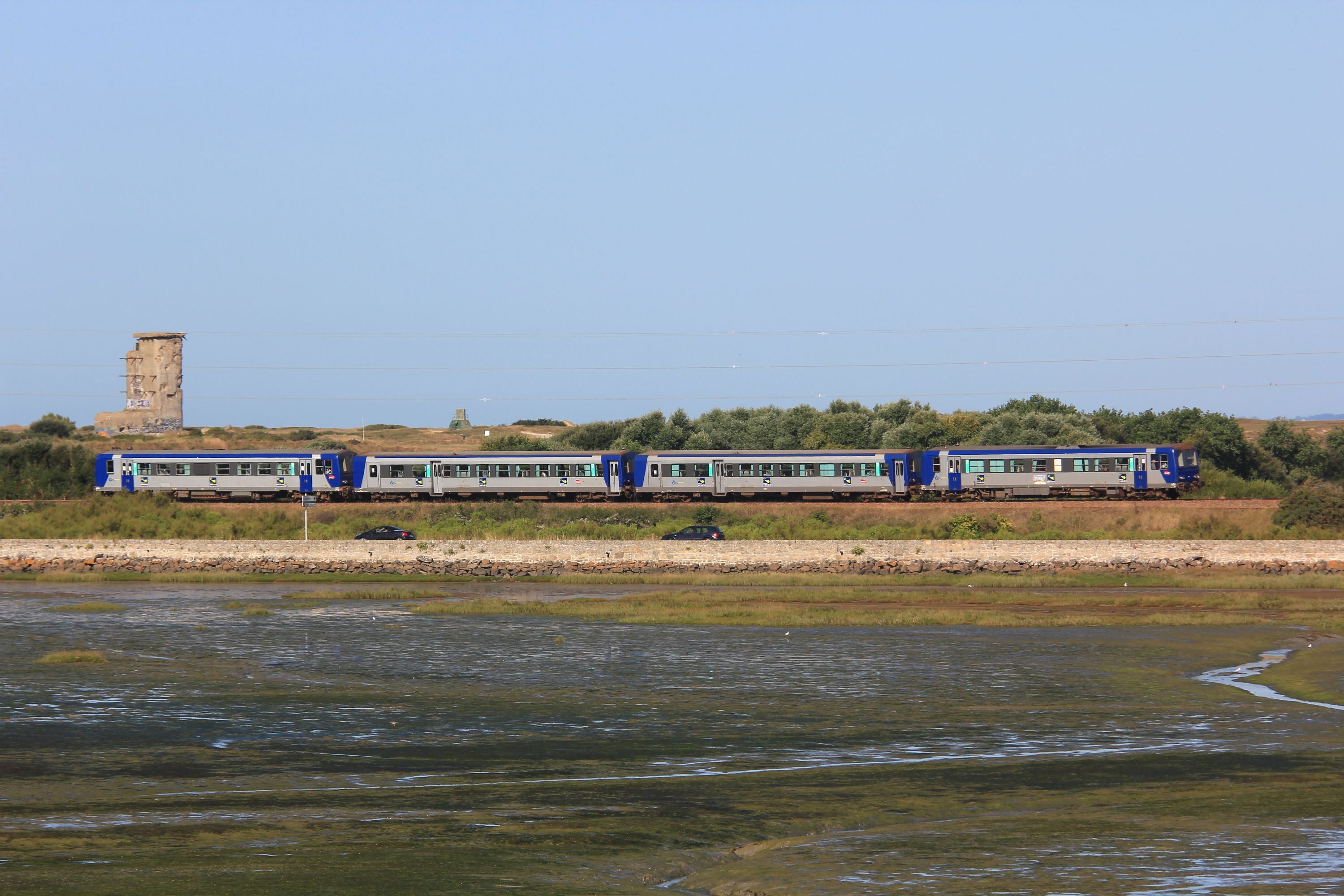
Le "Tire-Bouchon" contournant la baie de Plouharnel.
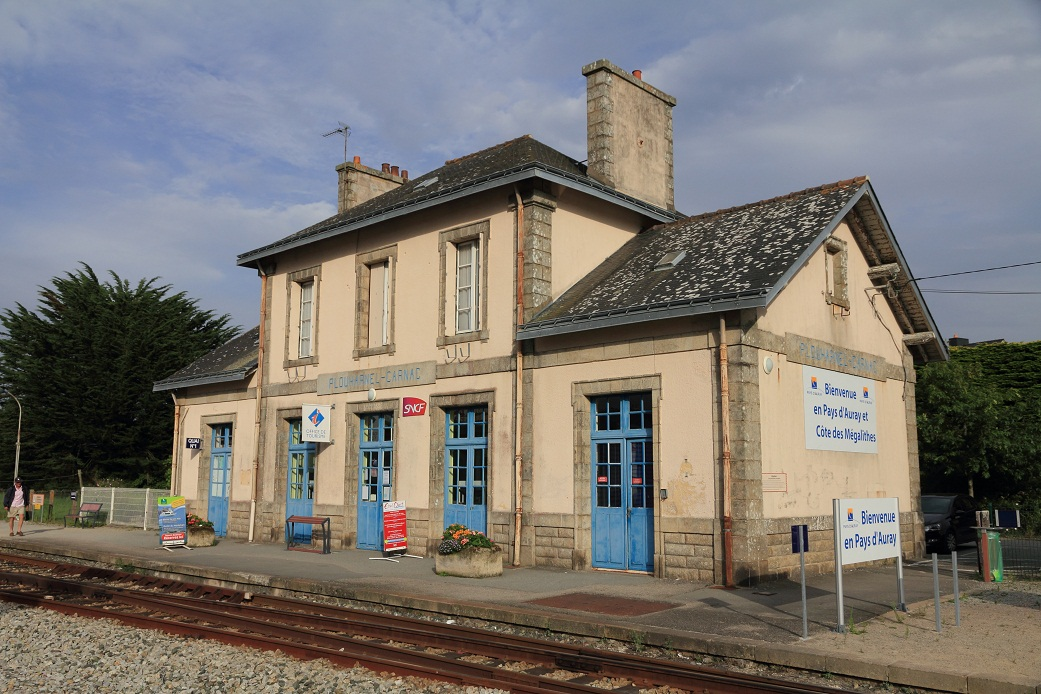
La gare de Plouharnel-Carnac : le bâtiment voyageurs.

### Hydrographie
Pour un article plus général, voir Réseau hydrographique du Morbihan.
La commune est située dans le bassin Loire-Bretagne. Elle est drainée par le ruisseau de Coët-cougam, l'Étang et divers autres petits cours d'eau,.

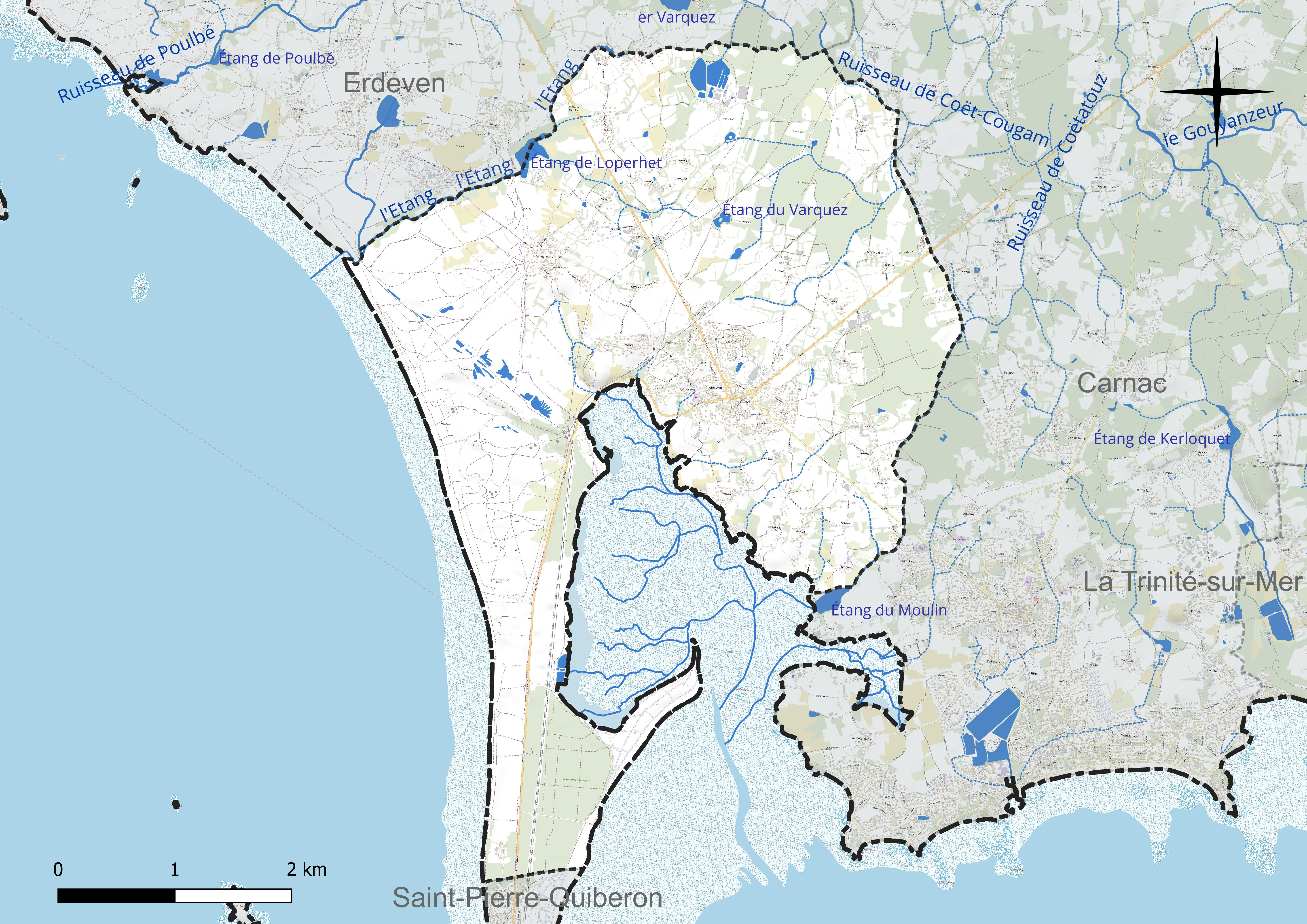
Réseau hydrographique de Plouharnel.

Trois plans d'eau complètent le réseau hydrographique : l'étang de Loperhet, d'une superficie totale de 4,6 ha (2,6 ha sur la commune), l'étang du Moulin, d'une superficie totale de 3,6 ha (0 ha sur la commune) et l'étang du Varquez (0,96 ha),.

### Climat
Pour des articles plus généraux, voir Climat de la Bretagne et Climat du Morbihan.
En 2010, le climat de la commune est de type climat océanique franc, selon une étude du CNRS s'appuyant sur une série de données couvrant la période 1971-2000. En 2020, Météo-France publie une typologie des climats de la France métropolitaine dans laquelle la commune est exposée à un climat océanique et est dans la région climatique  Bretagne orientale et méridionale, Pays nantais, Vendée, caractérisée par une faible pluviométrie en été et une bonne insolation. Parallèlement l'observatoire de l'environnement en Bretagne publie en 2020 un zonage climatique de la région Bretagne, s'appuyant sur des données de Météo-France de 2009. La commune est, selon ce zonage, dans la zone « Littoral doux », exposée à un climat venté avec des étés cléments.  
Pour la période 1971-2000, la température annuelle moyenne est de 12,1 °C, avec une amplitude thermique annuelle de 11,4 °C. Le cumul annuel moyen de précipitations est de 902 mm, avec 13,3 jours de précipitations en janvier et 7,2 jours en juillet. Pour la période 1991-2020, la température moyenne annuelle observée sur la station météorologique la plus proche, située sur la commune d'Auray à 13 km à vol d'oiseau, est de 12,6 °C et le cumul annuel moyen de précipitations est de 969,3 mm,. Pour l'avenir, les paramètres climatiques de la commune estimés pour 2050 selon différents scénarios d’émission de gaz à effet de serre sont consultables sur un site dédié publié par Météo-France en novembre 2022.

## Urbanisme

### Typologie
Au 1er janvier 2024, Plouharnel est catégorisée commune rurale à habitat dispersé, selon la nouvelle grille communale de densité à sept niveaux définie par l'Insee en 2022.
Elle appartient à l'unité urbaine de Carnac, une agglomération intra-départementale regroupant cinq  communes, dont elle est ville-centre,,. Par ailleurs la commune fait partie de l'aire d'attraction de Carnac, dont elle est une commune de la couronne,. Cette aire, qui regroupe 2 communes, est catégorisée dans les aires de moins de 50 000 habitants,.
La commune, bordée par l'océan Atlantique, est également une commune littorale au sens de la loi du 3 janvier 1986, dite loi littoral. Des dispositions spécifiques d’urbanisme s’y appliquent dès lors afin de préserver les espaces naturels, les sites, les paysages et l’équilibre écologique du littoral, tel le principe d'inconstructibilité, en dehors des espaces urbanisés, sur la bande littorale des 100 mètres, ou plus si le plan local d’urbanisme le prévoit.

### Occupation des sols

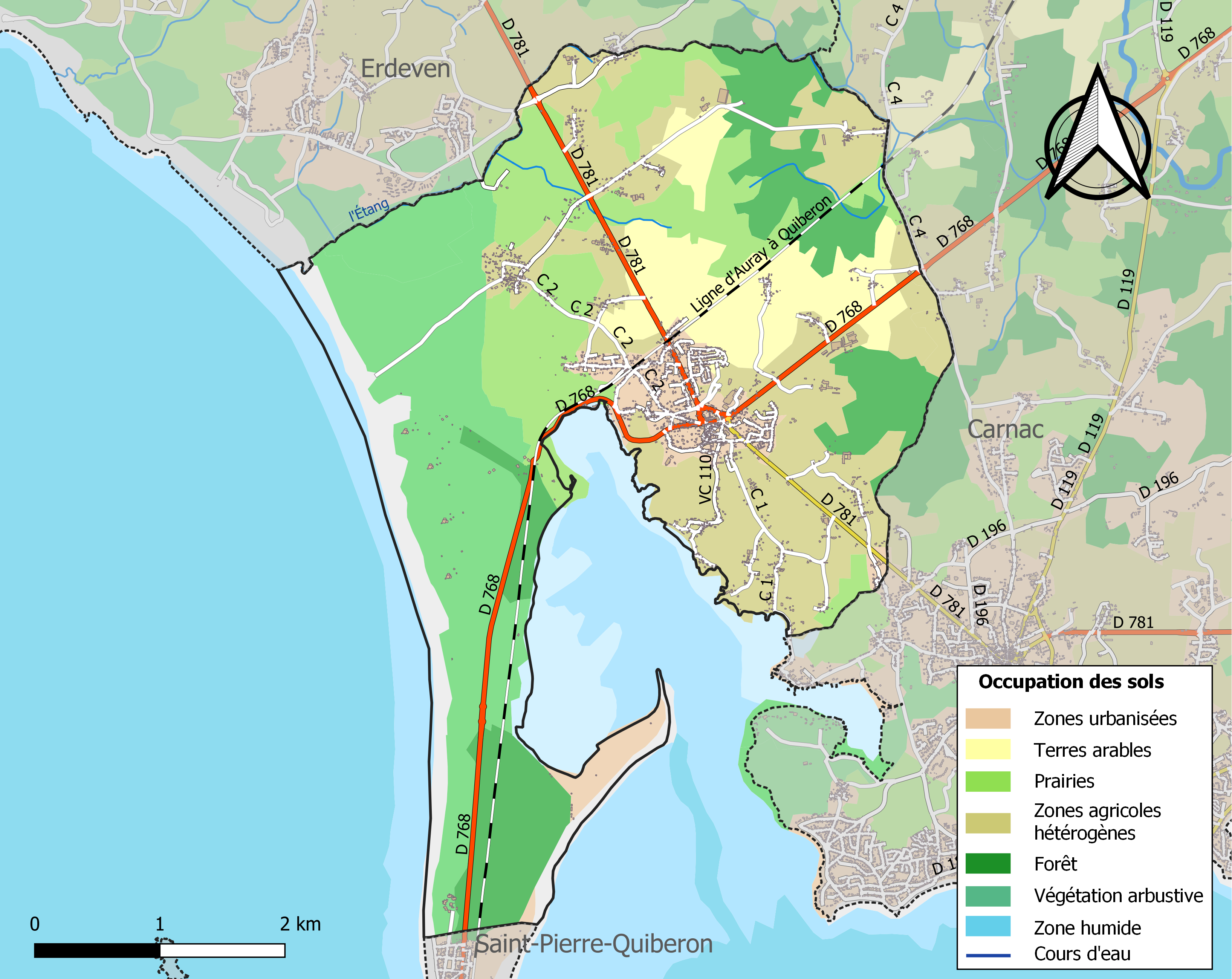
Carte des infrastructures et de l'occupation des sols de la commune en 2018 (CLC).

Le tableau ci-dessous présente l'occupation des sols détaillée de la commune en 2018, telle qu'elle ressort de la base de données européenne d’occupation biophysique des sols Corine Land Cover (CLC).
| Type d’occupation                                                                   | Pourcentage | Superficie (en hectares) |
| ----------------------------------------------------------------------------------- | ----------- | ------------------------ |
| Tissu urbain discontinu                                                             | 5,0 %       | 95                       |
| Équipements sportifs et de loisirs                                                  | 1,2 %       | 23                       |
| Terres arables hors périmètres d'irrigation                                         | 10,2 %      | 192                      |
| Prairies et autres surfaces toujours en herbe                                       | 15,6 %      | 295                      |
| Systèmes culturaux et parcellaires complexes                                        | 25,2 %      | 475                      |
| Surfaces essentiellement agricoles interrompues par des espaces naturels importants | 1,2 %       | 23                       |
| Forêts de conifères                                                                 | 15,5 %      | 292                      |
| Pelouses et pâturages naturels                                                      | 18,6 %      | 350                      |
| Landes et broussailles                                                              | 2,8 %       | 53                       |
| Plages, dunes et sable                                                              | 3,1 %       | 59                       |
| Marais maritimes                                                                    | 1,5 %       | 28                       |
| Source : Corine Land Cover                                                          |             |                          |

## Toponymie
Attestée sous la forme Ploiarnel en 1387.
Le nom breton de Plouharnel est Plouharnel ou Plarnel. Le nom de Plouharnel est composée de plou (= paroisse) et d'Arnel donc il signifierait paroisse d'Arnel. En réalité, Arnel est saint Armel qui laissa aussi son nom à Ploërmel, Plouarzel, Saint-Armel, Ergué-Armel, il faut donc comprendre paroisse d'Armel. Jusqu'au XIXe siècle, on trouve dans les ouvrages la graphie Plouharmel. Saint Armel est d'ailleurs représenté sous la forme d'une statue dans l'église de Plouharnel puisqu'il est le patron de la paroisse et l'église paroissiale - qui date de 1840 où elle a été entièrement reconstruite à l'initiative du recteur Sagot - lui est dédiée.

## Histoire

### Préhistoire

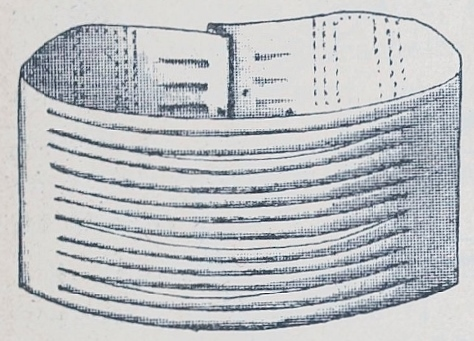
Dessin représentant l'anneau d'or trouvé dans une allée couverte située sous le tumulus de Roc'h Guyon en Plouharnel en 1849 (Musée des Antiquités nationales de Saint-Germain-en-Laye).

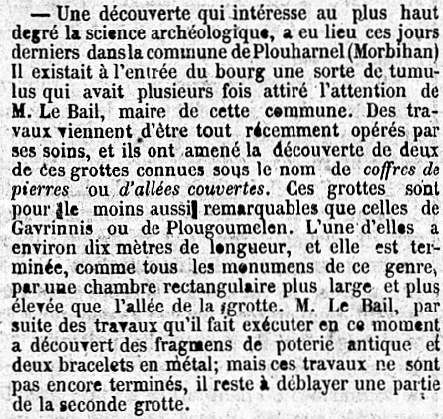
Récit de la découverte archéologique faite en 1849 à Plouharnel par Le Bail, maire de la commune (journal Le Constitutionnel du 27 octobre 1849).

En 1849 La Bail, maire de la commune, découvrit deux colliers ou bracelets « formés de plusieurs lames d'or, découpées en lanières sur le devant, et repliées aux deux extrémités en forme d'agrafes », placés sur un vase grossier qui se trouvait dans le couloir menant à la chambre de la plus grande des allées couvertes situées sous le tumulus de Roc'h Guyon. L'un de ces anneaux d'or a 40 millimètres de large et est découpé en 12 lanières par de simples coupures longitudinales. Trouvés en fait par des ouvriers carriers qui commençaient à détruire le tumulus, les deux anneaux furent vendus pour quelques verres de vin à Le Bail, capitaine au long cours et maire de Plouharnel, qui les revendit par la suite.

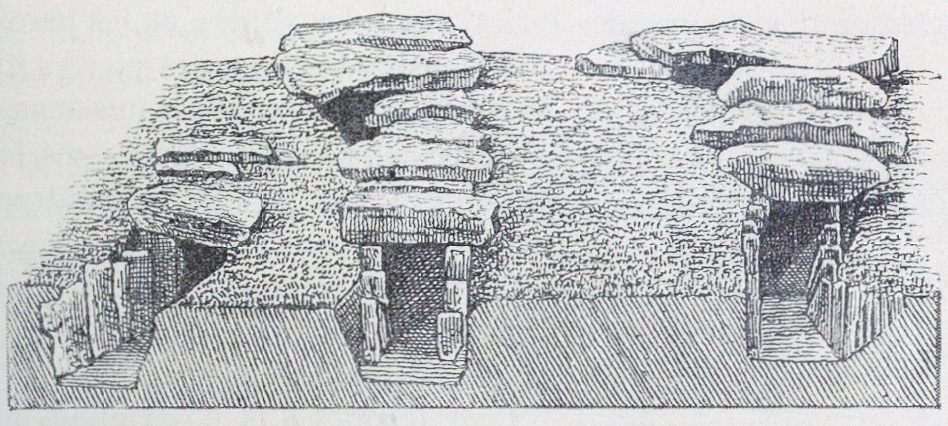
Dessin d'une allée couverte sous tumulus à Plouharnel (Louis Figuier, L'homme primitif (5e édition), 1882).

Au fil des siècles de nombreux monuments mégalithiques ont disparu. Cette destruction s'est poursuivie au moins jusque vers la fin du XIXe siècle (et même plus tardivement dans le courant du XXe siècle) comme en témoigne par exemple la destruction partielle des alignements de Sainte-Barbe. L'État achète en 1882 les dolmens de Kergorad, de Runesso, de Crucuno, et l'enceinte carrée de Crucuno, ainsi que des alignements dans les communes voisines de Carnac et d'Erdeven et en 1883 quelques-uns des menhirs de ces alignements, mais la procédure traîne en longueur pour l'achat des autres ; deux menhirs sont transformés en moellons par les agriculteurs qui en étaient propriétaires et le remplacement en 1888 des gares provisoires en bois de la ligne ferroviaire d'Auray à Quiberon par des bâtiments en pierres et briques, entraîne la destruction de plusieurs autres. En 1889 Albert Macé écrit que « le premier alignement qui contenait quinze menhirs debout, n'en compte plus que sept ; le second, au lieu de neuf, n'en compte que huit. À la liste des menhirs brisés il convient d'ajouter les menhirs déjà renversés. Aujourd'hui, sur une cinquantaine de menhirs, seize seulement sont restés debout, et le système des alignements de Sainte-Barbe est irrémédiablement mutilé » en dépit des vaines protestations de la Société polymathique du Morbihan et de Félix Gaillard.
L'archéologue Félix Gaillard (1832-1910) a publié en 1880 un recueil intitulé "Monuments mégalithiques du Morbihan" dont un tome consacré à Plouharnel contient de nombreuses photographies des mégalithes de la commune à cette date, y compris de monuments désormais disparus, avec leurs mensurations précises. En 1892 il publie un "Inventaire des monuments mégalithiques du Morbihan dans le périmètre des acquisitions de l'État dans les cantons de Quiberon, Belz et Locmariaquer". Il recense 61 sites mégalithiques sur la commune de Carnac, 24 sur celle de Plouharnel, 13 à Quiberon, 12 à La Trinité-sur-Mer, 9 à Saint-Pierre-Quiberon.

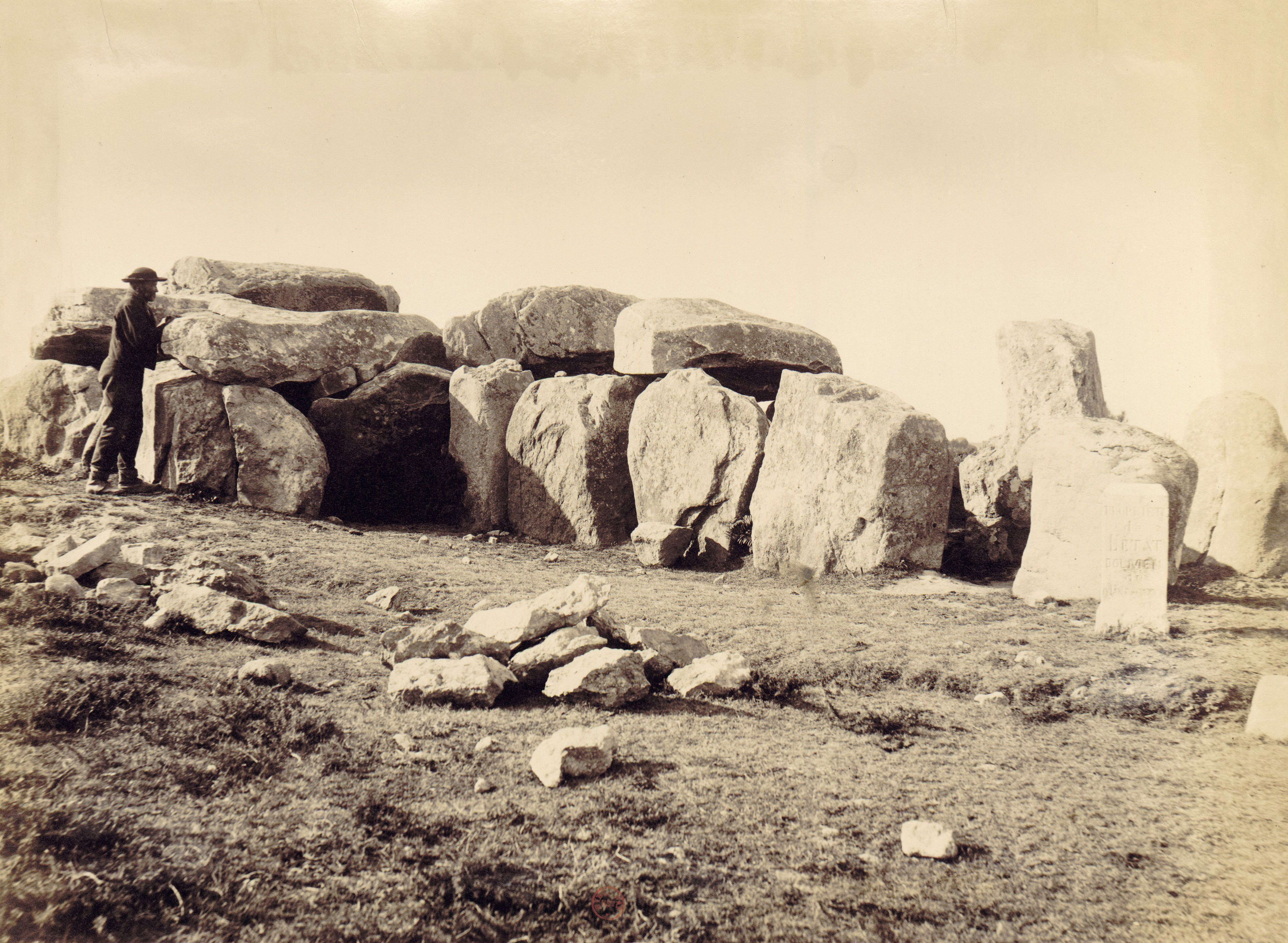
L'allée couverte de Crucuno (photographie de Séraphin-Médéric Mieusement prise entre 1886 et 1891.
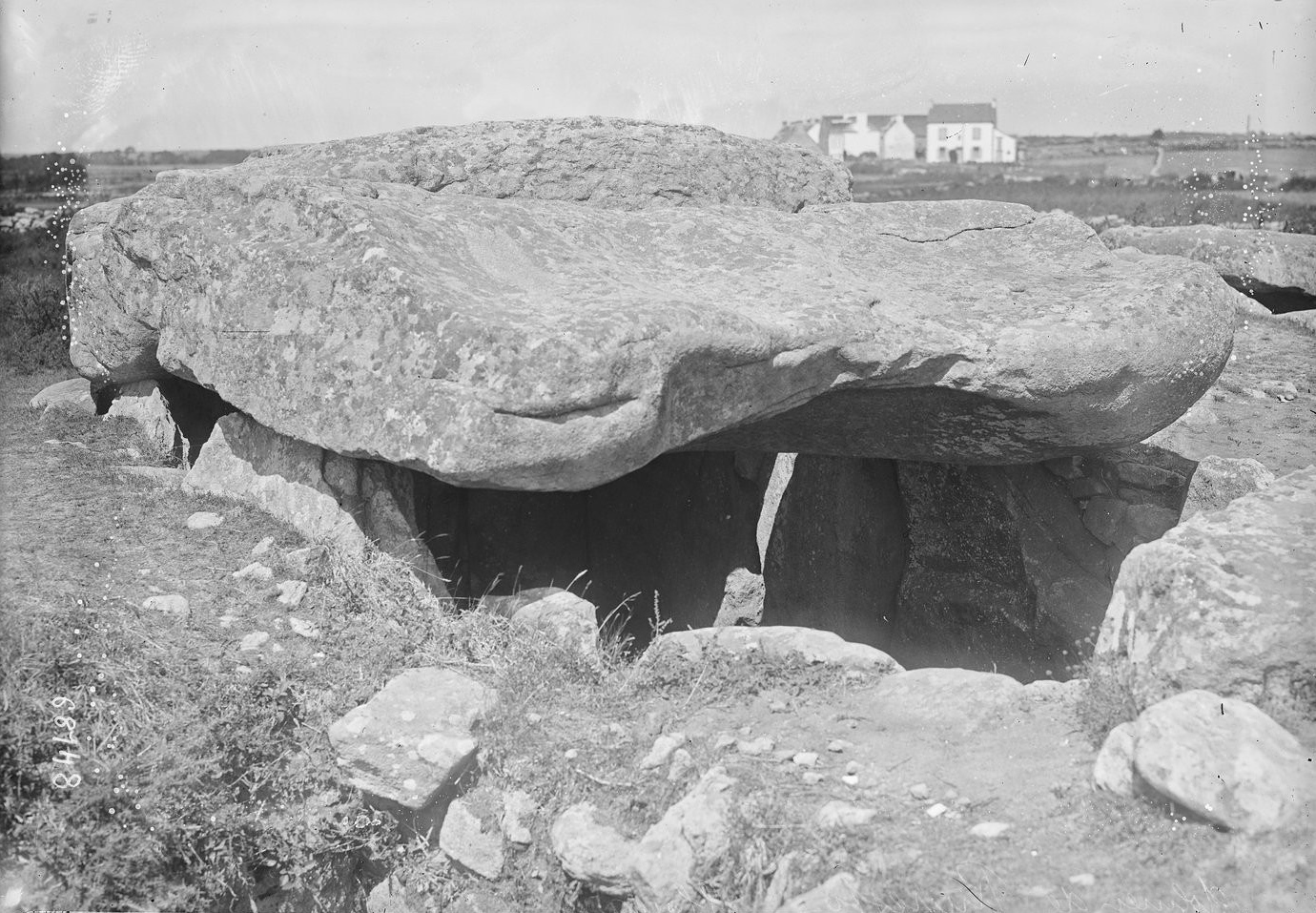
La tombe à couloir de Rondossec (photographie datant de 1921).
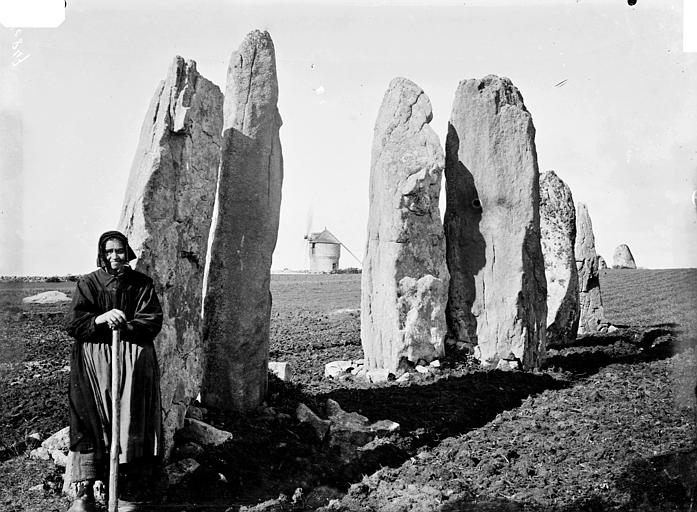
L'alignement du Vieux Moulin (photographie de Zacharie Le Rouzic).
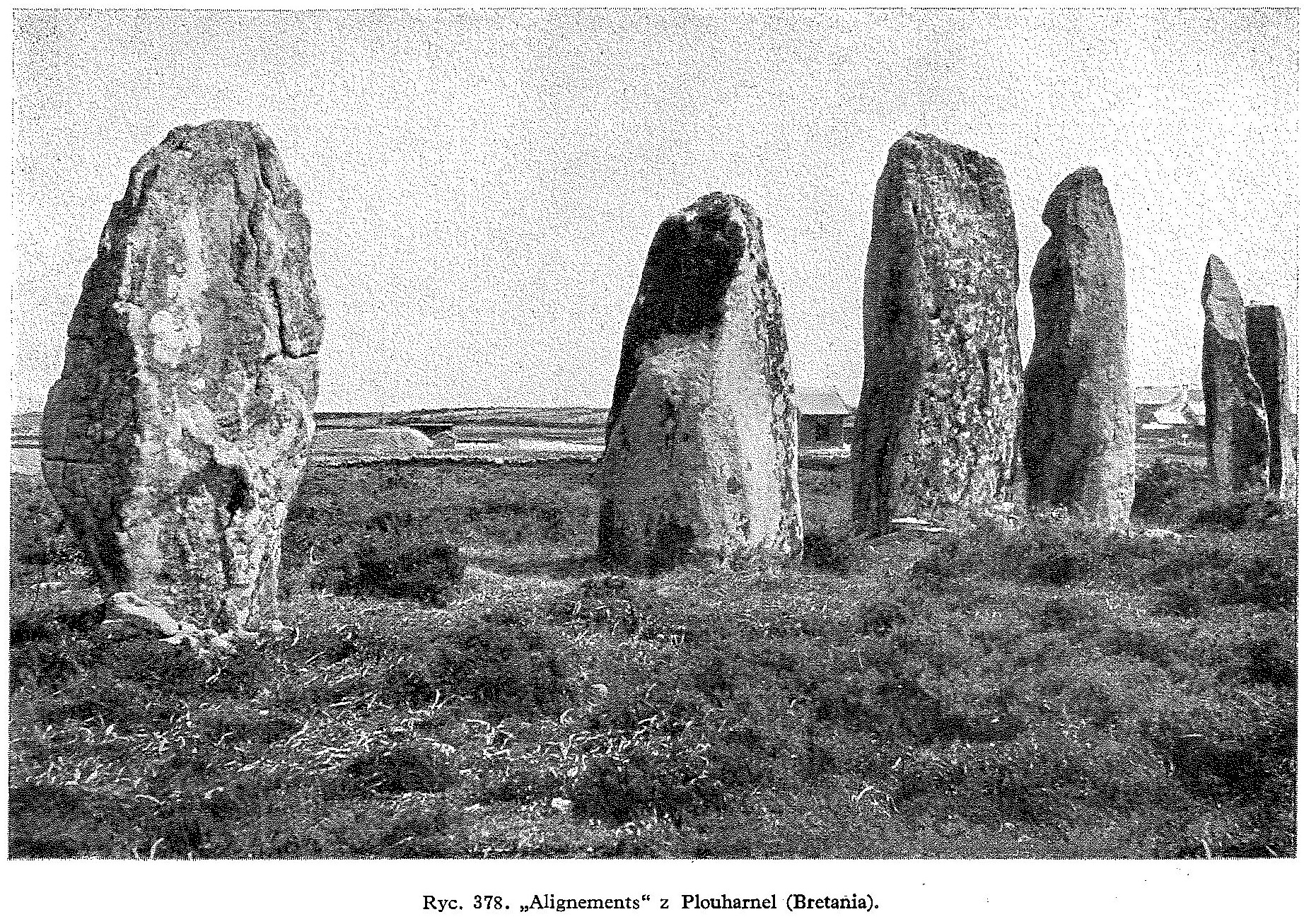
Les alignements de Plouharnel (photographie datant de 1939).
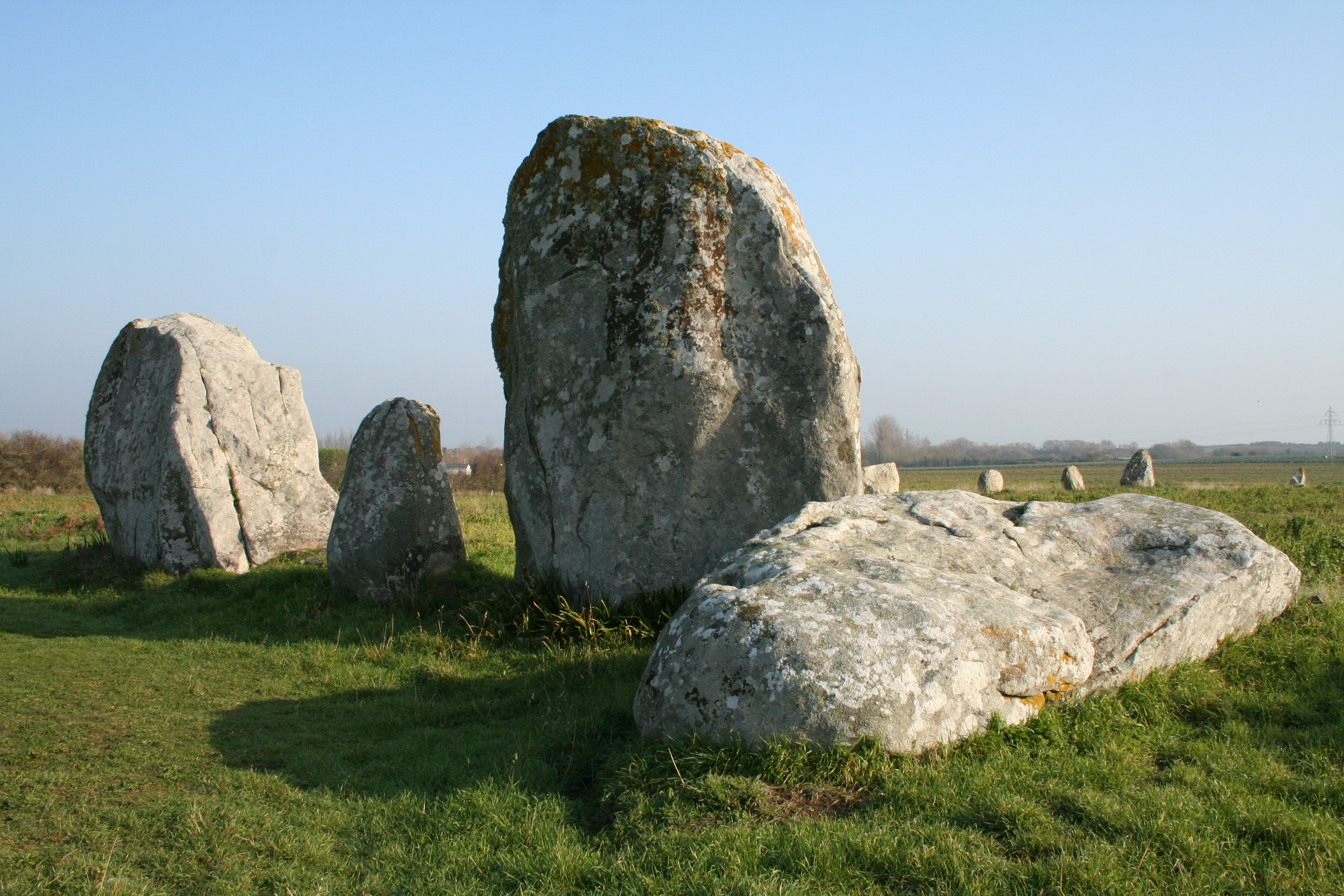
Les menhirs de Sainte-Barbe (vue partielle).

Toutefois l'intérêt pour ces monument mégalithiques grandit à la fin du XIXe siècle ; en témoigne par exemple Victor-Eugène Ardouin-Dumazet qui écrit en septembre 1893 : « Plouharnel ! Carnac ! Le train se vide presque en entier, rares sont les voyageurs pour au-delà, vers Quiberon. Ceux qui mettent les pieds sur le trottoir de l'humble gare sont d'une essence particulière ; en cette saison les bains de mer ont pris fin, les touristes sont du genre savant : scandinaves, teutons, anglais. Anglais surtout, ce peuple a un faible pour les rochers druidiques, pour ceux de Carnac d'abord ; n'est-ce pas un anglais, M. Miln qui s'est fait le « découvreur » du pays ».

### Antiquité
Les vestiges datant de l'époque romaine sont rares à Plouharnel (ceux de l'époque gauloise sont inexistants), alors qu'ils sont importants dans des communes avoisinantes ; on a trouvé quelques tuiles à rebord près de Kerhellec et à proximité de l'étang de Loperhet.

### Moyen-Âge
Trois seigneuries existaient à Plouharnel : Brénantec, Kergonan (dénommée aussi Villegonan) et Kerloguen.

### Temps modernes

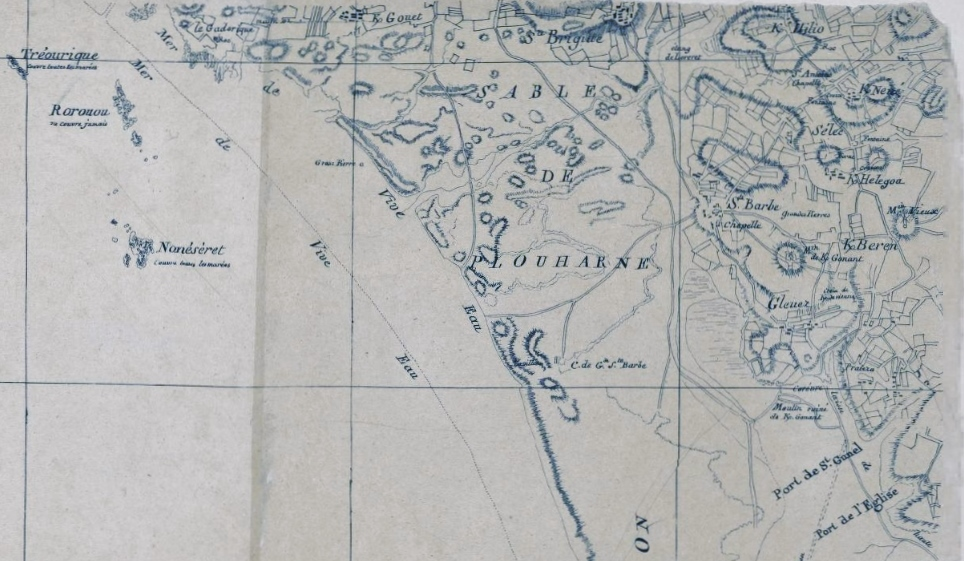
Carte de la partie nord de Plouharnel datant de la fin du XVIIIe siècle.

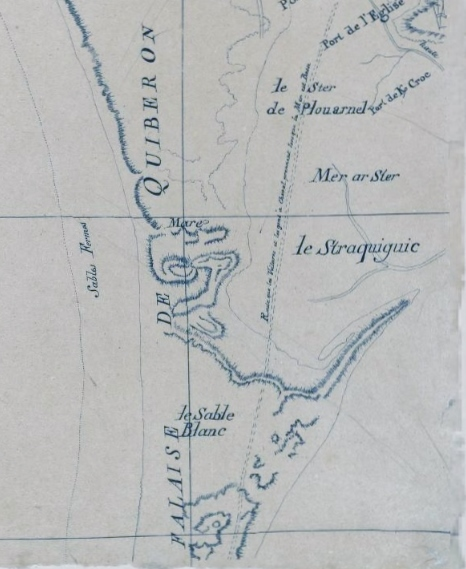
Carte de la partie sud de Plouharnel datant de la fin du XVIIIe siècle.

Le 8 janvier 1675 deux navires nantais, le Mentor et le Duchesse d'Aiguillon, firent naufrage près de Plouharnel ; en 1786 la Jeune Henriette s'échoua sur la grande grève entre le fort de Penthièvre et Sainte-Barbe.
La paroisse de Plouharnel comptait 5 chapellenies (Sainte-Barbe, Runigo et trois désignées par le nom de leurs fondateurs, respectivement Pierre Le Bidan, Pierre Le Héno et Roland Le Covas. Son territoire était aussi divisé en frairies, mais seul le nom de celle du bourg, dite aussi frairie de Larmor, nous est parvenu.
Jean-Baptiste Ogée décrit ainsi Plouharnel en 1778 :

« Plouharnel ; au bord de la mer ; à 6 lieues à l'ouest-sud-ouest de Vannes, son évêché ; à 27 lieues de Rennes ; et à 3 lieues d'Aurai, sa subdélégation et son ressort. Cette paroisse relève du Roi et compte 1 000 communiants ; la cure est à l'alternative. Quoique les habitants soient presque tous marins, les terres ne restent pas sans cultures ; les femmes, qui sont très laborieuses, les cultivent avec soin. »

### Révolution française
Joseph Le Borgne, nommé recteur de Plouharnel en 1791, refusa de prêter le serment de fidélité à la Constitution civile du clergé et émigra en Espagne. il fut en 1803 nommé recteur de la paroisse de Sainte-Hélène.
Pierre Collet, capitaine au long cours, de Plouharnel, alla en Angleterre en 1795 afin de servir de pilote côtier à l'escadre qui débarqua à Quiberon lors de l'expédition de Quiberon.
Le 16 juillet 1795, une bataille entre Chouans et Républicains eut lieu à l'ouest de Plouharnel et au sud de Carnac, on la nomme la bataille de Plouharnel.
C'est dans le village de Sainte-Barbe « qu'entourent les sables de la grande dune de Plouharnel, que toute la population rurale des environs (de dix à douze mille individus de tout âge et de tout sexe.), refoulée par les colonnes mobiles du général Hoche, après le débarquement des émigrés à Quiberon, vint s'entasser et chercher un refuge sous la protection de Georges Cadoudal, qui avait fait la jonction avec les troupes de l'expédition. Peu de jours après, Hoche lui-même s'emparait de Sainte-Barbe, et toute cette population désespérée, hommes, femmes, vieillards et enfants, suivant péniblement les colonnes royalistes qui les protégeaient dans leur marche traversaient la falaise [le lieu-dit "La Falaise"] en fuyant devant les bataillons républicains, espérant trouver un refuge au Fort Penthièvre, occupé par les troupes de l'expédition » ; « la mer était basse et l'anse de Plouharnel était encombrée de femmes traînant ou portant leurs enfants, de charrettes chargées de tout ce qu'on avait eu le temps d'y mettre en grains, d'hommes poussant leur bétail devant eux et réclamant à grands cris notre secours pour les préserver de la fureur des ennemis qui tiraient sur eux et avaient déjà pris plusieurs charrettes » témoigne un officier royaliste. La carte de Cassini montre que l'anse de Plouharnel était alors plus étendue qu'actuellement, rétrécissant encore davantage que de nos jours le cordon de sable reliant le continent au fort de Penthièvre.
En arrivant au pied du fort, la foule en trouva les portes fermées ; « les chouans de l'intérieur indignés qu'on refusât une retraite à leurs familles, arrachèrent les palissades et leur livrèrent l'entrée de la presqu'île [de Quiberon], où les paysans se répandirent en désordre, remerciant le ciel d'avoir enfin trouvé un asile contre les républicains ». Après avoir vaincu l'armée royaliste et chouanne, les troupes républicaines laissèrent finalement s'échapper ces populations civiles sans les retenir prisonnières : « la lutte ayant cessé, les prisonniers , divisés en trois colonnes, furent ramenés au continent ; la première n'alla pas loin : composée de femmes, d'enfants, de vieillards, tous affamés et en guenilles, elle s'était dispersée sous l'œil, à dessein peu vigilant, de ses gardiens, avant d'atteindre le bourg de Plouharnel ; les deux autres furent dirigées sur Auray (...) ».
Deux chapelles de Plouharnel furent détruites pendant la Révolution française : celle de Plaskaër et celle de Saint-Guénaël.
Plusieurs habitants de la commune furent chouans, notamment Jean Rohu (futur maire de Plouharnel), qui commença la résistance à main armée et reçut le commandement de Carnac, mais aussi d'autres comme Gilles Daniel, Nicolas Kerzérho, Gilles Michel , Joachim Madec, Pierre Bernard, Bonaventure Madec ; tous déclarent en substance lors des interrogatoires qu'ils subirent par la suite devant la commission militaire de Port-Liberté qu'ils ont été enrôlés sous la menace et qu'ils ne sont que de pauvres laboureurs, entraînés de force dans l'expédition de Quiberon, ce que confirme la municipalité de Plouharnel dans une lettre adressée à la commission militaire de Quiberon : « Citoyens, nous osons vous interrompre dans votre pénible fonction, au sujet de Gilles Daniel, de Joseph Daniel, son fils, canonnier, réfugié à Quiberon, de Julien Lemaître, de Joseph Collet, de Gilles Levisage, de Julien Richard, ancien canonnier, et de Joseph Bideau, que nous connaissons paisibles et bons républicains, surpris et forcés, le pistolet à la gorge, d'entrer à Quiberon [c'est-à-dire de participer à l'expédition de Quiberon], desquels nous répondons sur nos têtes ». Un Boutillic de La Villegonan, dont la famille possédait alors le château de Kergonan, émigré, prit part à l'expédition de Quiberon et fait prisonnier, il fut fusillé.

### LeXIXesiècle

#### Descriptions datant de la première moitié duXIXesiècle
En 1836 le village de Sainte-Barbe et la zone de la Falaise sont ainsi décrits :

« Le village de Sainte-Barbe est situé sur une côte élevée, à l'ouest de (...) Plouharnel. Au bas de cette côte s'étend une plage de sable qui conduit à la falaise, longue d'à peu près une lieue et demie, sur une largeur trois fois moindre, qui diminue insensiblement jusqu'au fort Penthièvre, construit à l'entrée de la presqu'île. Cette pointe de sable n'offre aucune route tracée, pas la moindre végétation ; elle forme des ondulations, des tertres coupés à angles droits et des anfractuosités (...). À l'ouest, du côté de la grande mer, que les habitants ont surnommé la mer sauvage, des vagues pressées déferlent continuellement sur cette plage sablonneuse, et se roulent impétueuses avec un bruit solennel, le seul qu'on entende sur ce désert aride, avec le cri des oiseaux marins. Au large on voit des rescifs dont les têtes noires battues par les flots sont couvertes d'une blanche écume qui les couronne (...). À gauche les eaux de la baie presque toujours calme dans cette partie, laissent à chaque marée une longue étendue de sable qu'elles couvrent deux fois par jour. »

A. Marteville et P. Varin, continuateurs d'Ogée, décrivent ainsi Plouharnel en 1845 :

« Plouharnel ; commune formée de l'ancienne paroisse de ce nom ; aujourd'hui succursale ; brigade de gendarmerie à pied. (...) Principaux villages : Cosquer, Henlis, Kernevé, Kerhelligan, Kergaze, Kererano, Courcouneau, Sainte-Barbe, Kerberen, Clévenay, Saint-Guenaël, Kercroc, Kerhellec, Kerlejean, Kerbachic. Superficie totale 1 847 hectares dont (...) terres labourables 400 ha, prés et pâturages 93 ha, bois 5 ha, vergers et jardins 17 ha, landes et incultes 1 258 ha, étangs 31 ha (...). Moulins du Bezo, à eau ; Vieux, de Kergonan, à vent. On voit en cette commune, outre l'église paroissiale, les chapelles du Plusquer et de Notre-Dame des Pleurs, dédiées à la Vierge ; de Saint-Antoine, de Sainte-Barbe. Dans le nord sont les étangs de Loperhet. La partie la plus resserrée de la pointe de Quiberon forme au sud-ouest du bourg un abri pour les navires, qui porte le nom d'anse de Plouharnel ; ce n'est pas cependant un excellent lieu de débarquement. Il y a foire le deuxième dimanche de mai et le 8 juin. Géologie : constitution granitique. On parle le breton. »

#### Les aménagements survenus dans le courant duXIXesiècle
Les travaux de continuation de la route royale n°168 venant d'Auray en direction de Quiberon au-delà de Plouharnel sont entrepris à partir de 1845. En 1852 l'administration des Ponts et Chaussées pred possession des terrains de la dune qui appartenaient jusqu'alors pour 304 ha à la commune de Plouharnel et pour 5 ha à celle de Saint-Pierre-Quiberon ; ils sont cédés aux Eaux et Forêts en 1881.
Des travaux de boisement en pins des dunes de Plouharnel en direction de la presqu'île de Quiberon sont entrepris à partir de 1860 (mais suscitent des protestations de la part de certains habitants qui bénéficiaient d'un droit de pacage libre pour leurs troupeaux sur ces dunes jusqu'alors) et poursuivis dans la décennie 1870 afin de « protéger la route nationale n° 168 [et] fixer les dunes mouvantes » car la traversée de l'isthme qui relie Quiberon à la terre ferme « est rendue fort pénible en hiver par les gros temps, en été par des chaleurs et réverbérations dévorantes (…) et les désordres qu'entraînent, sur les deux côtés, le déchaînement des grands vents qui traversent ces dunes sans obstacles » ; le 29 février 1880 l'État achète plus de 370 ha de ces terrains partiellement boisés à la commune de Plouharnel qui les possédait jusque-là, les transformant en forêt domaniale. La dune était surveillée par un garde qui « doit lutter contre les instincts maraudeurs des populations riveraines et surtout celles du hameau de Sainte-Barbe (…), instincts avivés par la pénurie de bois aux abords de la mer ».
Le trajet entre Plouharnel et Quiberon, ou vice-versa, n'était pas aisé, comme en témoigne Gustave Flaubert en 1886 : « Des monticules ronds formés par des coups de vent, et que piquaient çà et là quelques joncs minces comme des aiguilles, se présentaient sans cesse l'un après l'autre, il fallait les monter et les descendre, des traînées de poussière se levant lentement s'envolaient et nos yeux se fermaient à l'éblouissement du soleil qui flambait sur les flots et chatoyait le sable. Le vent nous empourprait le visage, il nous le fouettait à grands coups, nous avancions lentement et avec tristesse sur cette grève abandonnée ».
Sept moulins ont existé à Plouharnel, notamment à Kerloguen, Kergonan, Pero, Kerfourchelle, Pont-Neuf, Glevenay et le moulin à marée du Bego (lequel fut détruit lors de la construction de la route menant à Quiberon) ; seul subsiste de nos jours celui de Glevenay.

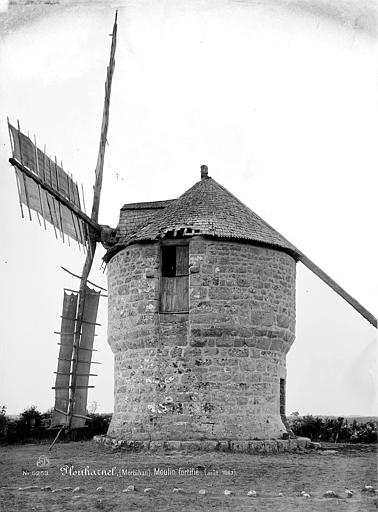
Le moulin fortifié de Plouharnel (vers 1890-1900) ; disparu.
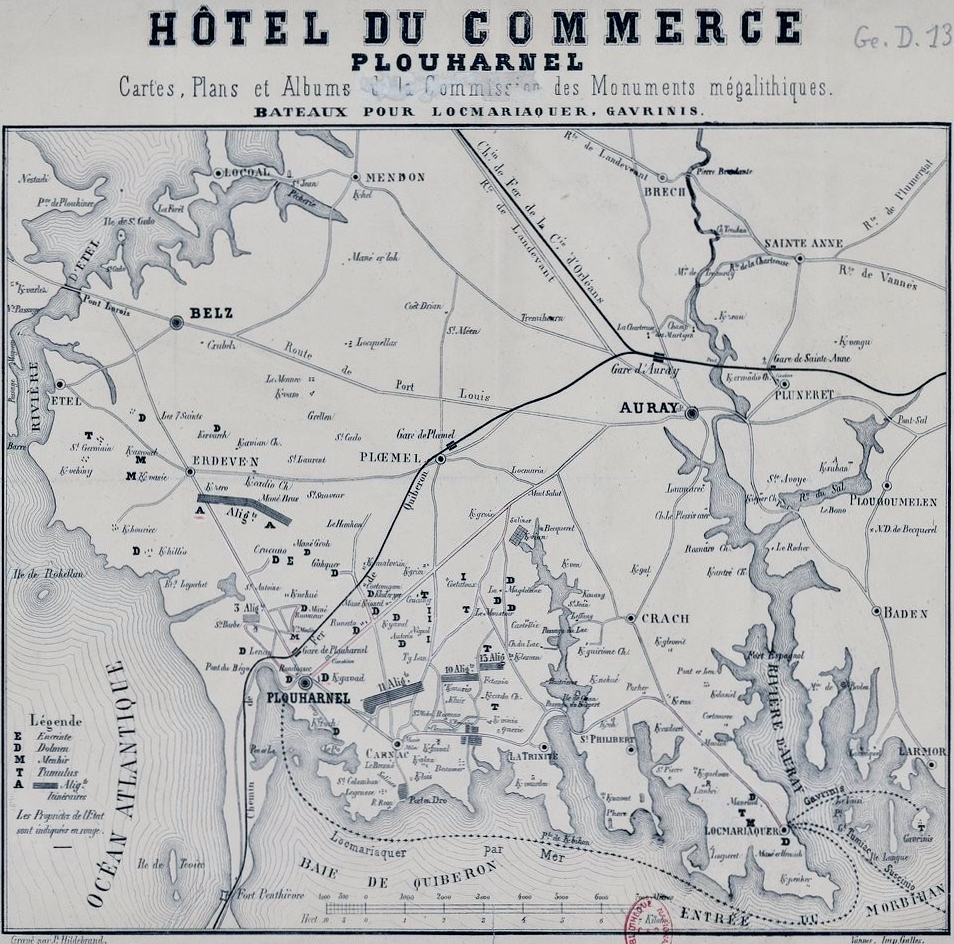
Publicité de l'Hôtel du Commerce de Plouharnel à la fin du XIXe siècle.
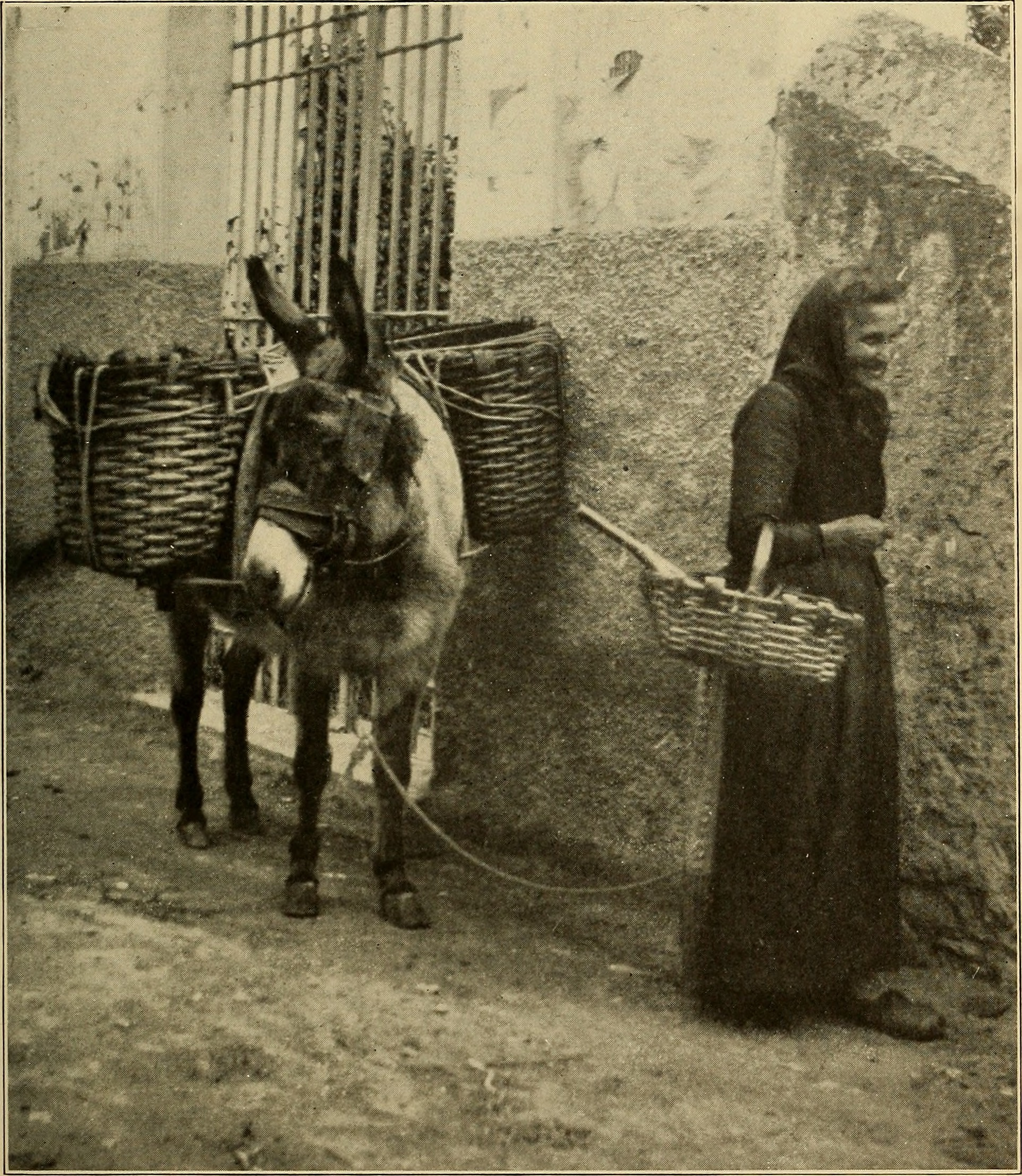
Une femme et son âne ans la région de Plouharnel vers 1885.
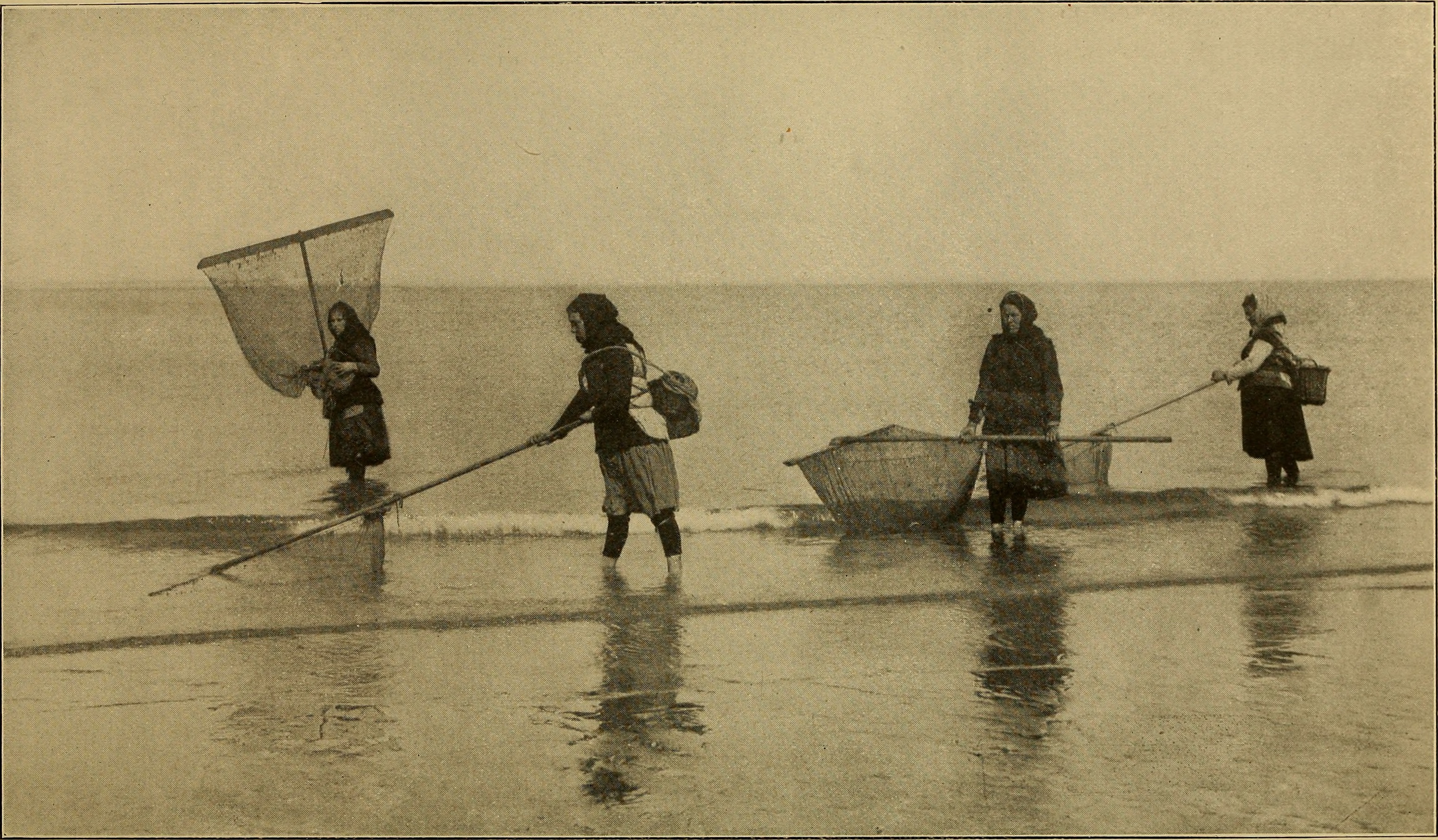
Femmes de la région de Plouharnel pratiquant la pêche (aux crevettes ?) vers 1885.

En 1872 un projet d'endiguement de la Baie de Plouharnel à partir de la pointe de Pen er Lé, qui aurait permis « le dessèchement de 240 hectares de vases infectes » et leur transformation en terres agricoles, ainsi que la création d'une route directe évitant le bourg de Plouharnel en direction de la presqu'île de Quiberon, suscita des protestations de nombreux habitants, car la réalisation de ce projet aurait privé le bourg de Plouharnel de sa communication directe avec la mer et privé les habitants du varech pêché en abondance dans la baie et utilisé comme engrais marin. Pour les partisans du projet, l'augmentation d'un tiers du territoire de la commune de Plouharnel qui en aurait résulté aurait été « une véritable bonne fortune », Plouharnel n'ayant qu'« un territoire très restreint et entièrement cultivé ».
En 1876 la foire qui se tenait chaque année le 8 juin dans le village du Gohler est transférée dans le bourg de Plouharnel.
En 1880 la gendarmerie de Plouharnel est transférée à Carnac.
Benjamin Girard écrit en 1889 que l'on trouve à Plouharnel « une anse spacieuse, découvrant complètement à basse mer, et qui pourrait offrir un abri à de petits caboteurs, s'il y était exécuté quelques travaux d'appropriation en vue de cette destination ». Mais aucun travail d'équipement portuaire n'y fut entrepris, la configuration des lieux ne s'y prêtant guère.

#### La vie agricole vers la fin duXIXesiècle
L'abbé Collet écrit en 1889 : « La principale ressource des habitants de Plouharnel est l'agriculture. Le goémon et les varechs de la côte servent à amender les terres. Celles-ci produisent le froment, l'avoine, l'orge, le mil, les pommes de terre et toutes espèces de fourrages. Ils cultivent, en outre, les oignons qu'ils échangent contre du seigle, de l'avoine et du blé noir. C'est la fortune du pays ». Mais la terre était généralement cultivée par les femmes car les hommes étant presque tous marins.

#### Les écoles de Plouharnel auXIXesiècle
Le recteur Sagot créa en 1840 une école privée de garçons dont la direction fut assurée par les Frères de l'instruction chrétienne de Ploërmel ; une école privée de filles, tenue par des Sœurs, fut créée en 1874 ; l'école laïque ouvrit en 1884 et une nouvelle école privée de garçons, toujours tenue par les Frères de Ploërmel, en 1889. En 1881 « les bâtiments de l'école des garçons de Plouharnel menaçant ruine » et étant par ailleurs trop petits, la construction d'une nouvelle école est décidée. En 1887 l'école communale est laïcisée.
Le château de Kergonan, qui datait du XVIe siècle, fut acheté en 1895 par la Congrégation bénédictine de France et démoli ; ses pierres servirent à construire l'abbaye Saint-Michel de Kergonan.

### LeXXesiècle

#### La Belle Époque

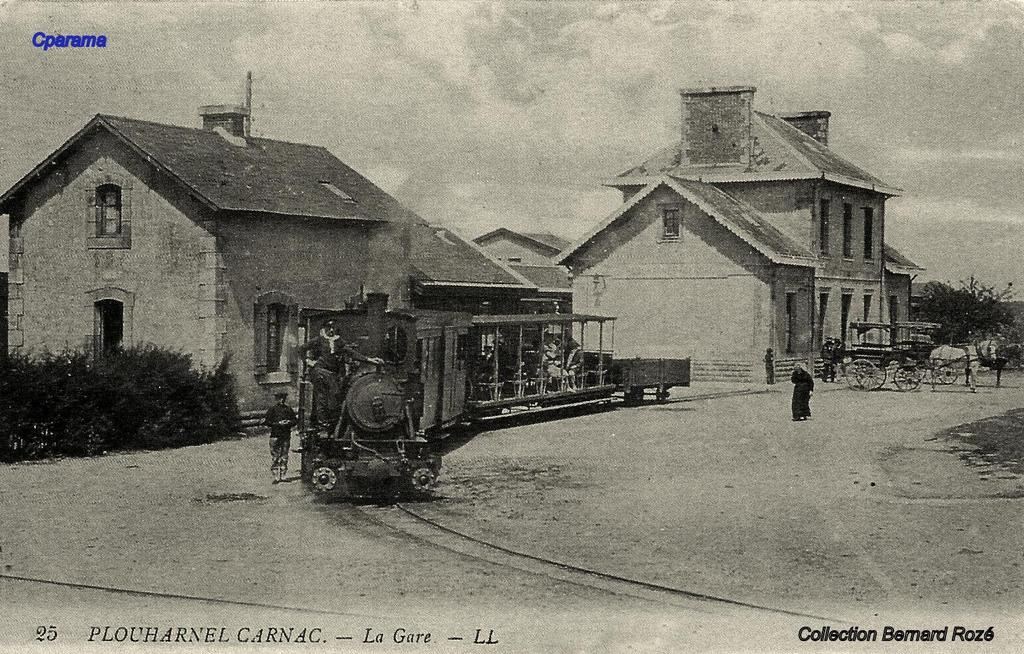
La gare de Plouharnel-Carnac et le chemin de fer à voie étroite (vers 1910, photographie Émile Hamonic).

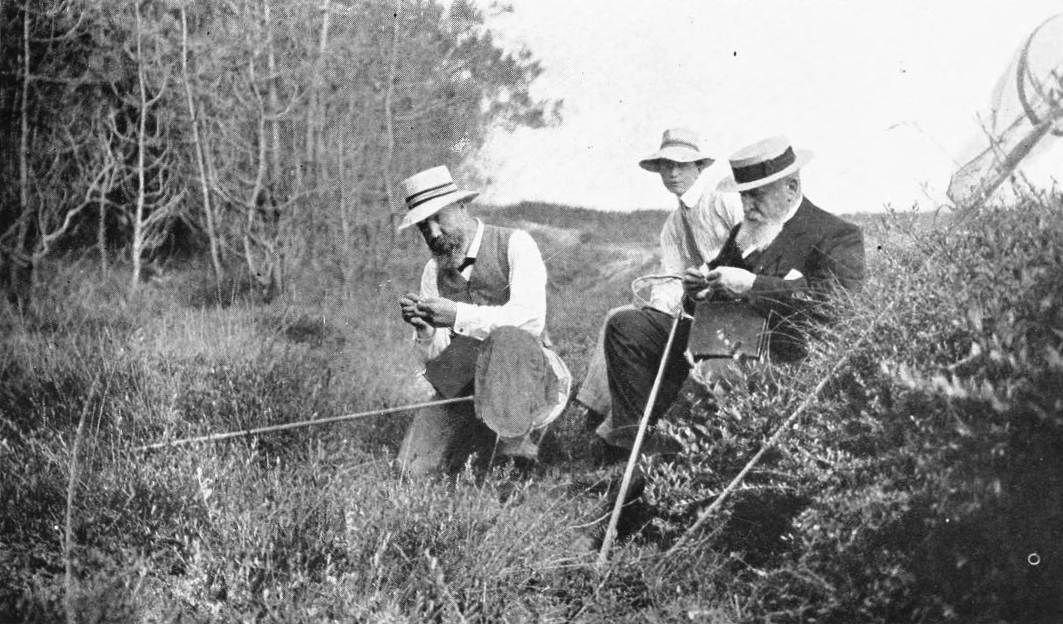
Jules Culot, Henri Oberthür et Charles Oberthür à Plouharnel en 1912.

La ligne de tramway reliant La Trinité-sur-Mer à Étel, initialement un chemin de fer à voie étroite utilisant du matériel Decauville, ouvre en 1901 ; cette ligne croise en Gare de Plouharnel - Carnac l'antenne vers Quiberon du P.O.. À l'arrivée de chaque train en gare de Plouharnel-Carnac « on trouvera un tramway se dirigeant vers Belz et Étel, et un autre sur Carnac et La Trinité-sur-Mer ». Fermée en 1914, la ligne ouvre à nouveau en 1922 après avoir été mise à écartement métrique, mais ferme définitivement dès 1935.

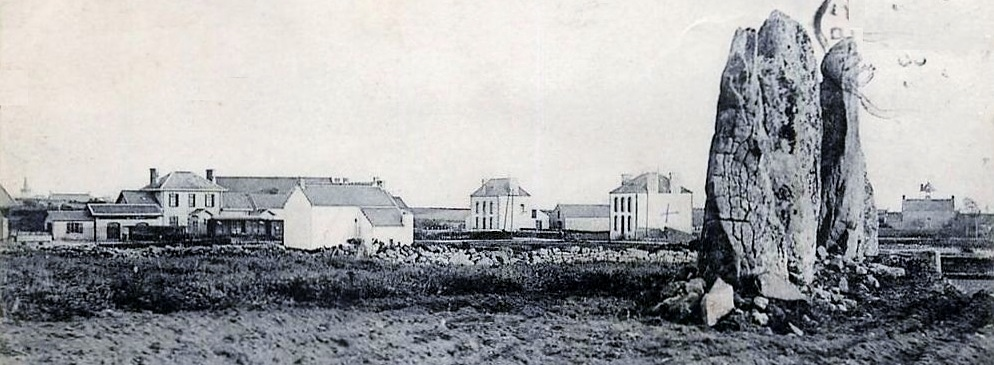
La gare de Plouharnel vers 1910 (carte postale de Zacharie Le Rouzic).

Le journal La Dépêche de Brest et de l'Ouest écrit le 2 août 1900 que la ligne de tramway d'Étel à La Trinité fonctionnera dès le 1er septembre 1900 entre Plouharnel et Étel et sera totalement terminée en 1901.
L'école communale de Plouharnel, tenue jusque-là par les Sœurs du Saint-Esprit, est laïcisée à partir du 1er janvier 1903, mais les religieuses, en habits sécularisés (habits civils) continuèrent un temps à y faire cours.
Les bénédictins et bénédictines des deux abbayes Saint-Michel et Sainte-Anne de Kergonan durent quitter leurs couvents en application de la loi du 1er juillet 1901 concernant les congrégations religieuses, achevant leur départ en 1904 ; les travaux de construction de la chapelle de l'abbaye Saint-Michel de Kergonan furent suspendus par les religieuses dès l'été 1901. En 1910 le château de Kergonan, siège de l'abbaye Sainte-Anne de Kergonan, fut mis en vente : la propriété « comprend [un] vaste bâtiment tout récemment construit en granit bleu, ayant servi de monastère, à deux étages, eau à chaque étage, chauffage à vapeur, cour, grand parc d'agrément et potager ; maison de garde ».

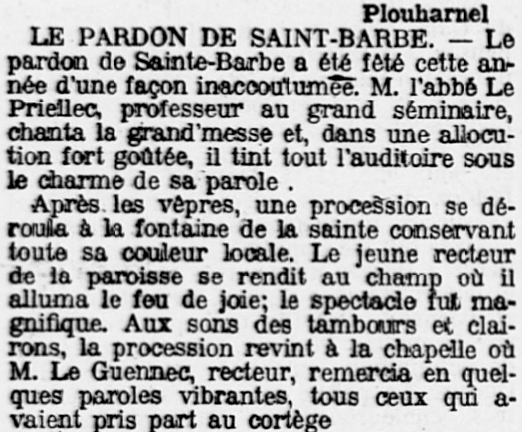
Le pardon de la chapelle Sainte-Barbe en 1907 (journal L'Ouest-Éclair).

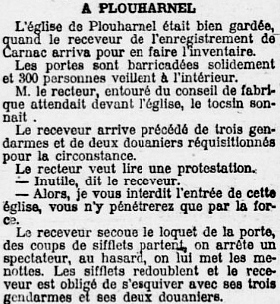
Les événements du 5 mars 1906 à Plouharnel lors de l'inventaire des biens d'église.

L'abbé Broustal, curé de Plouharnel, est condamné à 8 jours de prison et 100 francs d'amende par le tribunal correctionnel de Lorient pour ses agissements lors de l'inventaire des biens de l'église de Plouharnel le 5 mars 1906. Un décret du ministre de l'intérieur en date du 27 février 1911 « attribue à la commune de Plouharnel, à défaut de bureau de bienfaisance, les biens ayant appartenu à la fabrique de l'église de Plouharnel et actuellement placés sous séquestre » depuis la querelle des inventaires.
Les entomologistes Jules Culot, Henri Joseph Oberthür (de) (30 novembre 1887 - 18 mai 1983 et Charles Oberthür firent des recherches à Plouharnel en 1912.
Le deuxième tour organisé le 5 mai 1912 des élections municipales de Plouharnel, gagné par la liste du maire sortant, Guézel, fut annulé par décision du Conseil d'État, sa liste étant suspectée d'avoir propagé une fausse nouvelle.

#### La Première Guerre mondiale
Le monument aux morts de Plouharnel, inauguré le 2 juillet 1922 par Alphonse Rio, sous-secrétaire d'État à la Marine Marchande, porte les noms de 54 marins et soldats morts pour la France pendant la Première Guerre mondiale.

#### L'Entre-deux-guerres

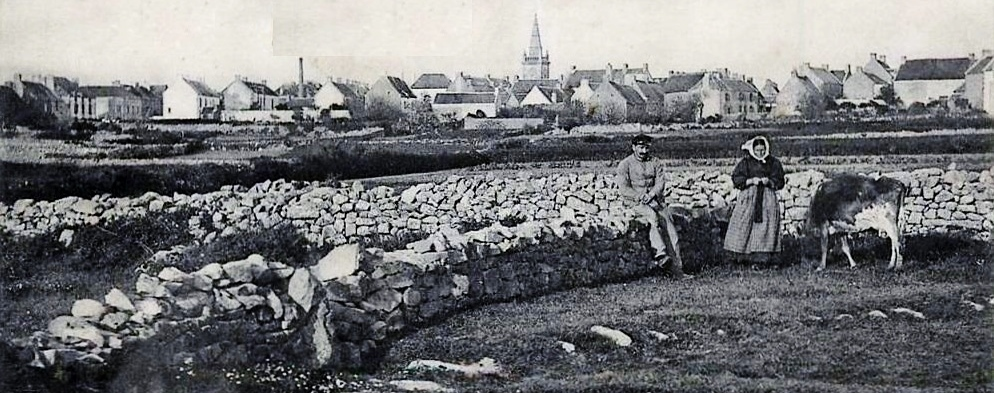
Plouharnel vers 1920 (carte postale de Zacharie Le Rouzic).

La route nationale n° 168 entre Plouharnel et Quiberon est bitumée en 1927, la partie entre Auray et Plouharnel l'ayant été antérieurement.
En 1928 des cultivateurs d'Erdeven, d'Étel et de Plouharnel se plaignent d'être fréquemment empêchés d'aller chercher à la côte le goémon « si nécessaire à leurs cultures » en raison des tirs du polygone de Gâvres.
En 1933 une "Commission de la Marine" du Sénat reconnaît qu'« une entrave absolue était apportée au développement normal des communes d'Étel, d'Erdeven, de Plouharnel et de Plouhinec, par les sujétions et les dangers résultant pour elles de la proximité du champ de tir de Gâvres ; que le dommage ainsi causé pouvait être assimilé à une éviction et qu'il devait donc faire l'objet d'une juste et préalable indemnité ».

#### La Seconde Guerre mondiale
Les Allemands ont construit près de 180 ouvrages répartis sur 300 hectares, faisant partie du Mur de l'Atlantique, bétonnés un peu partout dans les dunes de Plouharnel, principalement sur le site du Bégo où ils installèrent notamment une batterie dotée d'un canon de 340 mm, afin de protéger le port de Lorient et sa base sous-marine d'une part, et d'empêcher un possible débarquement allié sur les plages voisines. Deux ans de travail entre 1940 et 1942 et 2 000 hommes furent nécessaires pour construire ces ouvrages de défense.

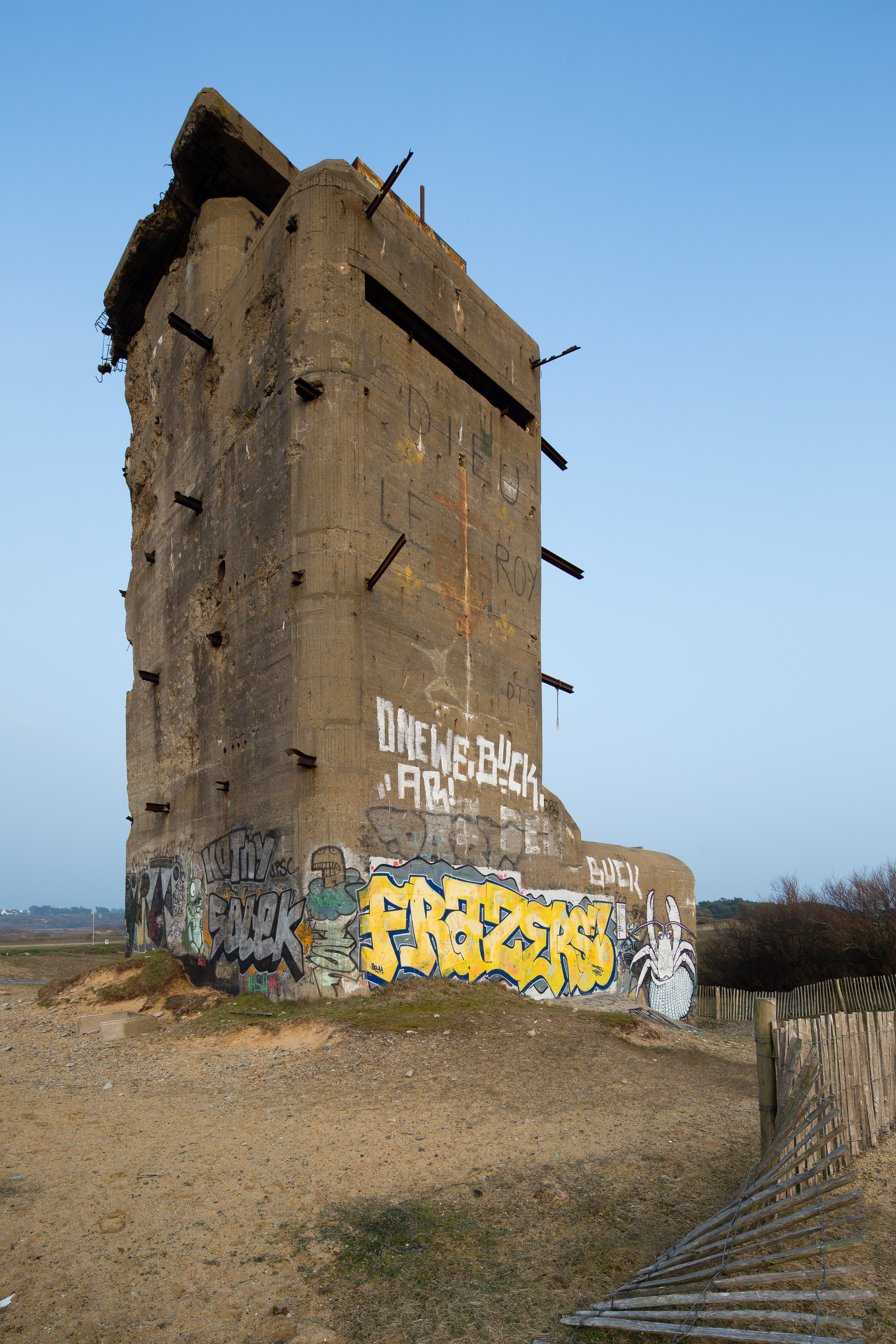
Vue ouest du poste de commandement de tir sur le site du Bégo.
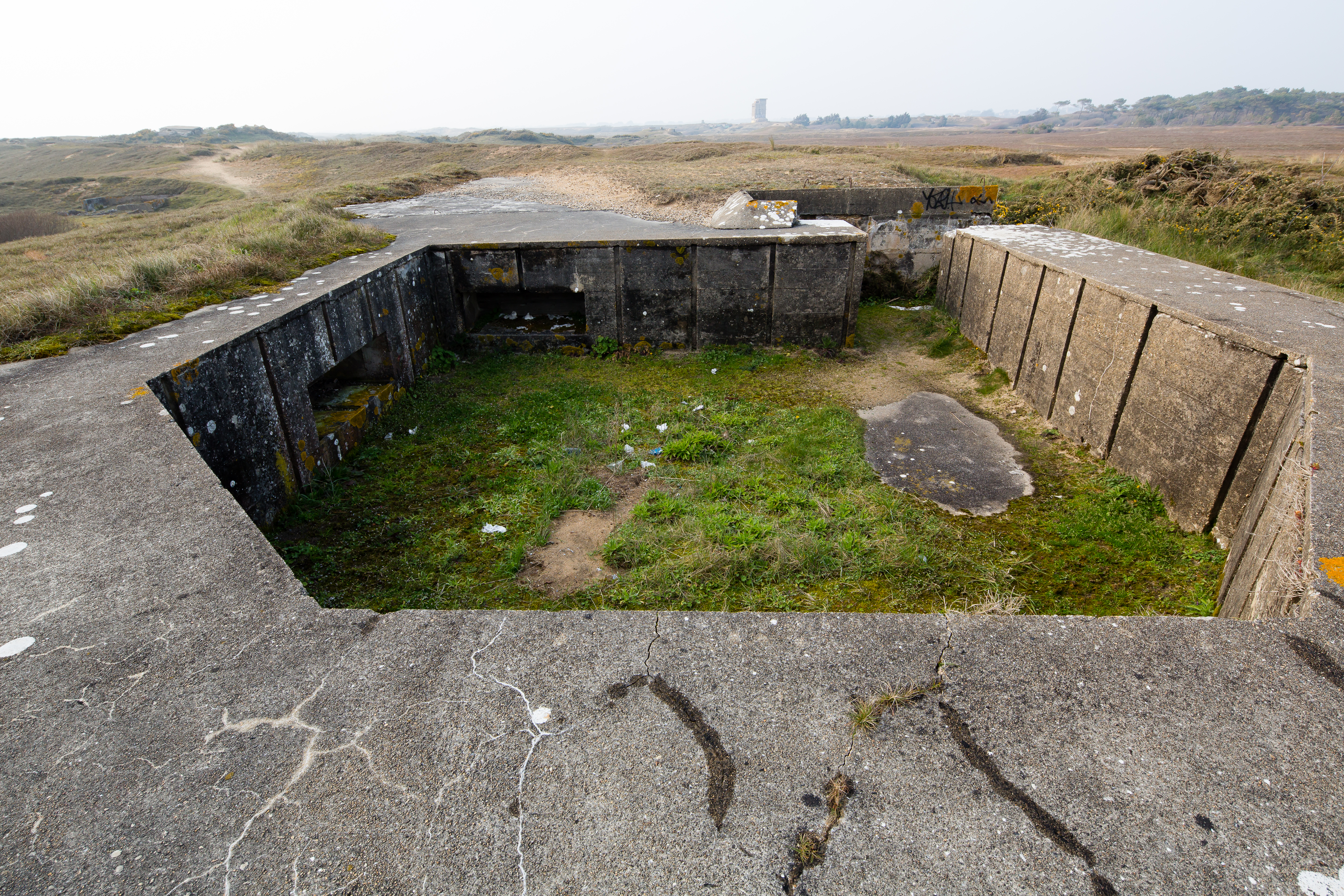
Ouvrage de défense sur le site du Bégo.
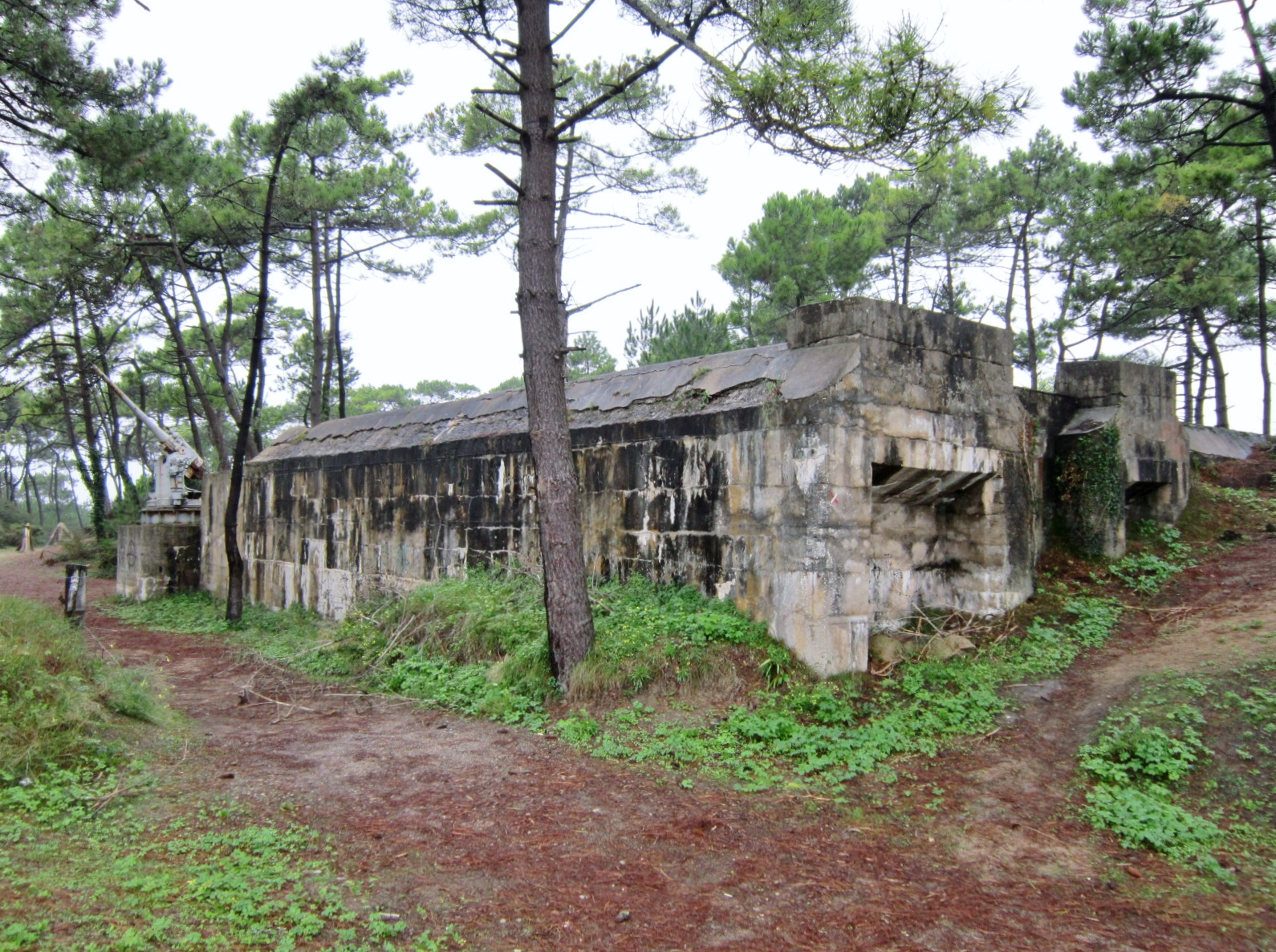
Blockhaus allemand sur le site du Bego.
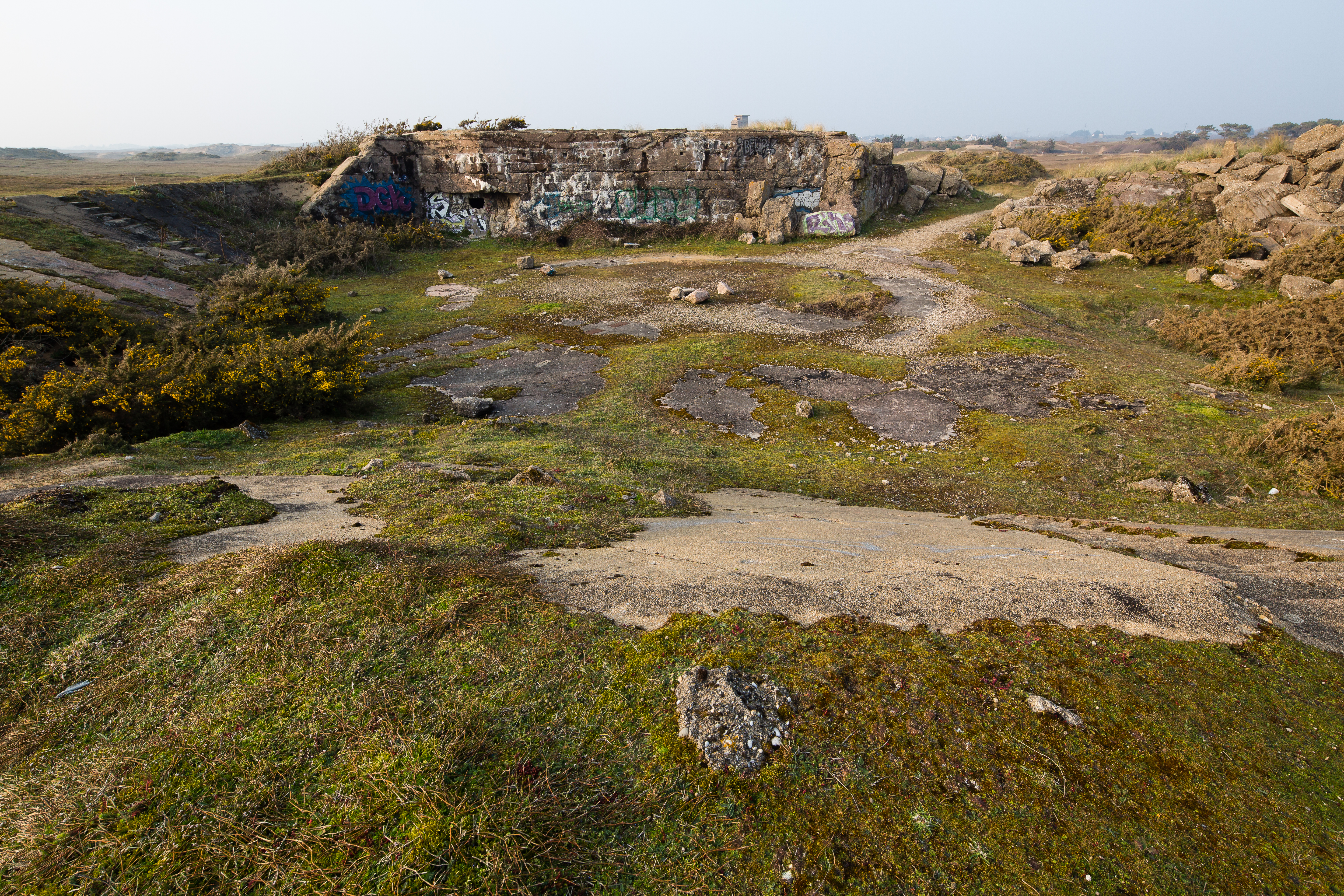
Encuvement destiné à la protection des troupes allemandes sur le site du Bégo.
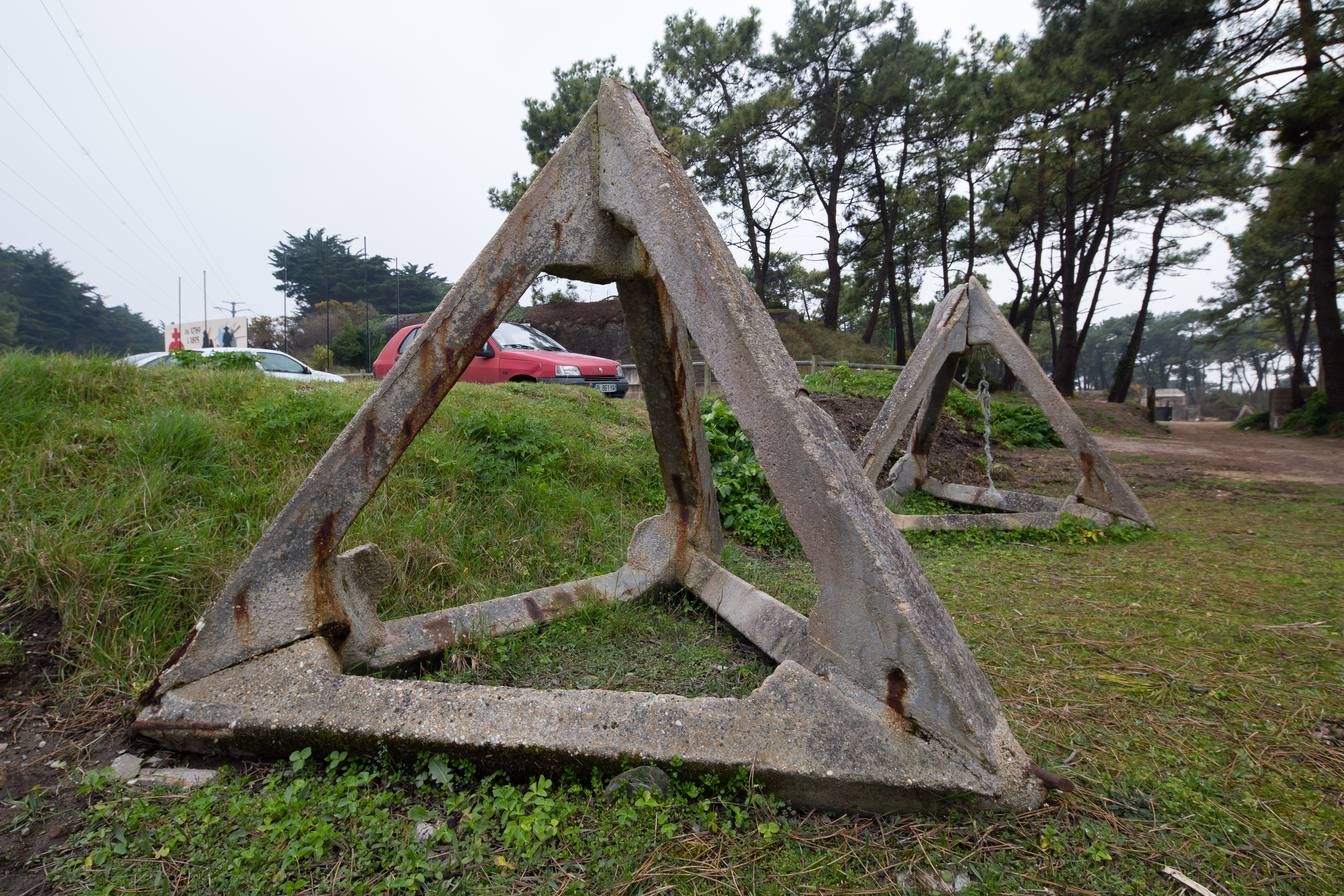
Tétraèdres sur le site du Bégo.
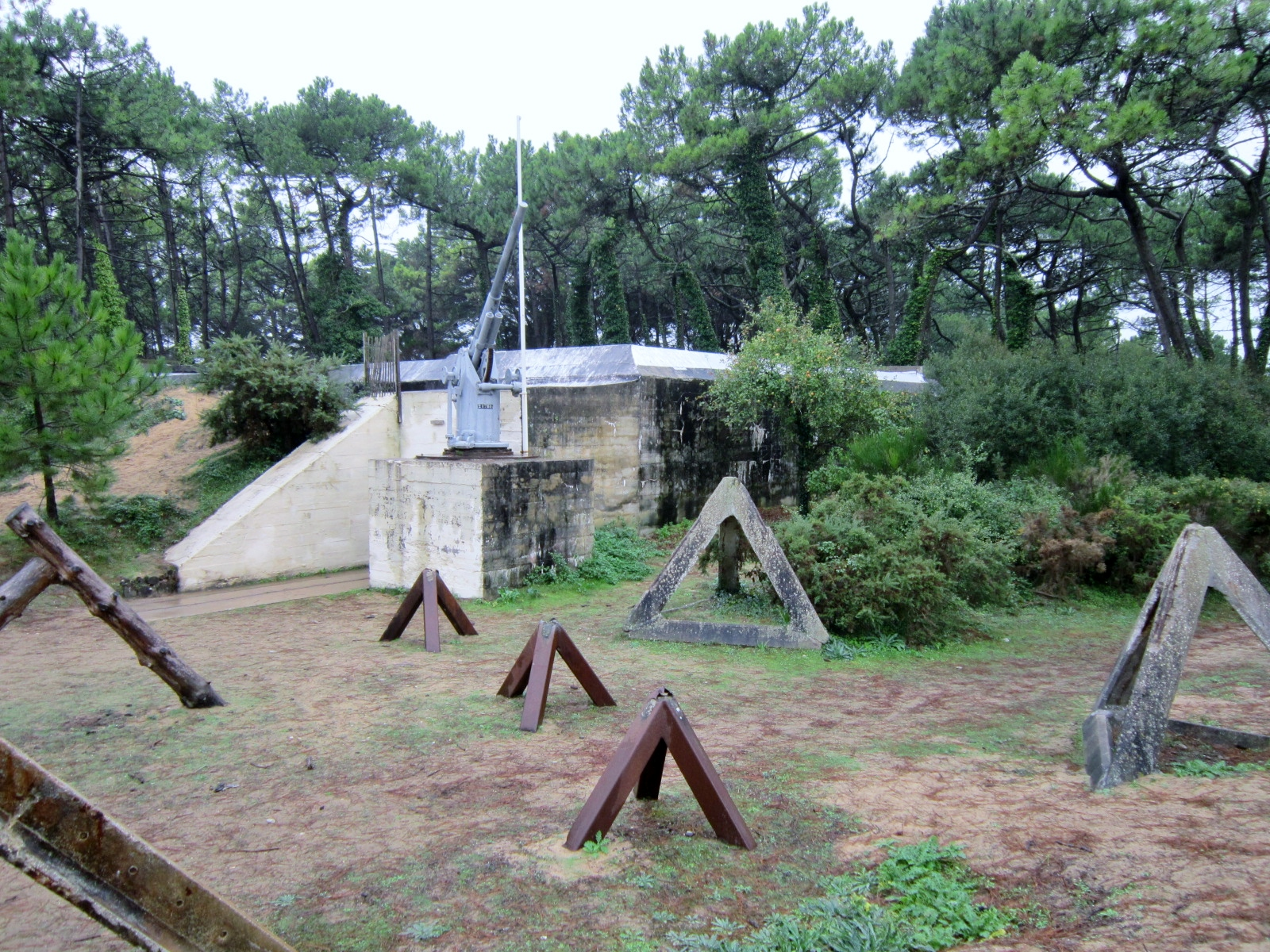
Tétraèdres datant de la Seconde Guerre mondiale sur le site du Bégo.

En janvier 1944, Lucien Tessoulin, alors maire de Plouharnel, est révoqué par le gouvernement de Vichy pour avoir « fait preuve de mauvaise volonté manifeste dans l'exécution des directives du ravitaillement général ».
Le sous-lieutenant Auguste-Victor Lebon, résistant FTPF, fut tué le 24 janvier 1945 lors d'une patrouille dans le bourg de Plouharnel « alors que l'ennemi, bien que supérieur en nombre, était contraint d'évacuer le village ».
Le monument aux morts de Plouharnel porte les noms de 15 personnes mortes pour la France pendant la Seconde Guerre mondiale.

#### L'après Seconde Guerre mondiale
Trois soldats originaires de Plouharnel sont morts pendant la guerre d'Indochine et un pendant la guerre d'Algérie.

## Politique et administration
| Période                                  | Période     | Identité                   | Étiquette       | Qualité |
| ---------------------------------------- | ----------- | -------------------------- | --------------- | --- |
| 1793                                     | 1802        | Étienne Le Portz           |                 | Officier public. |
| 1802                                     | 1812        | Julien Erdeven             |                 | |
| 1812                                     | 1815        | Colomban Le Bagousse       |                 | Laboureur |
| 1815                                     | 1826        | Jean Rohu                  |                 | Colonel chouan (lieutenant de Georges Cadoudal). Chevalier de l'Ordre de Saint-Louis et de la Légion d'honneur.                                                                     |
| 1826                                     | 1844        | Joseph Le Diot             |                 | Receveur buraliste et cultivateur |
| 1844                                     | 1856        | Grégoire Le Bail           |                 | Marchand de vins. |
| 1856                                     | 1860        | Marc Pessel                |                 | Propriétaire à Sainte-Barbe. |
| 1860                                     | 1874        | Joseph-Marie Jégo          |                 | Maître de cabotage. |
| 1874                                     | 1881        | Marc Pessel                |                 | Déjà maire entre 1856 et 1860. |
| 1881                                     | 1883        | Jean-Louis Le Bideau       |                 | Maître de cabotage. |
| 1883                                     | 1888        | Joseph-Marie Jégo          |                 | Marin (simple homonyme de Joseph-Marie Jégo, maire entre 1860 et 1874). |
| 1888                                     | 1894        | Jean-Marie Le Bideau       |                 | Boulanger. Fils de Jean-Louis Le Bideau, maire entre 1881 et 1883. |
| 1894                                     | 1900        | Joseph Le Visage           |                 | Cultivateur. |
| 1900                                     | 1912        | Pierre Guézel              |                 | Réélu en 1908. |
| 1912                                     | 1924        | Jean Le Buhé               |                 | |
| 1924                                     | 1929        | Jean Thoumelin             |                 | |
| 1929                                     | 1953        | Lucien Tessoulin           |                 | Révoqué par le Gouvernement de Vichy |
| 1953                                     | 1955        | Joseph Le Bail             |                 | |
| 1955                                     | 1965        | Albert Janot               |                 | |
| 1965                                     | 1989        | Joseph Le Corvec           | UDF             | |
| 1989                                     | 1995        | Charles Kerino             | DVD             | |
| 1995                                     | 28 mai 2020 | Gérard Pierre              | MPF puis UMP-LR | Conseiller général (2004-2015) puis départemental (depuis 2015) Vice-président du conseil général du Morbihan Vice-président de la CC Auray Quiberon Terre Atlantique (depuis 2014) |
| 28 mai 2020                              | En cours    | Chantal Le Piouff-Le Bihan |                 | |
| Les données manquantes sont à compléter. |             |                            |                 | |

## Démographie
| 1793  | 1800 | 1806  | 1821  | 1831  | 1836  | 1841  | 1846  | 1851  |
| ----- | ---- | ----- | ----- | ----- | ----- | ----- | ----- | ----- |
| 1 031 | 978  | 1 050 | 1 039 | 1 058 | 1 264 | 1 349 | 1 370 | 1 986 |

| 1856  | 1861  | 1866  | 1872  | 1876  | 1881  | 1886  | 1891  | 1896  |
| ----- | ----- | ----- | ----- | ----- | ----- | ----- | ----- | ----- |
| 1 423 | 1 371 | 1 425 | 1 403 | 1 466 | 1 549 | 1 631 | 1 616 | 1 563 |

| 1901  | 1906  | 1911  | 1921  | 1926  | 1931  | 1936  | 1946  | 1954  |
| ----- | ----- | ----- | ----- | ----- | ----- | ----- | ----- | ----- |
| 1 750 | 1 652 | 1 639 | 1 547 | 1 592 | 1 566 | 1 551 | 1 360 | 1 436 |

| 1962  | 1968  | 1975  | 1982  | 1990  | 1999  | 2005  | 2006  | 2010  |
| ----- | ----- | ----- | ----- | ----- | ----- | ----- | ----- | ----- |
| 1 478 | 1 487 | 1 492 | 1 525 | 1 653 | 1 700 | 1 865 | 1 883 | 2 038 |

| 2015  | 2020  | 2022  | - | - | - | - | - | - |
| ----- | ----- | ----- | - | - | - | - | - | - |
| 2 144 | 2 240 | 2 272 | - | - | - | - | - | - |

## Lieux et monuments

### Les monuments mégalithiques
Sur le territoire de la commune de Plouharnel se trouve un ensemble important de monuments mégalithiques de l'époque néolithique :
- le dolmen près de la chapelle de Cosquer, connu sous le nom de dolmen de Gohquer ;

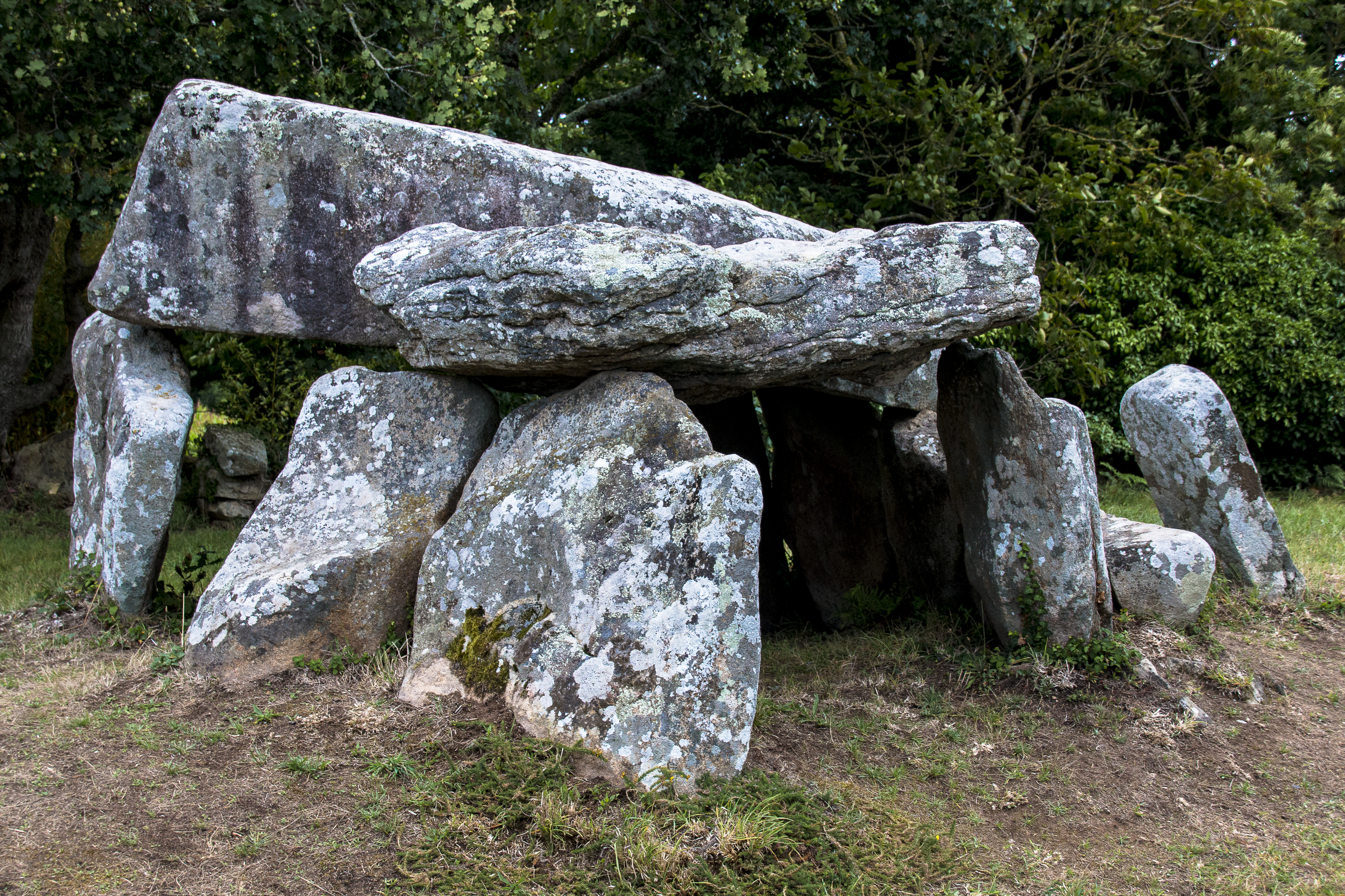
Le dolmen de Gohquer.

- le dolmen à couloir à la chapelle Saint-Antoine ;
- le dolmen à couloir à Crucuno ;
- le cromlech rectangulaire de Crucuno, dit « Quadrilatère de Crucuno » ;
- le menhir dans l'enceinte de Crucuno ;

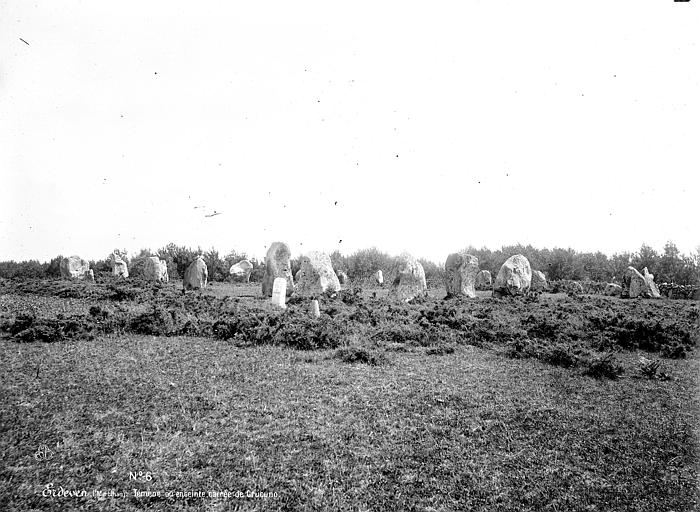
Le "Quadrilatère de Crucuno" : vue d'ensemble.
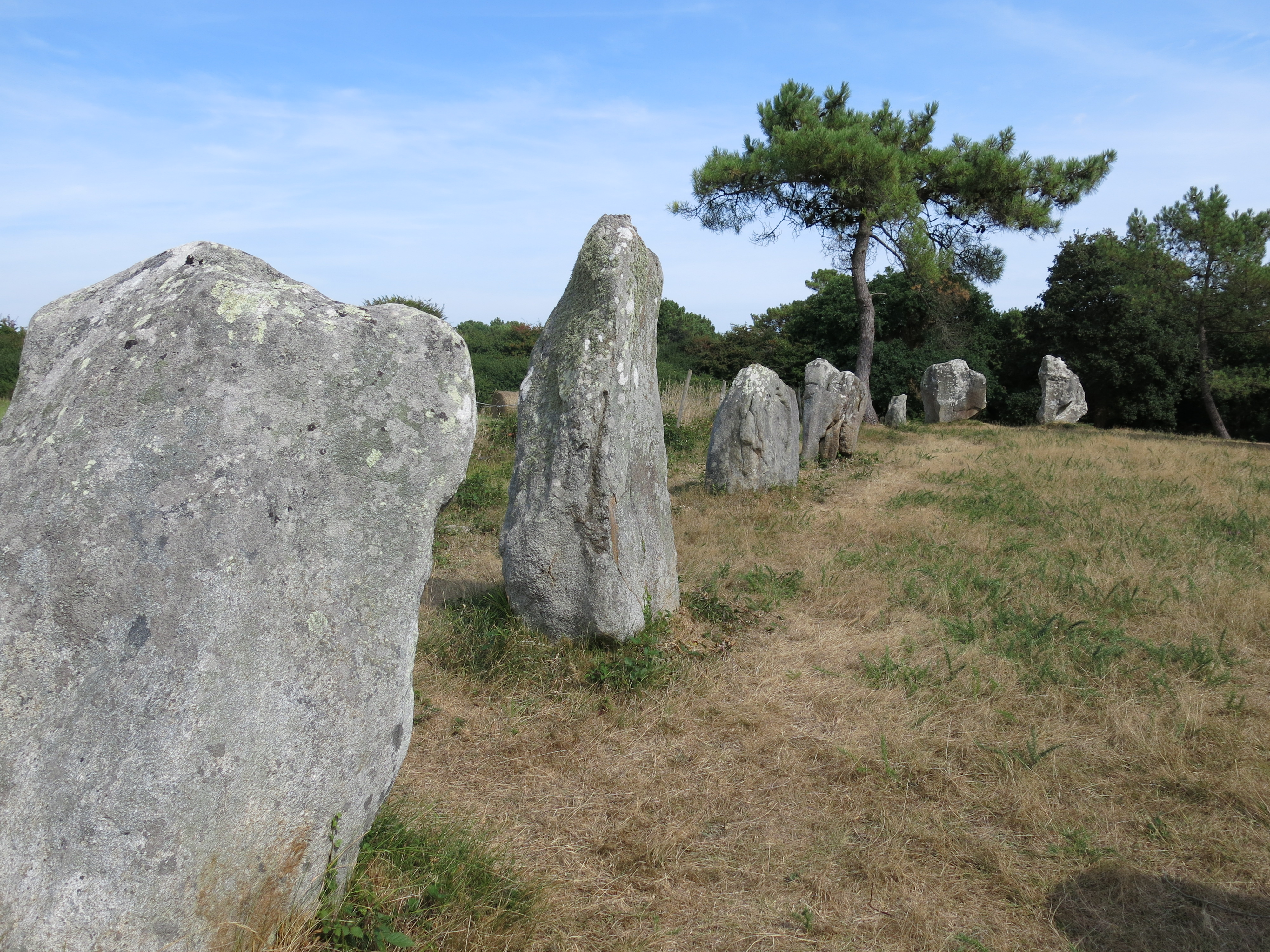
Le cromlech de Crucuno : vue partielle.
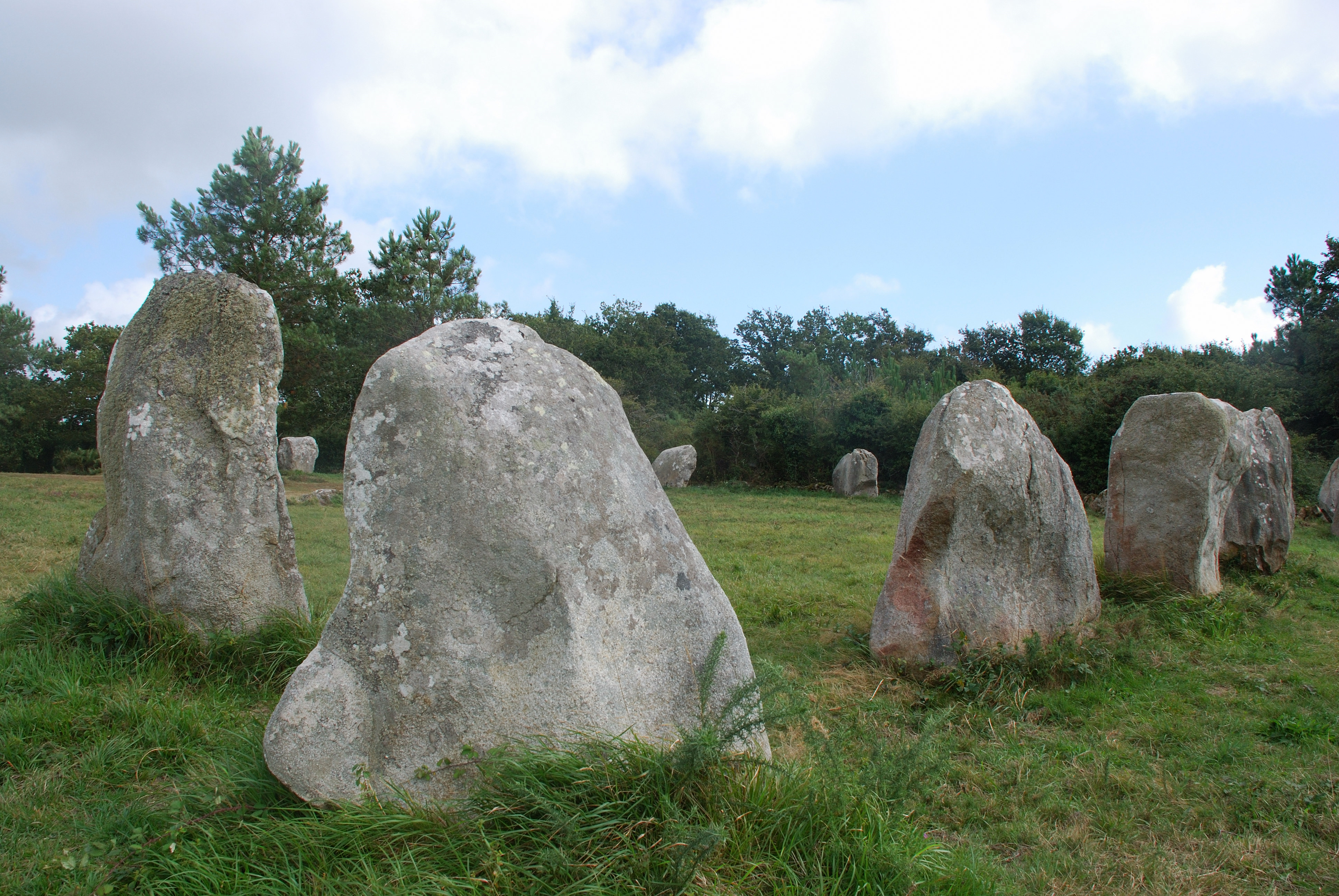
Vue partielle du cromlech rectangulaire de Crucuno.
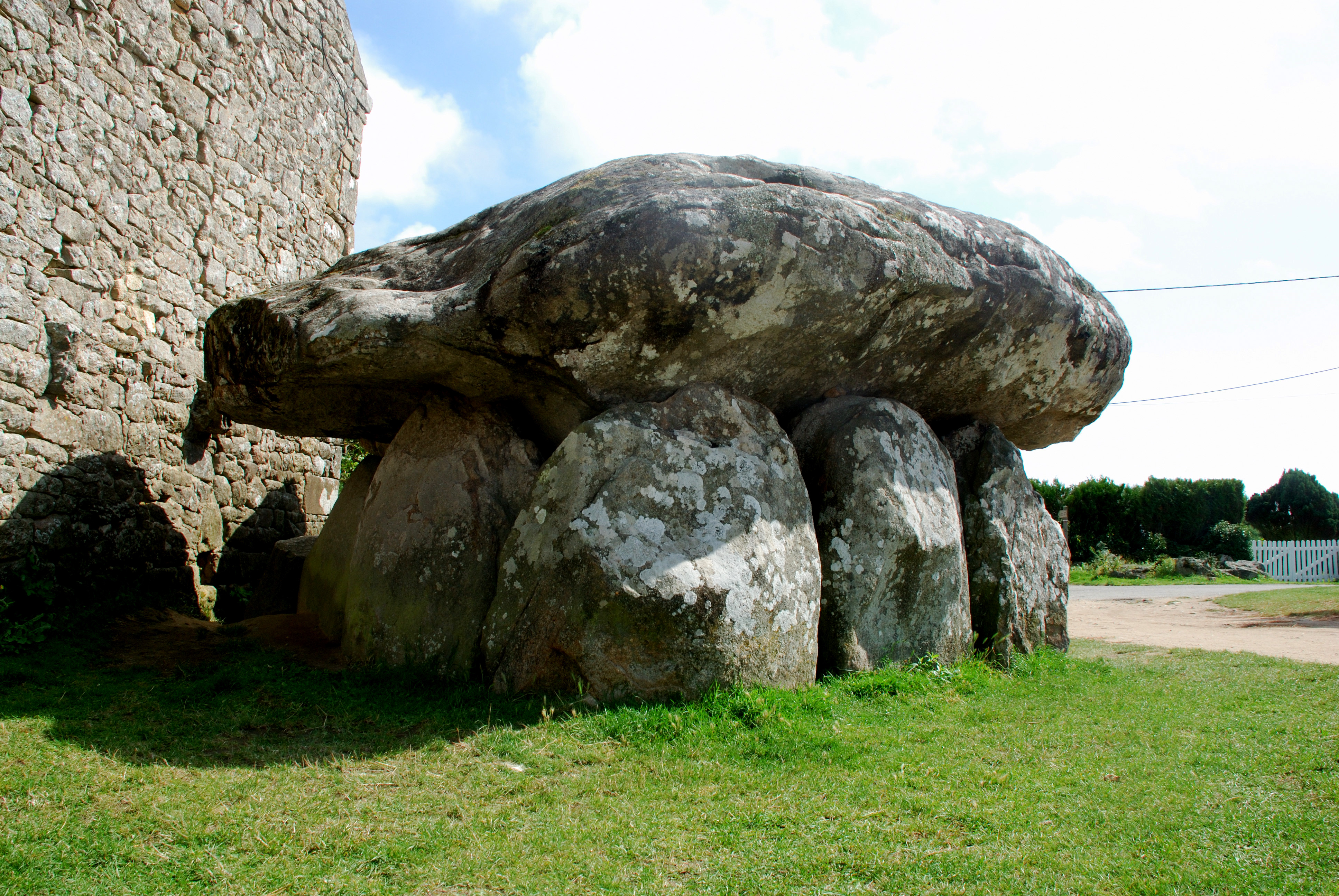
Le dolmen de Crucuno 1.
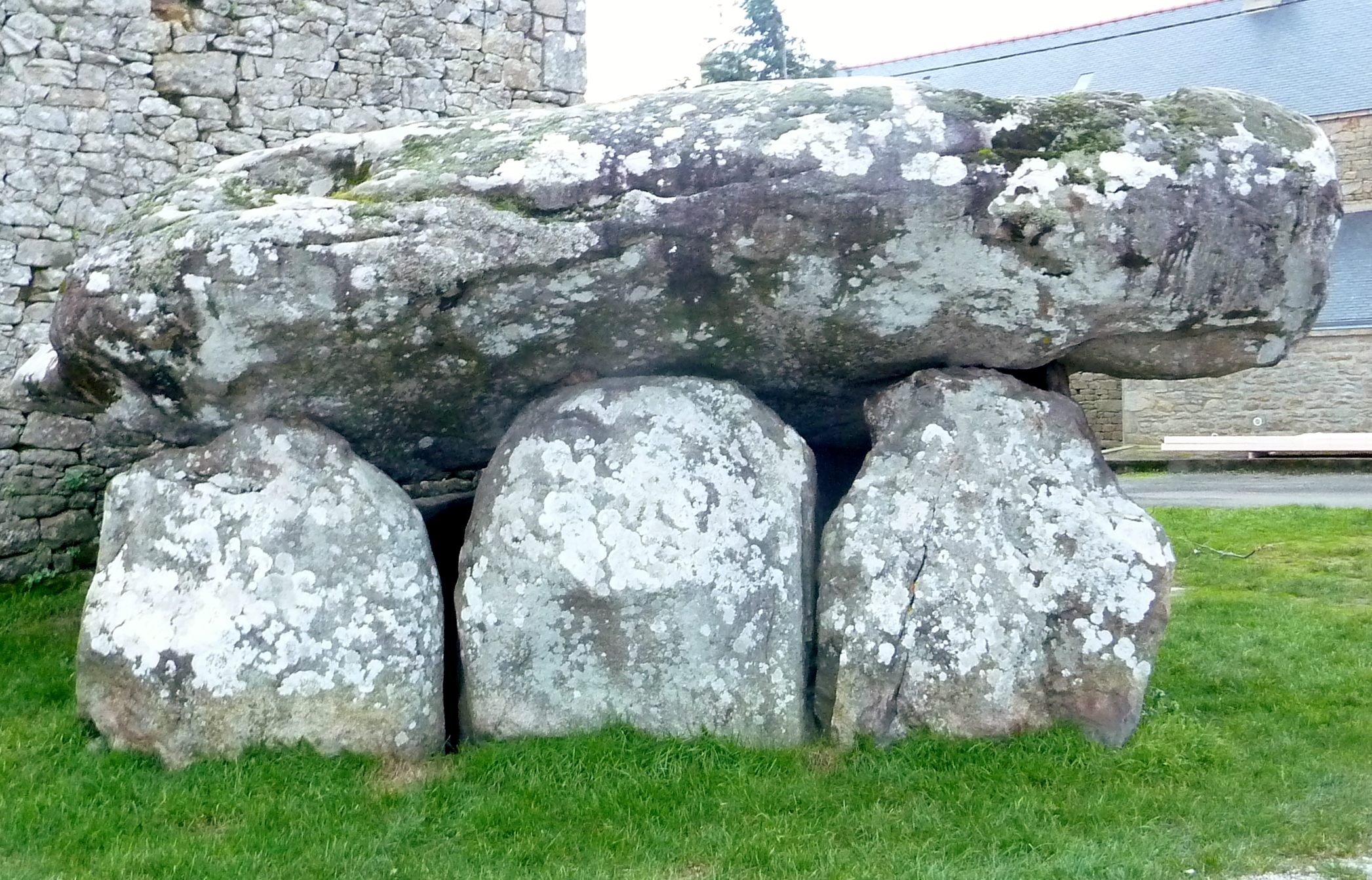
Le dolmen de Crucuno 2.

- le dolmen à couloir à Kergavat ;
- le dolmen à couloir à Kerroc'h[94] ;
- le dolmen de Mané er Roc'h ;

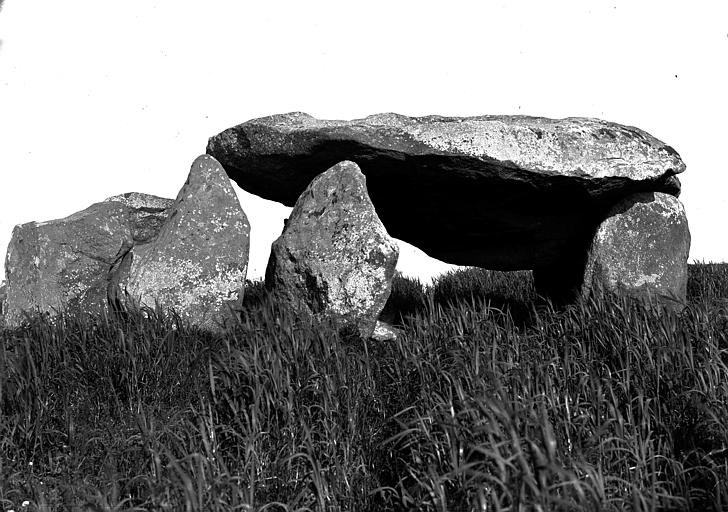
Le dolmen à couloir de Kergavat (photographie de Zacharie Le Rouzic).
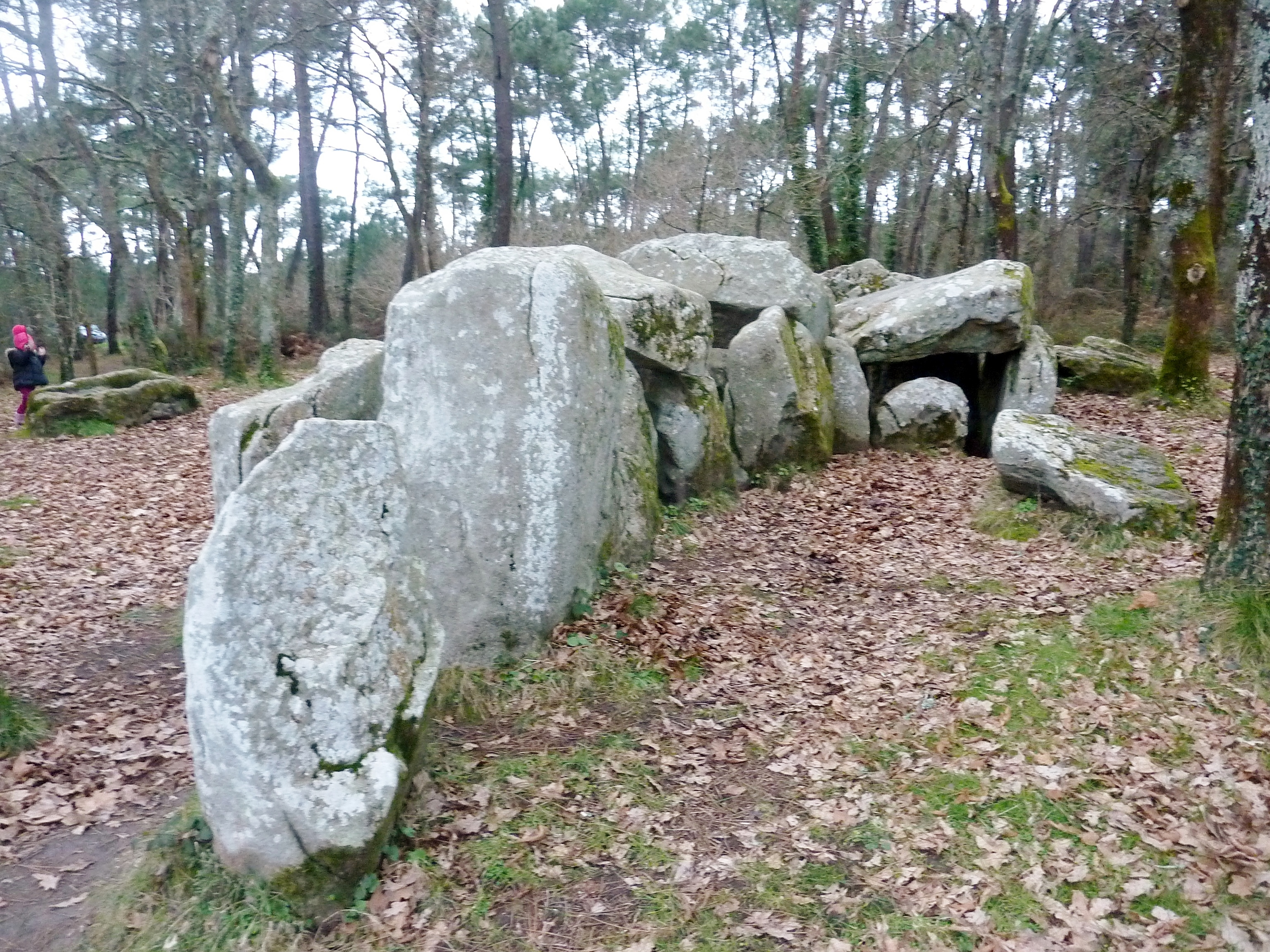
Le dolmen de Mané er Roc'h.

- le Tumulus de Rondossec contient trois tombes à couloir (la butte aux crapauds) ;

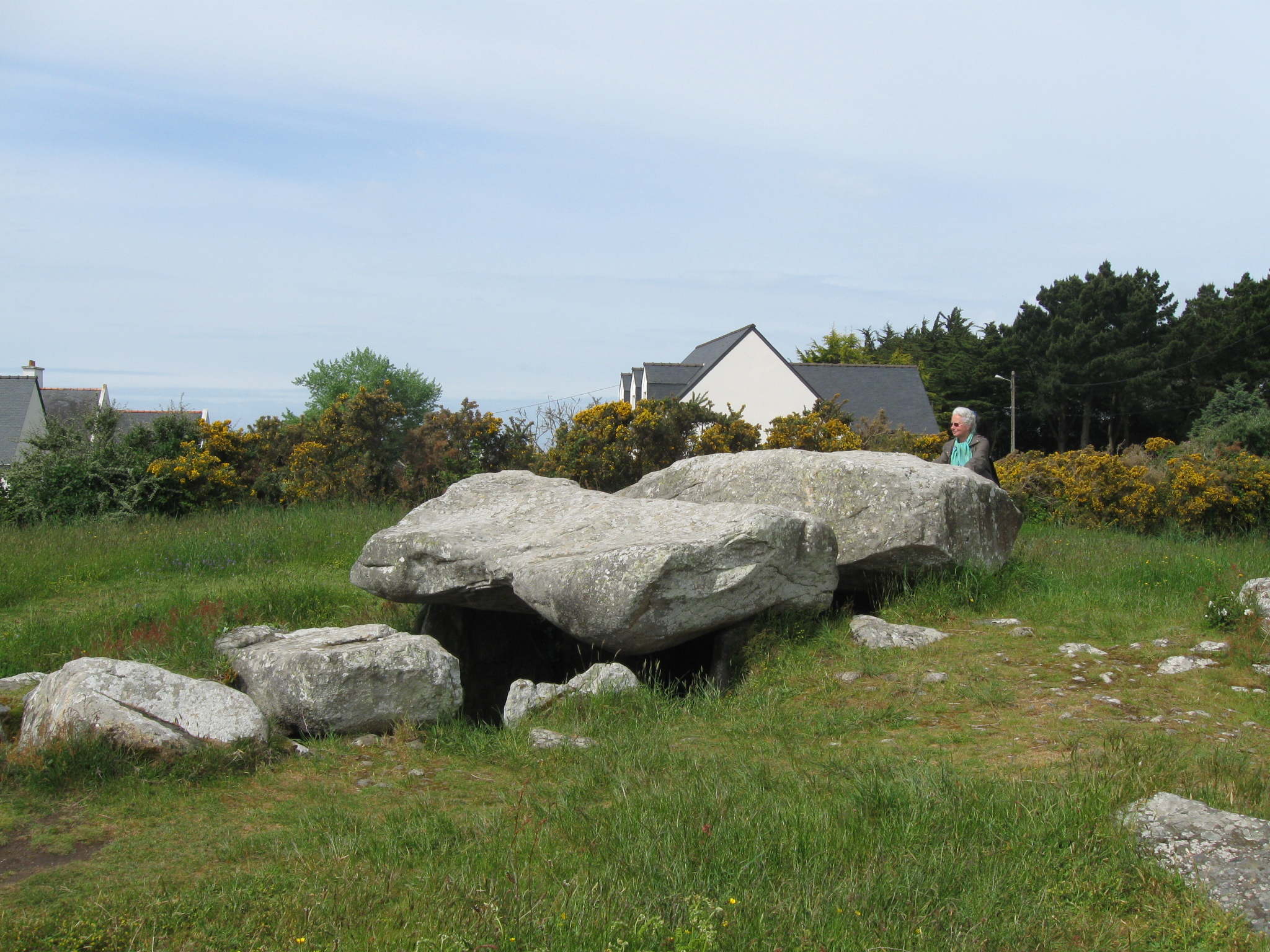
Le dolmen à couloir de Rondossec.
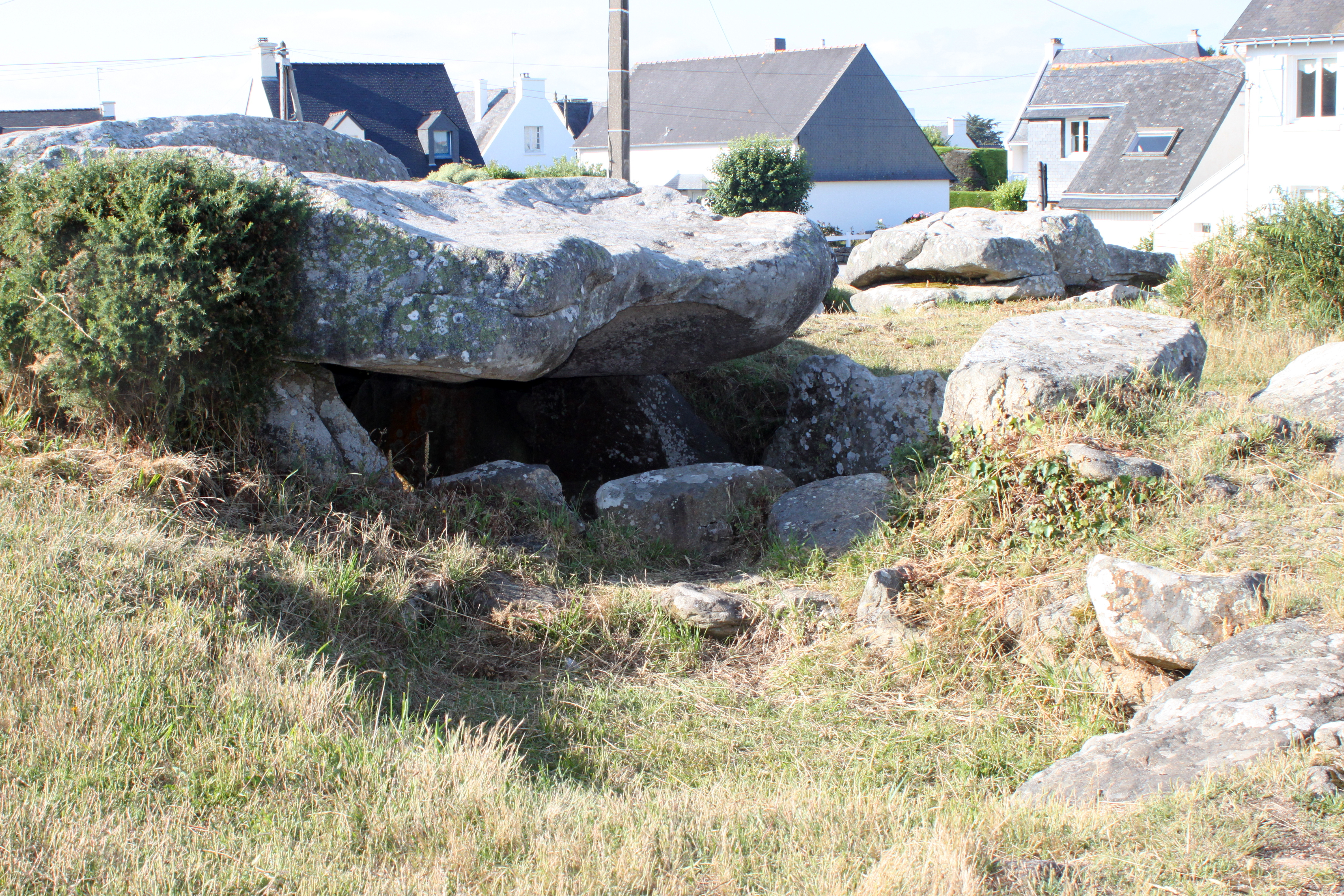
L'un des dolmens à couloir de Rondossec.

- un dolmen à couloir à Runesto ;
- un alignement de menhirs à Sainte-Barbe ;
- un alignement de menhirs au Vieux Moulin.

Ces mégalithes sont classés monuments historiques, la plupart depuis la fin du XIXe siècle.

### Les monuments religieux
- L'église paroissiale Saint-Armel ;

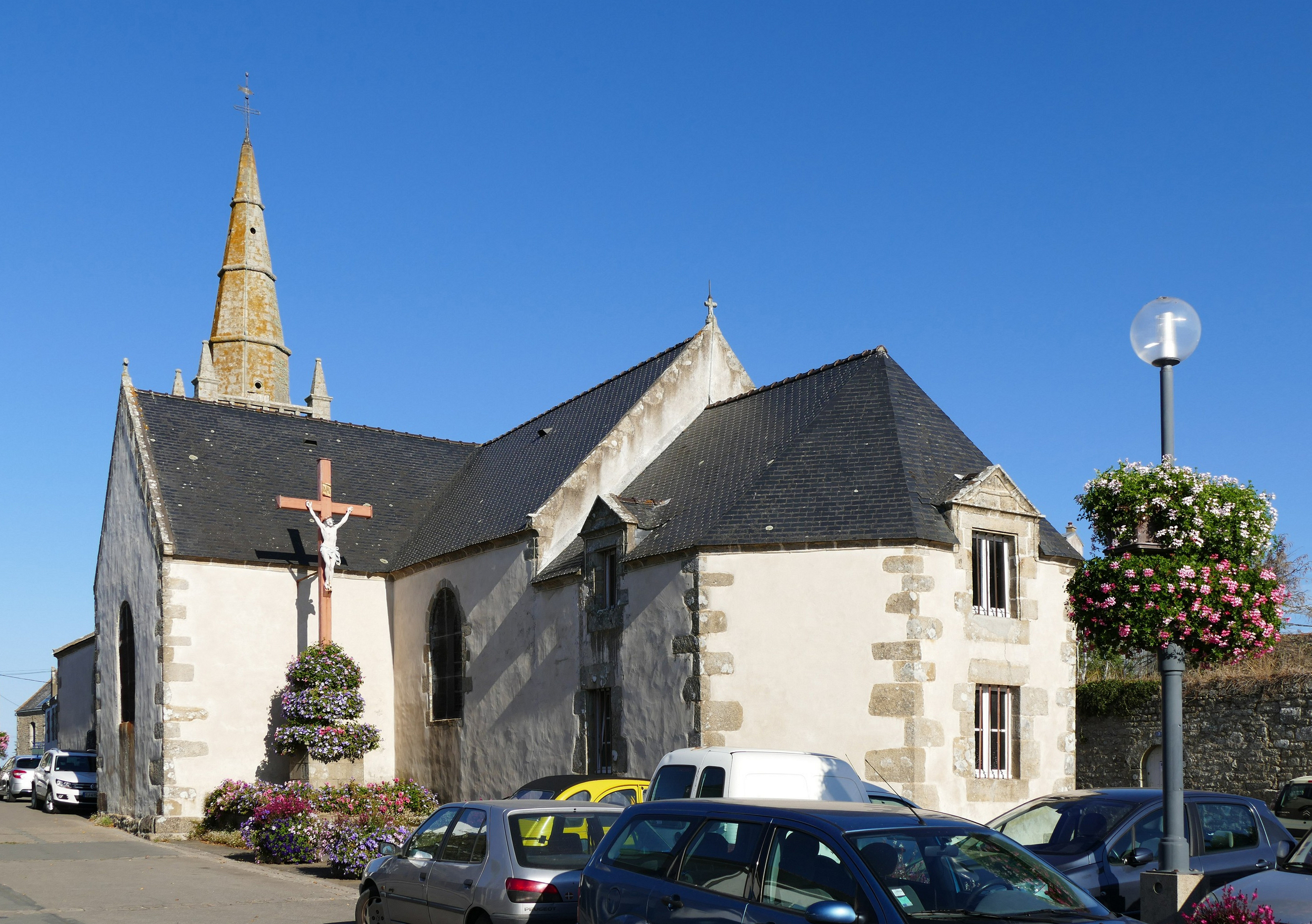
L'église paroissiale Saint-Armel ; vue extérieure.
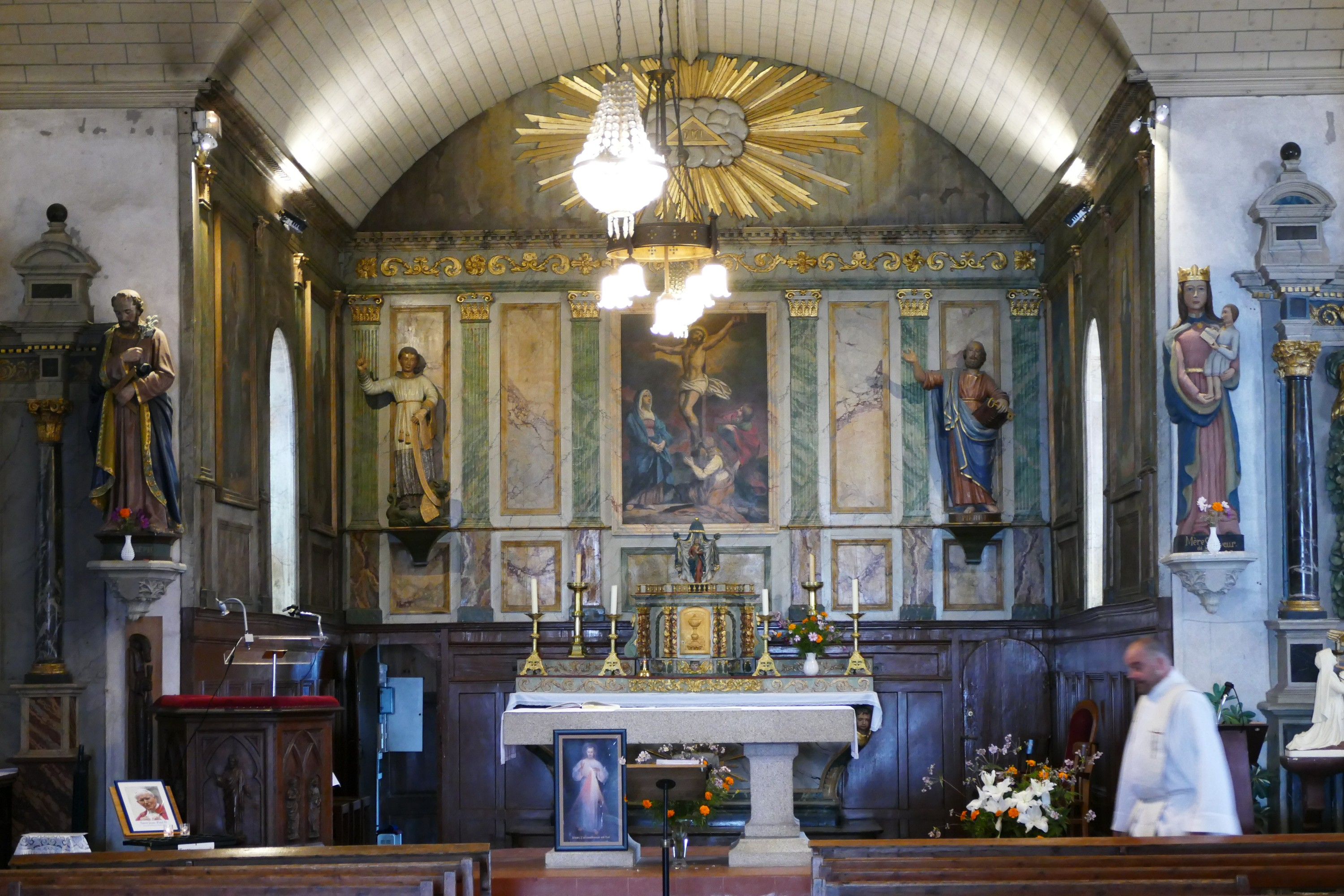
L'église paroissiale Saint-Armel ; vue intérieure (le chœur).

- Les chapelles :
  - Chapelle Notre-Dame-des-Fleurs, XVIe siècle, inscrite monument historique en 1925[96] ;

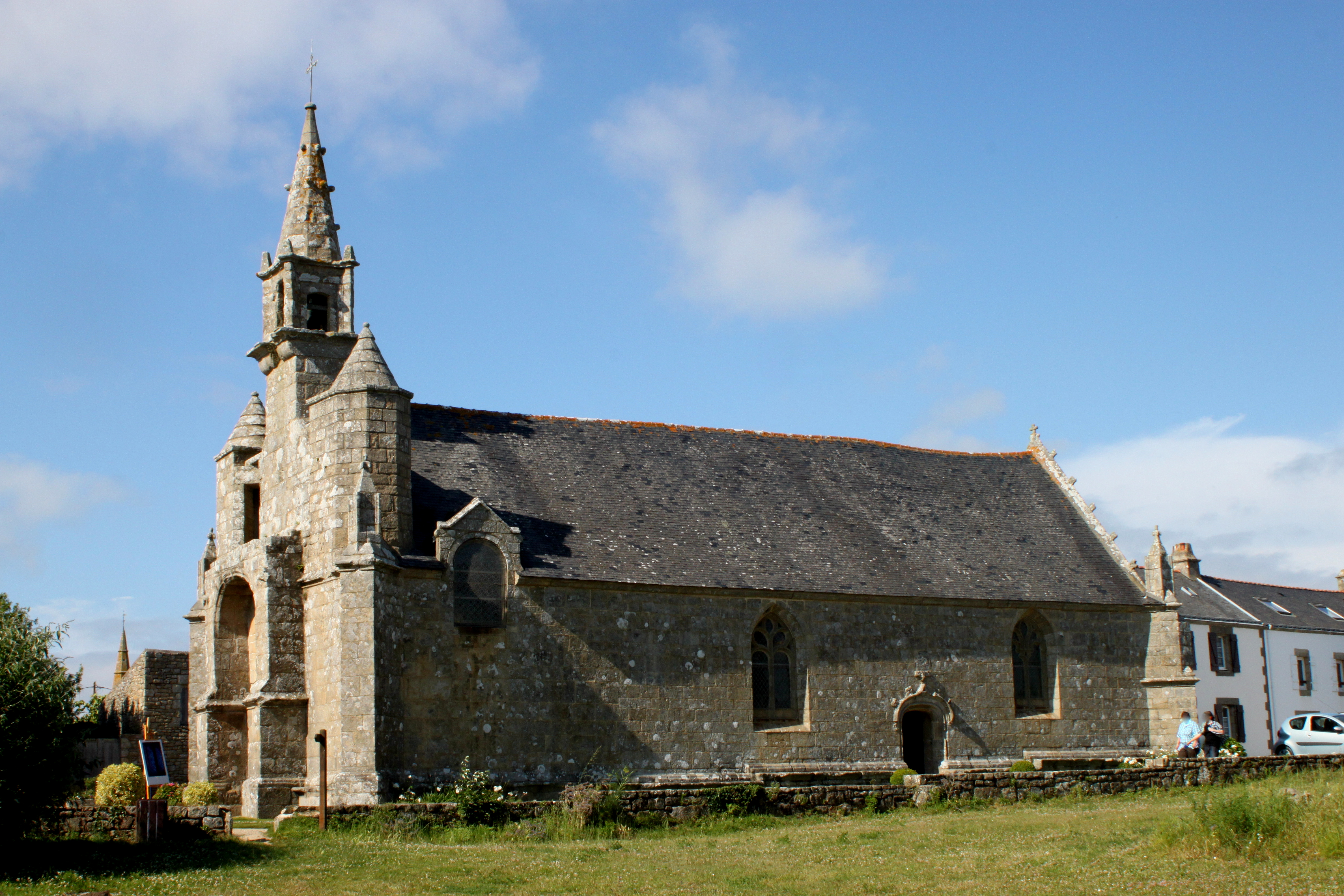
La chapelle Notre-Dame-des-Fleurs : vue extérieure d'ensemble.
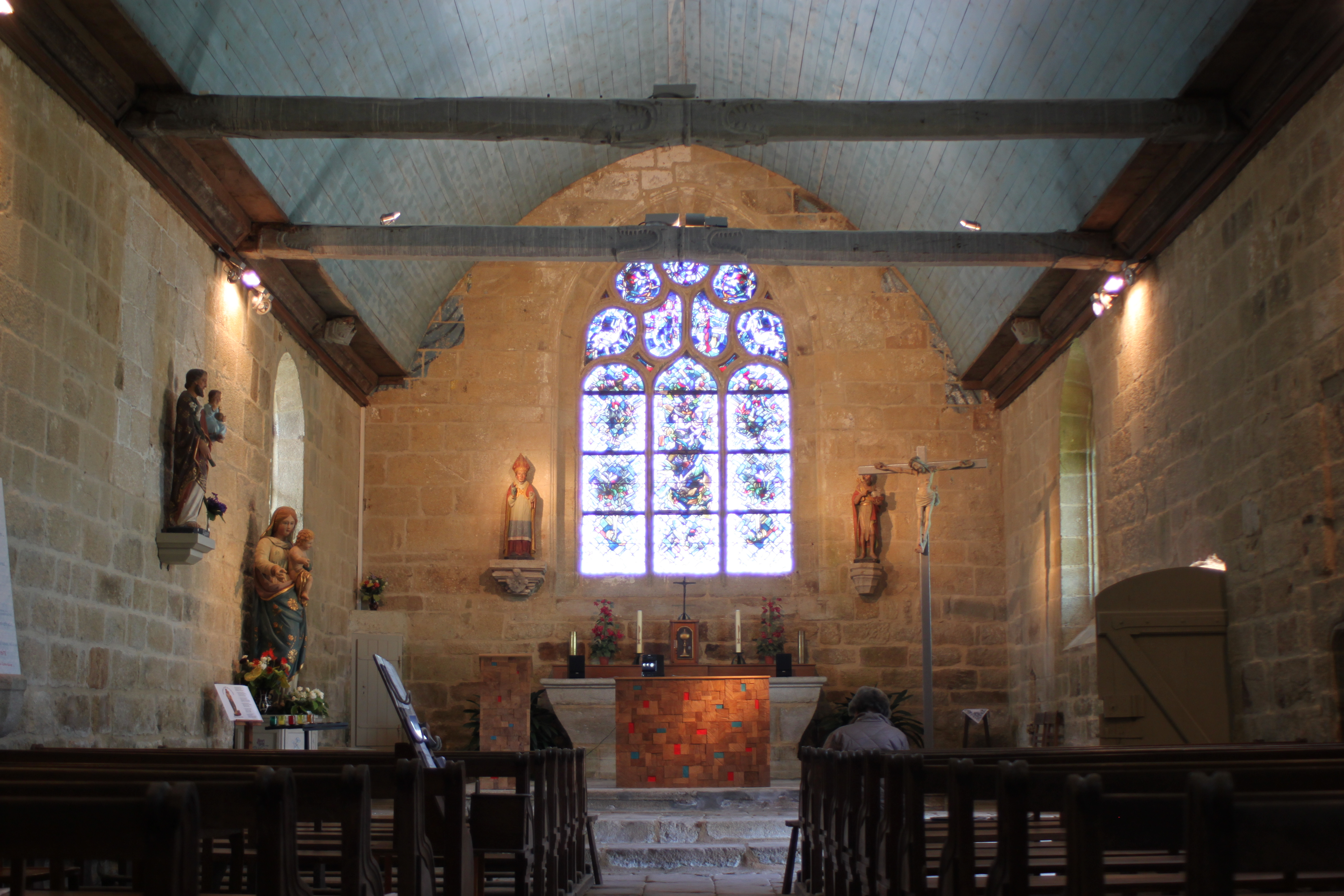
La chapelle Notre-Dame-des-Fleurs : vue intérieure.
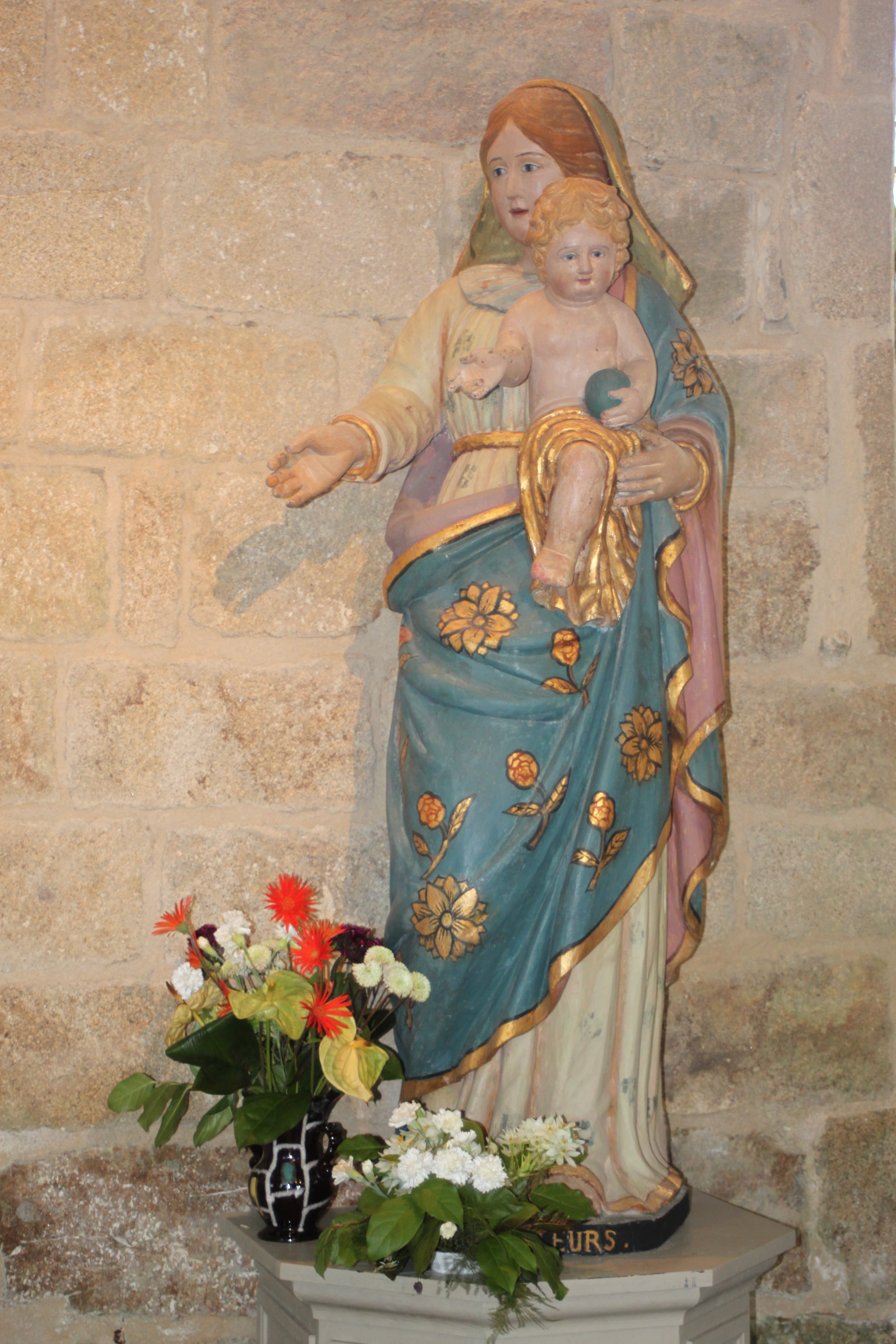
Chapelle Notre-Dame-des-Fleurs : statue de Notre-Dame-des-Fleurs.
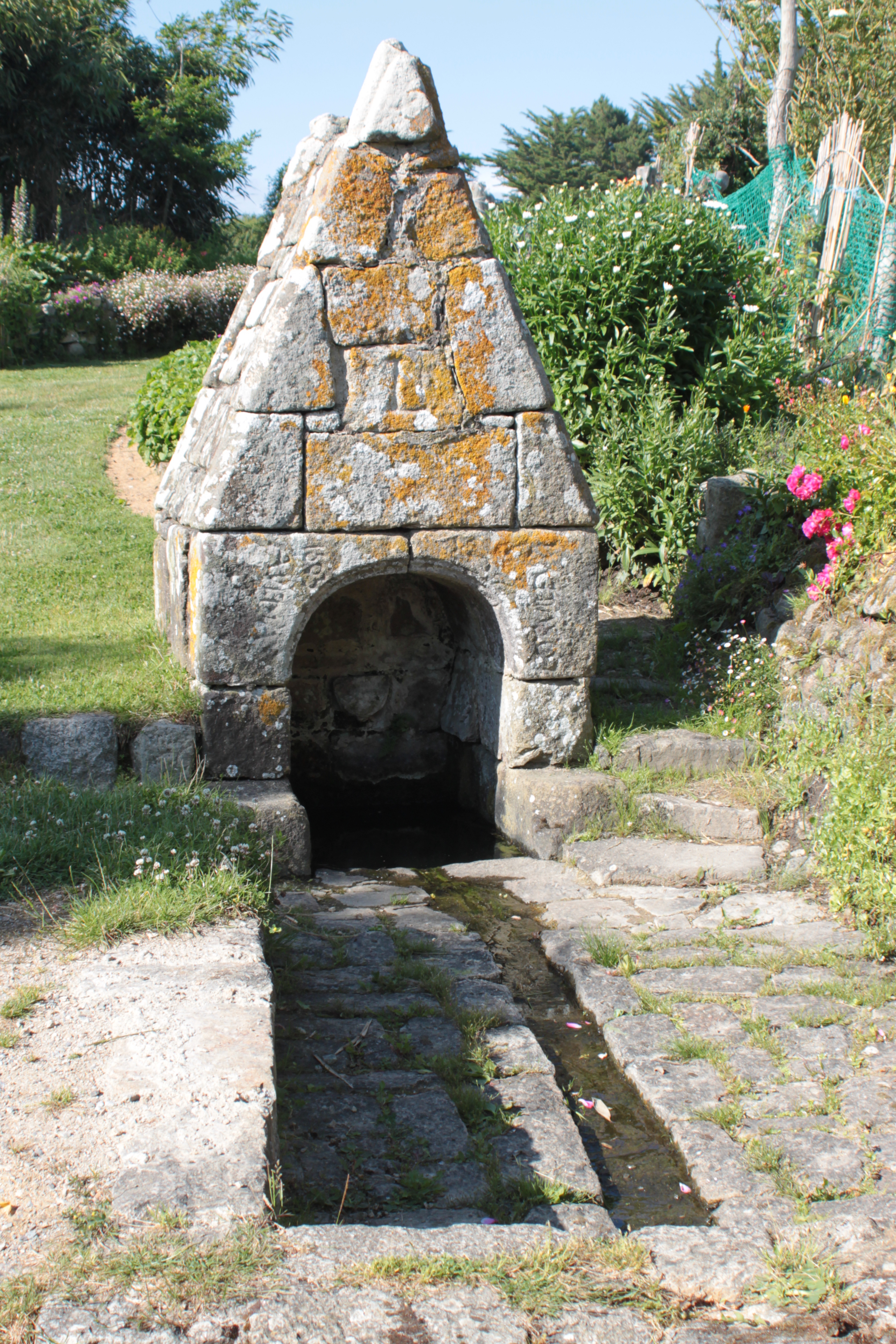
Chapelle Notre-Dame-des-Fleurs : la fontaine de dévotion.

- - Chapelle Sainte-Barbe, XVIe siècle, inscrite monument historique en 1925[97] ;

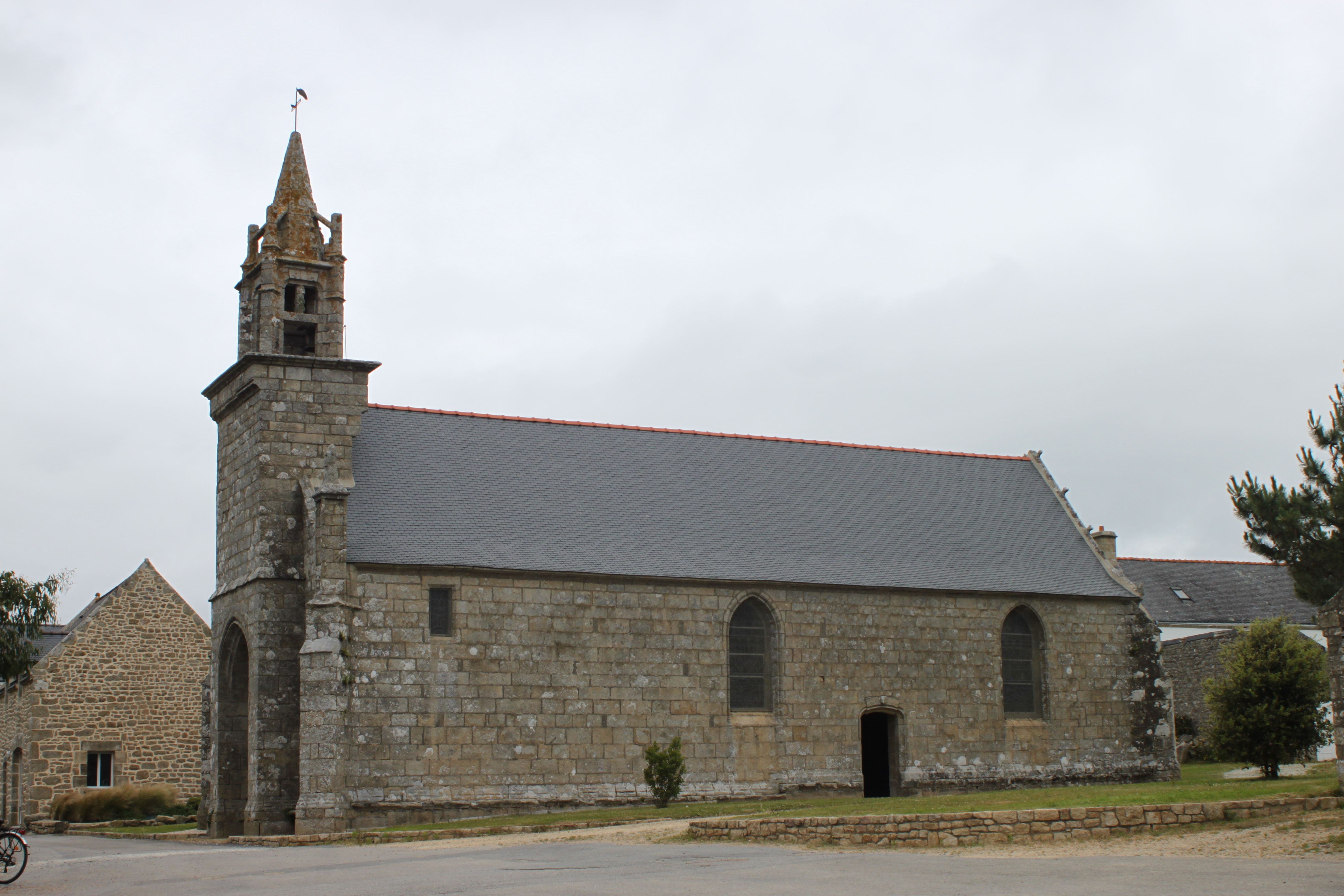
La chapelle Sainte-Barbe : vue extérieure d'ensemble.
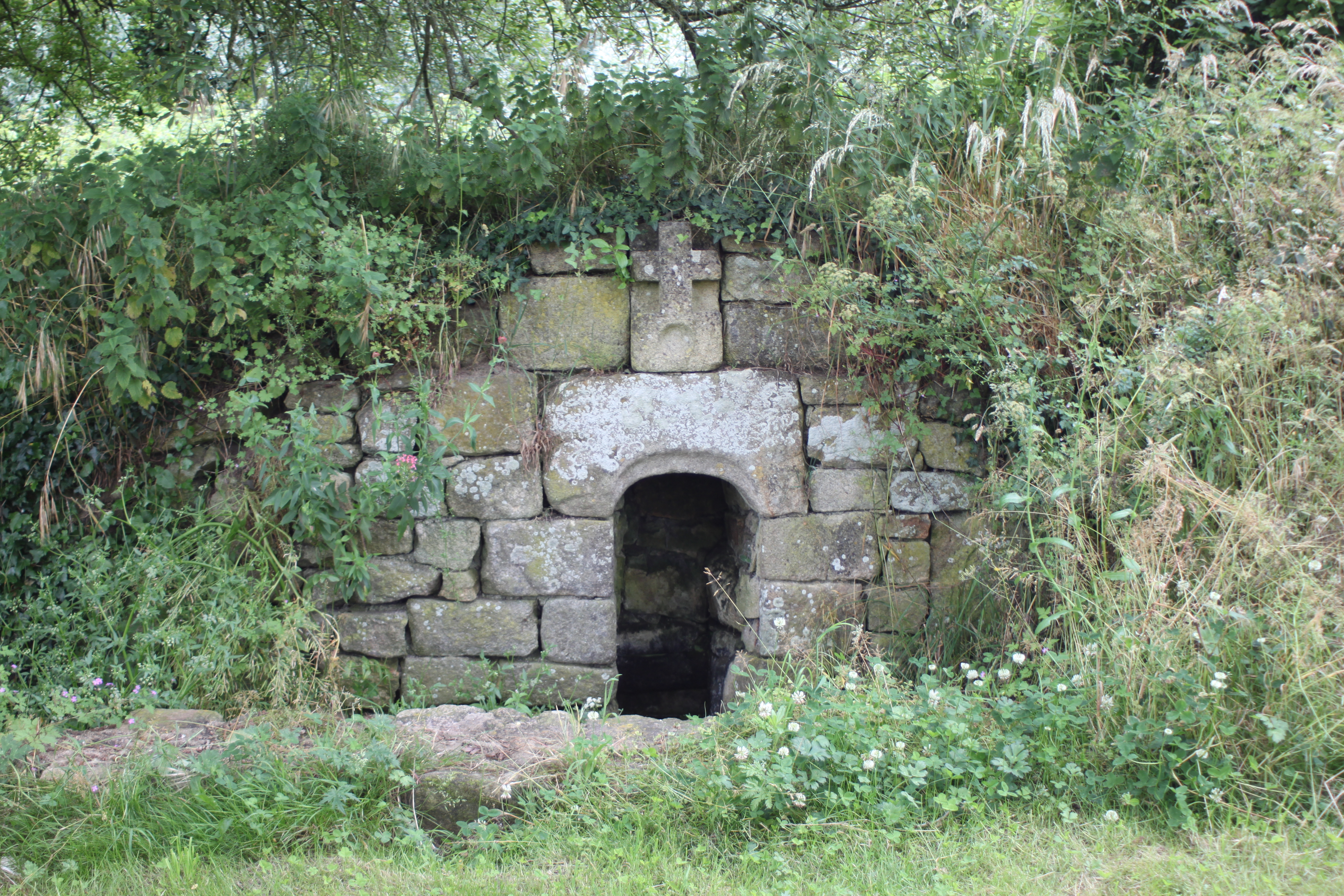
La fontaine de dévotion près de la chapelle Sainte-Barbe.

- - Chapelle Saint-Antoine et Saint-Éloy à Kerharno[98] ; un pardon des chevaux s'y tenait au début du XXe siècle ; selon Zacharie Le Rouzic, celui de 1904 réunit plus de 400 chevaux autour de la chapelle et de sa source[99].

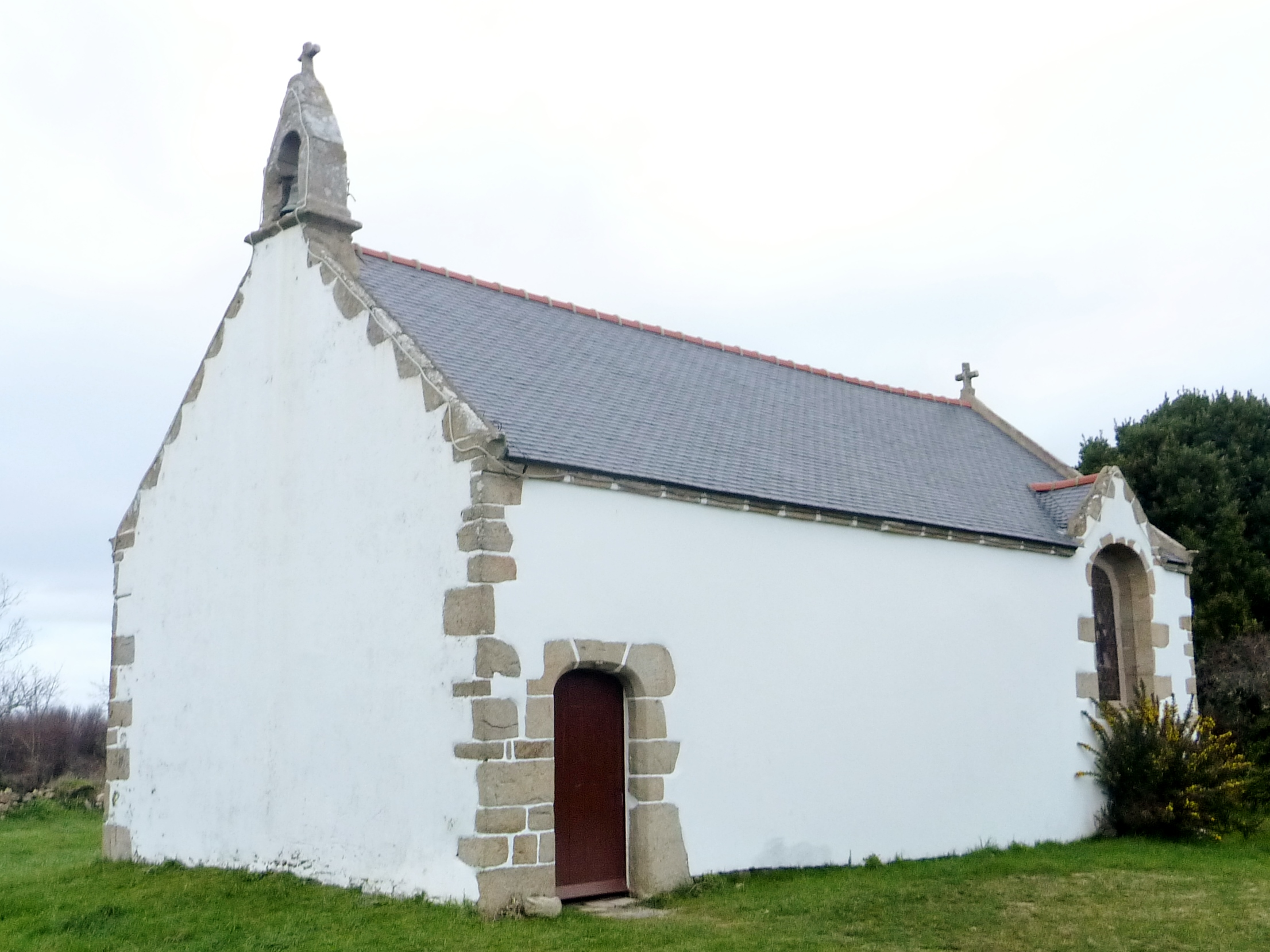
La chapelle Saint-Antoine : vue extérieure d'ensemble 1.
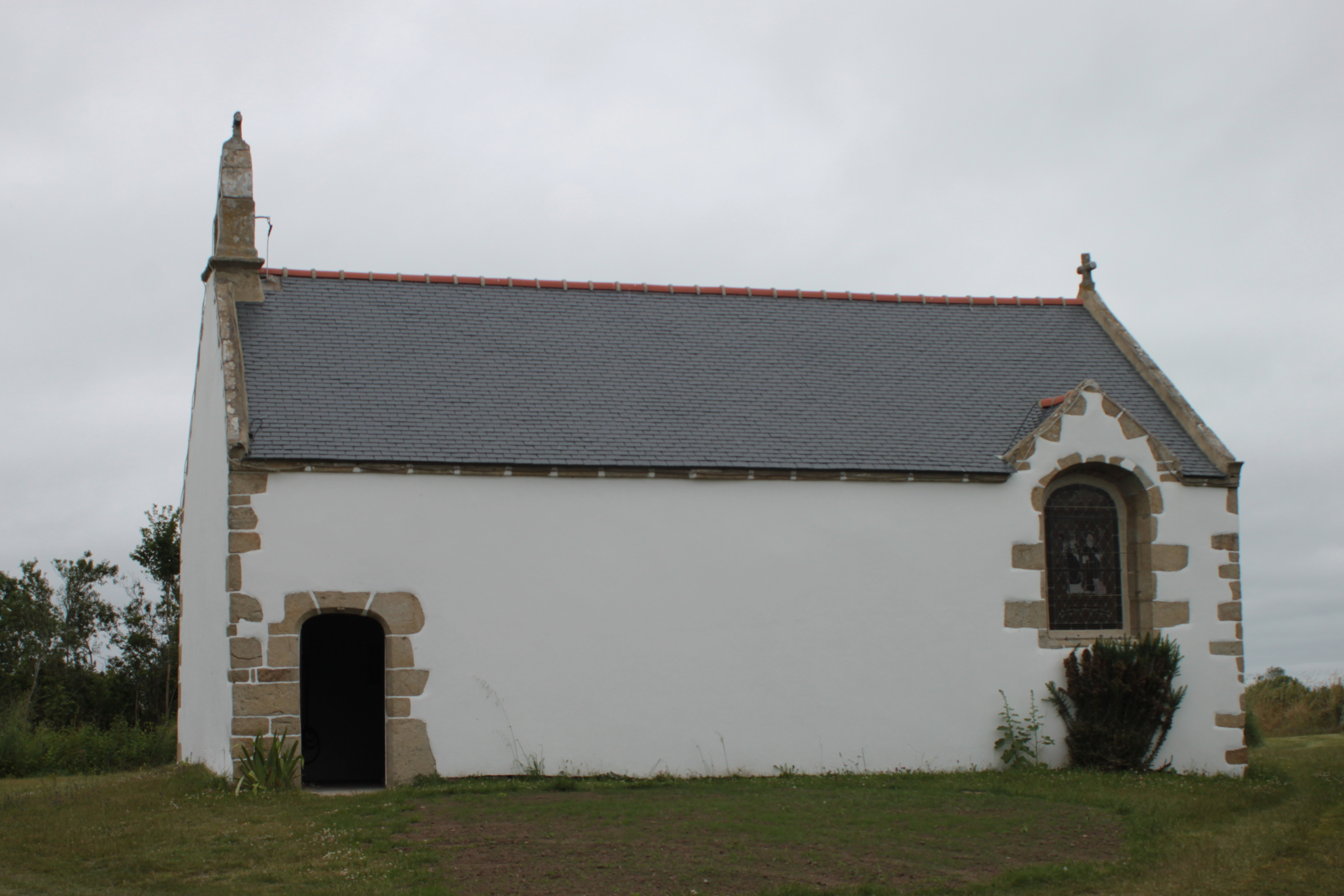
La chapelle Saint-Antoine : vue extérieure d'ensemble 2.
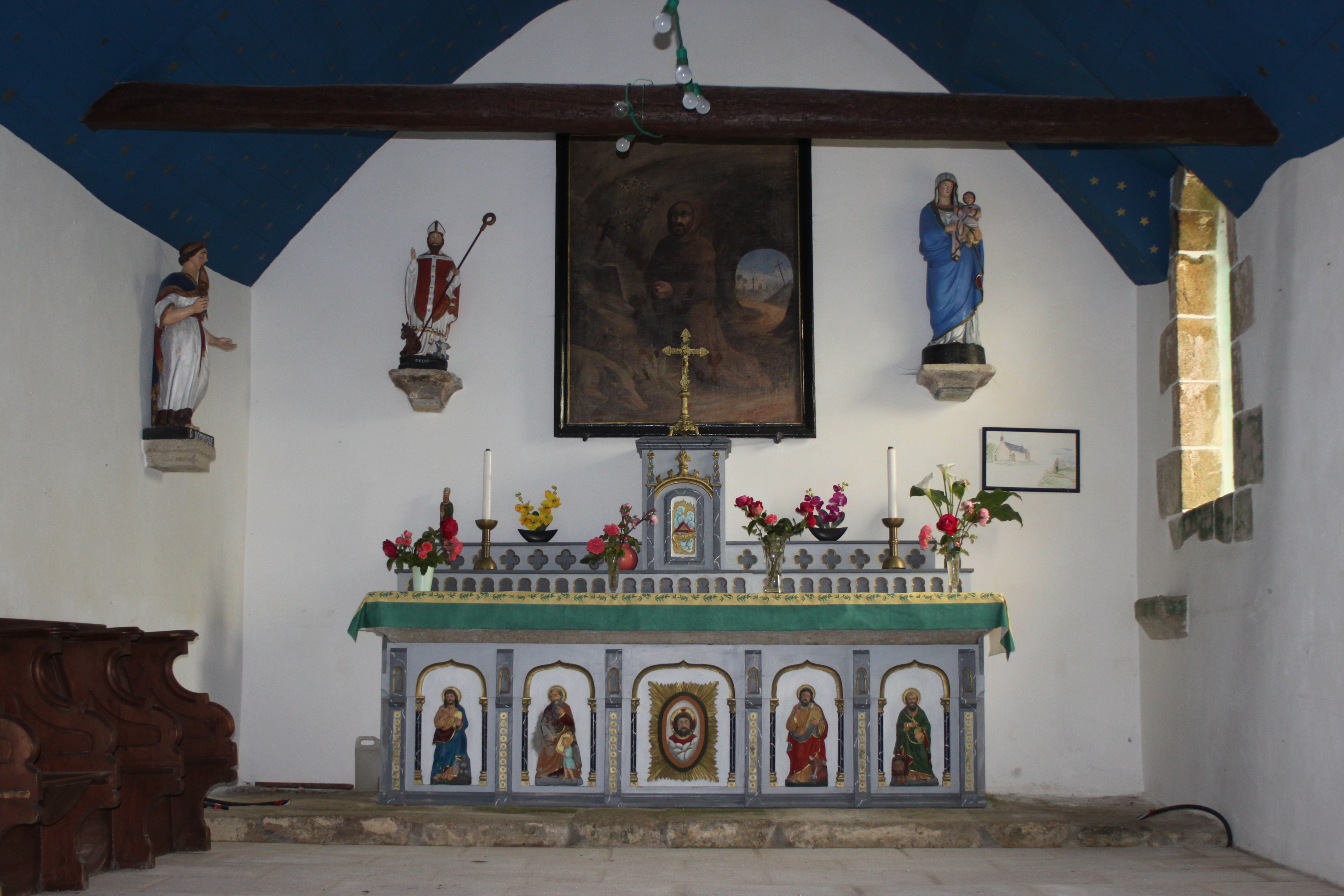
La chapelle Saint-Antoine : vue intérieure.
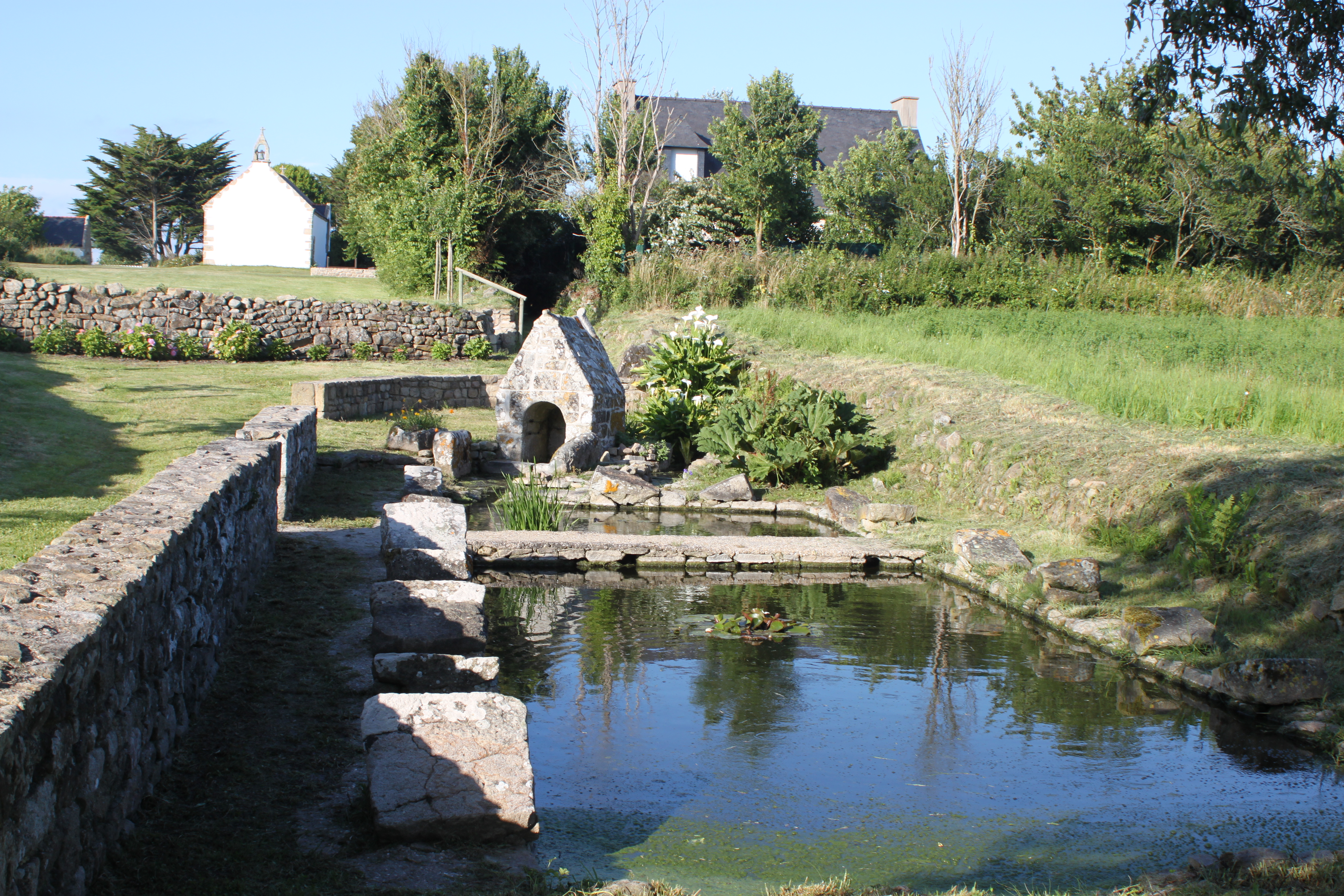
La fontaine de dévotion et le lavoir près de la chapelle Saint-Antoine.
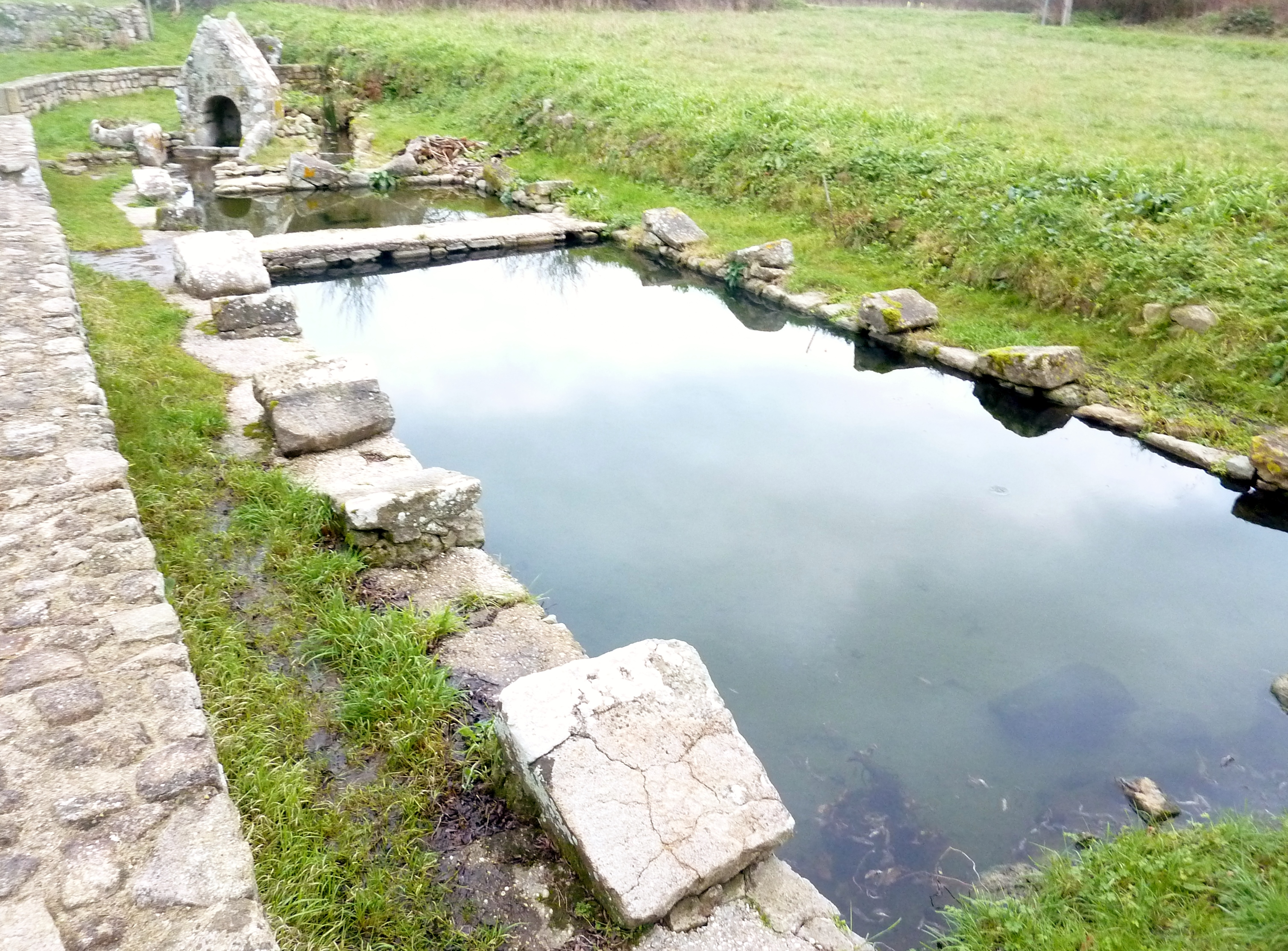
Le lavoir et, à l'arrière-plan, la fontaine de dévotion, près de la chapelle Saint-Antoine.

- - Chapelle Saint-Gilles, au Cosquer ;

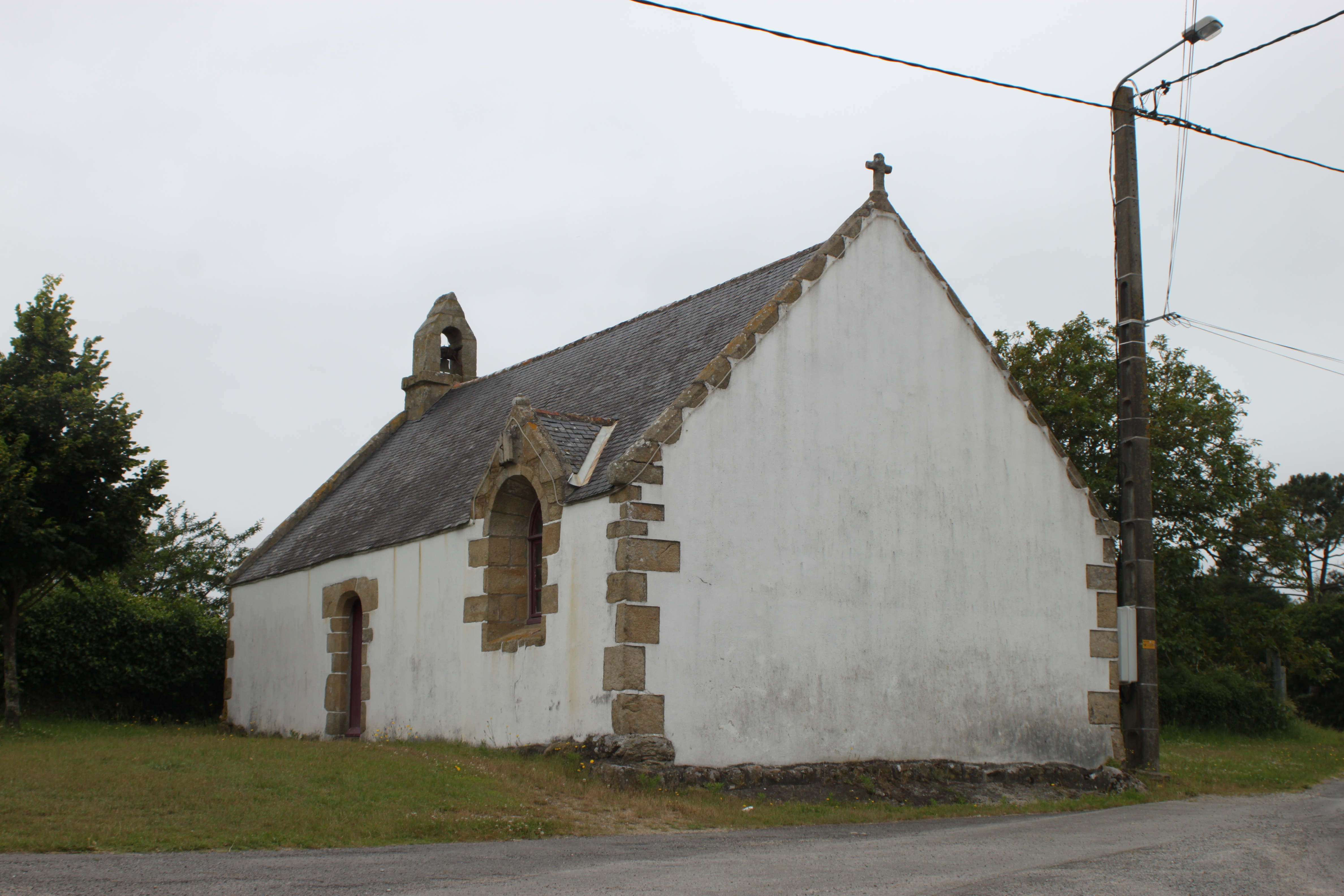
La chapelle Saint-Gilles : vue extérieure d'ensemble.
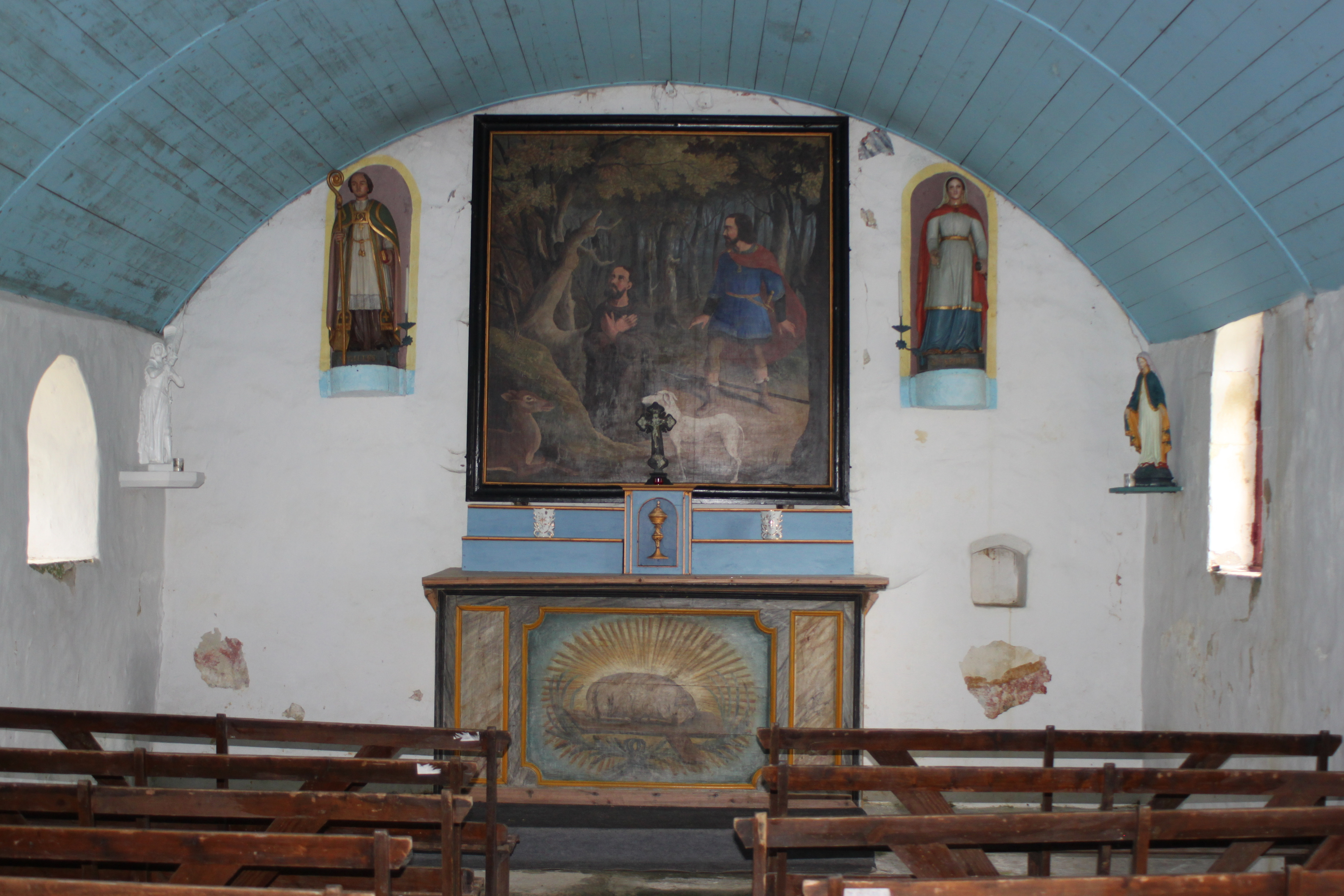
La chapelle Saint-Gilles : vue intérieure.

- Les abbayes :
  - Abbaye Saint-Michel de Kergonan[100] ;
  - Abbaye Sainte-Anne de Kergonan[101] ;

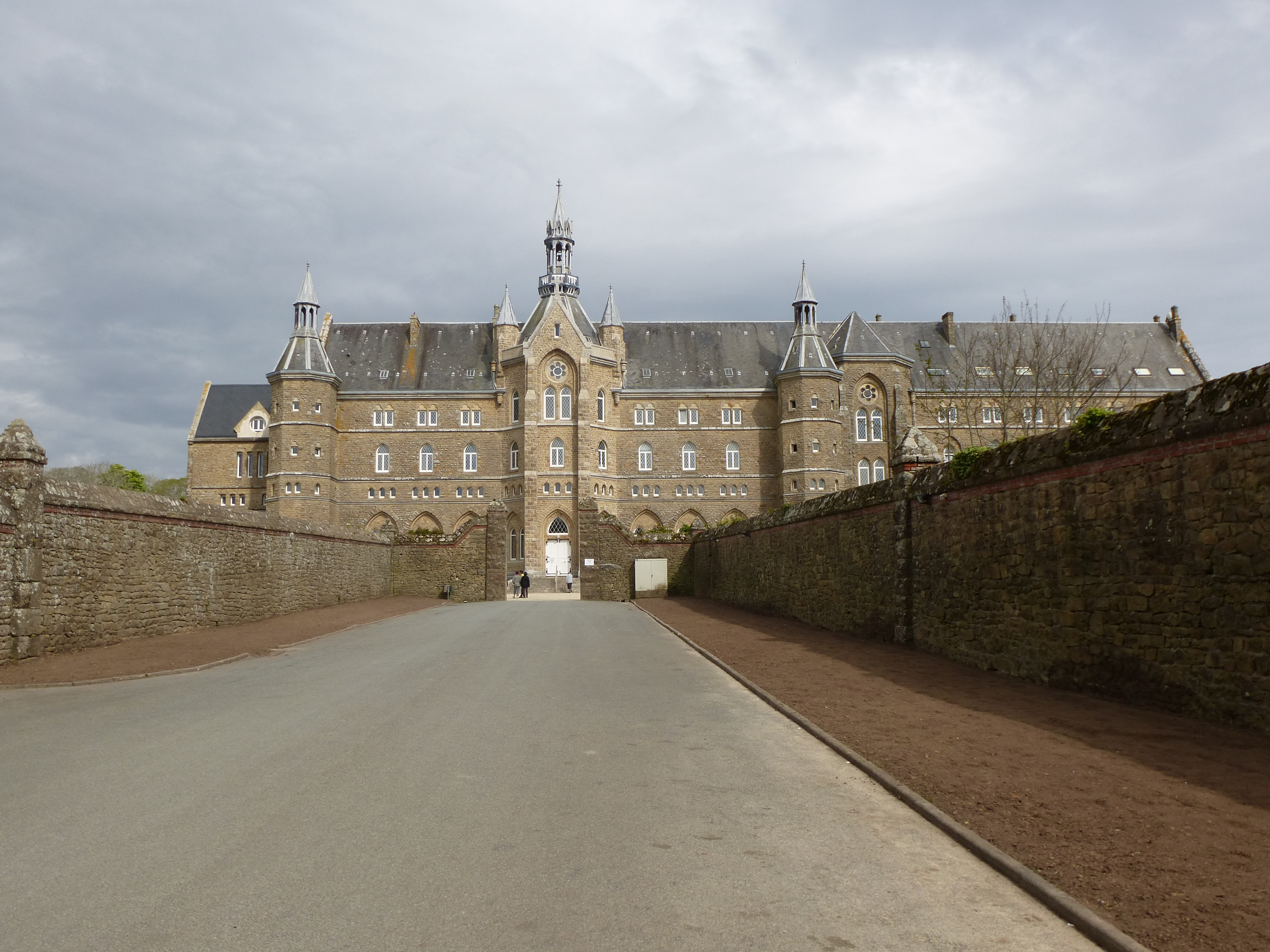
L'abbaye Saint-Michel de Kergonan.
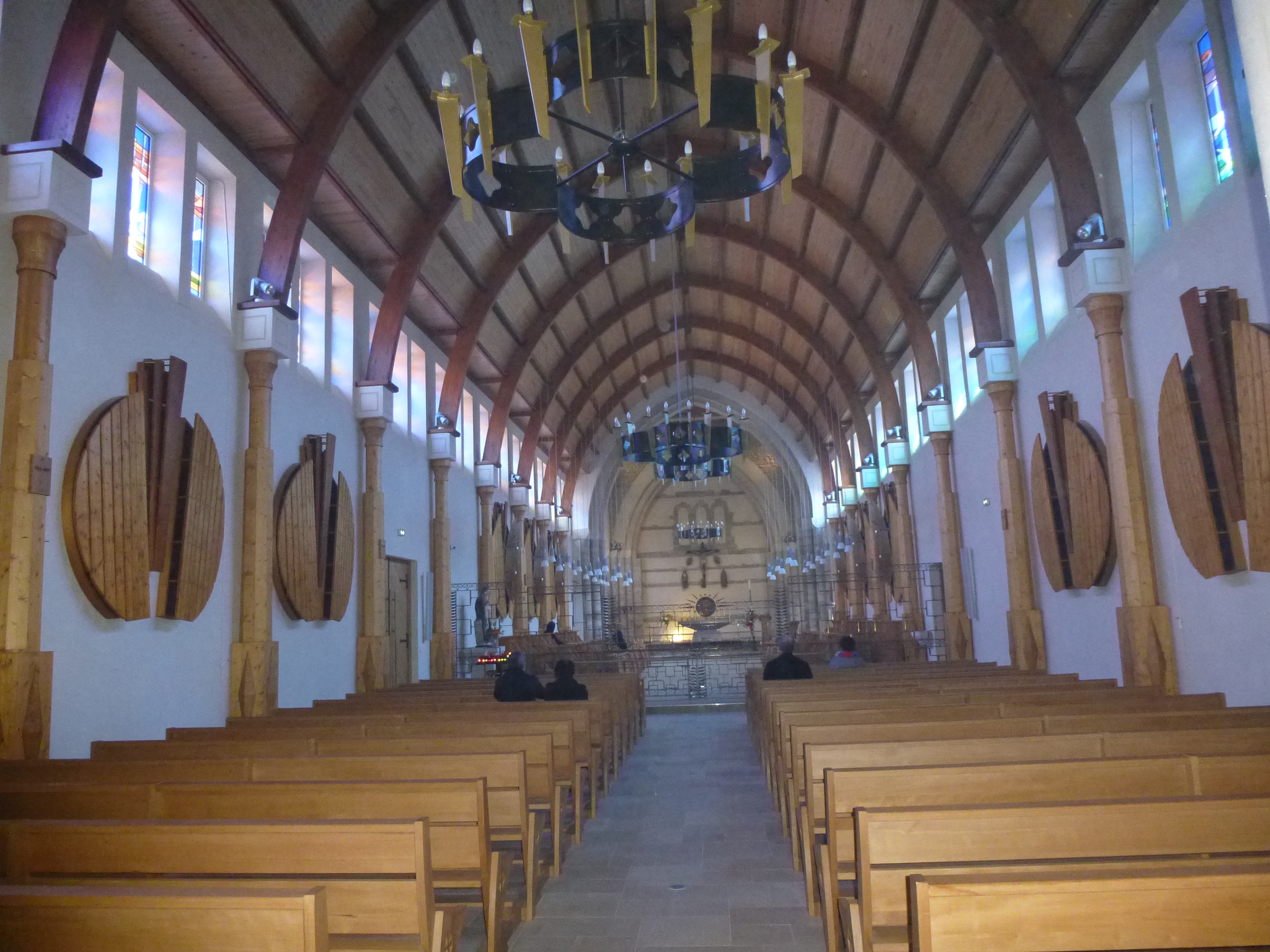
L'église abbatiale de Saint-Michel de Kergonan : vue intérieure.
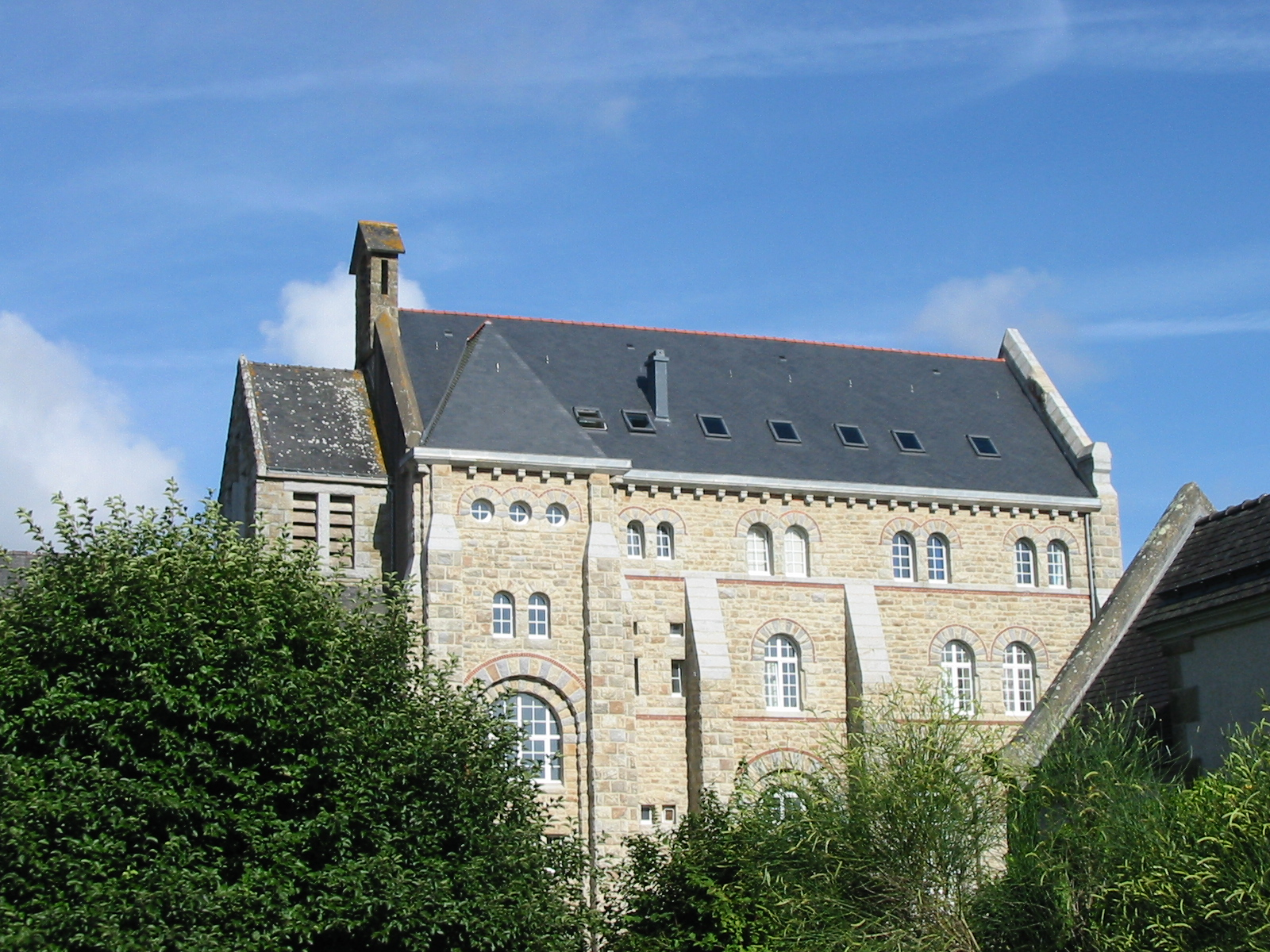
L'abbaye Sainte-Anne de Kergonan.
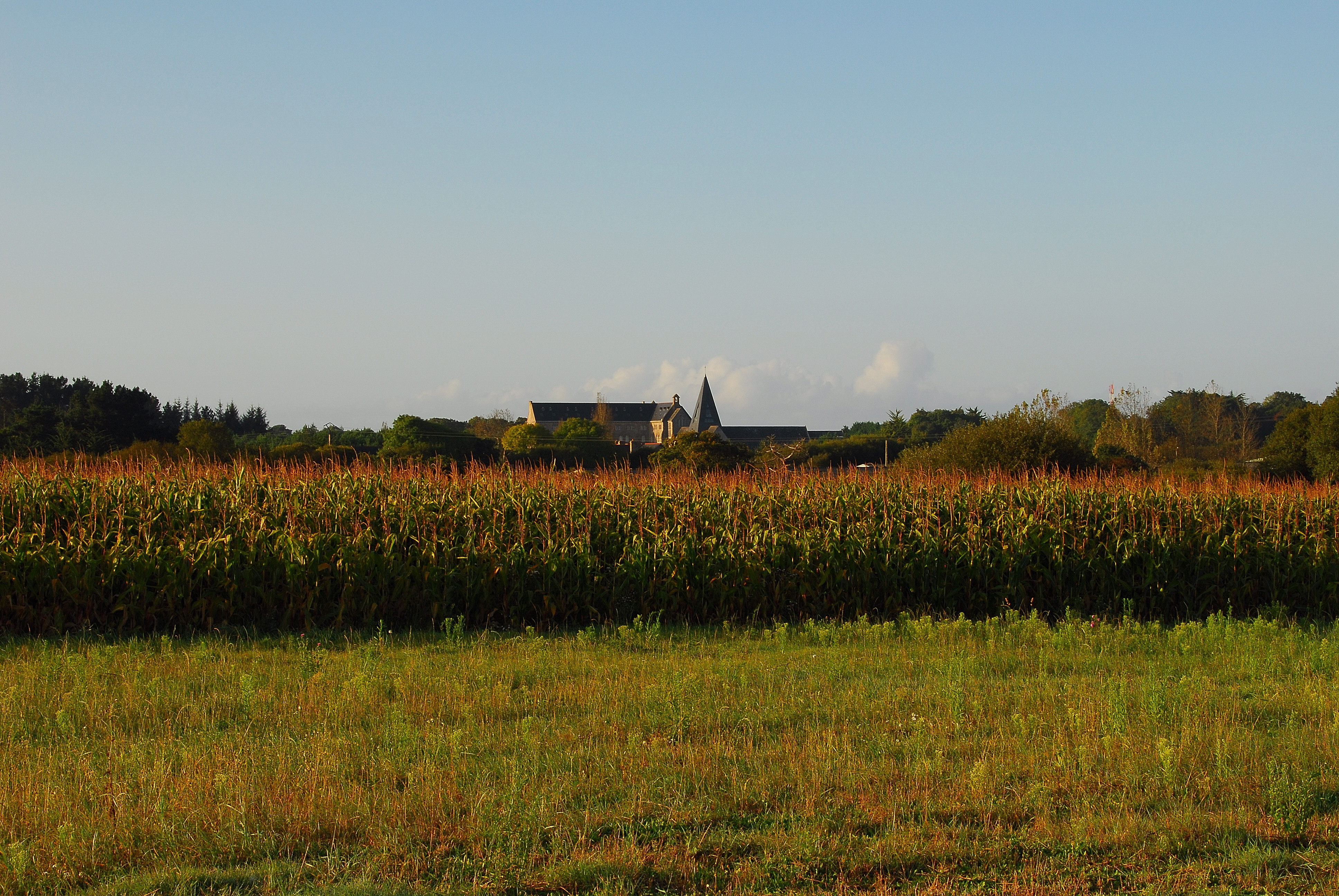
L'abbaye Sainte-Anne de Kergonan, moines bénédictins.

### Les monuments civils
- La fontaine de Porh en Iliz, proche de la mer.

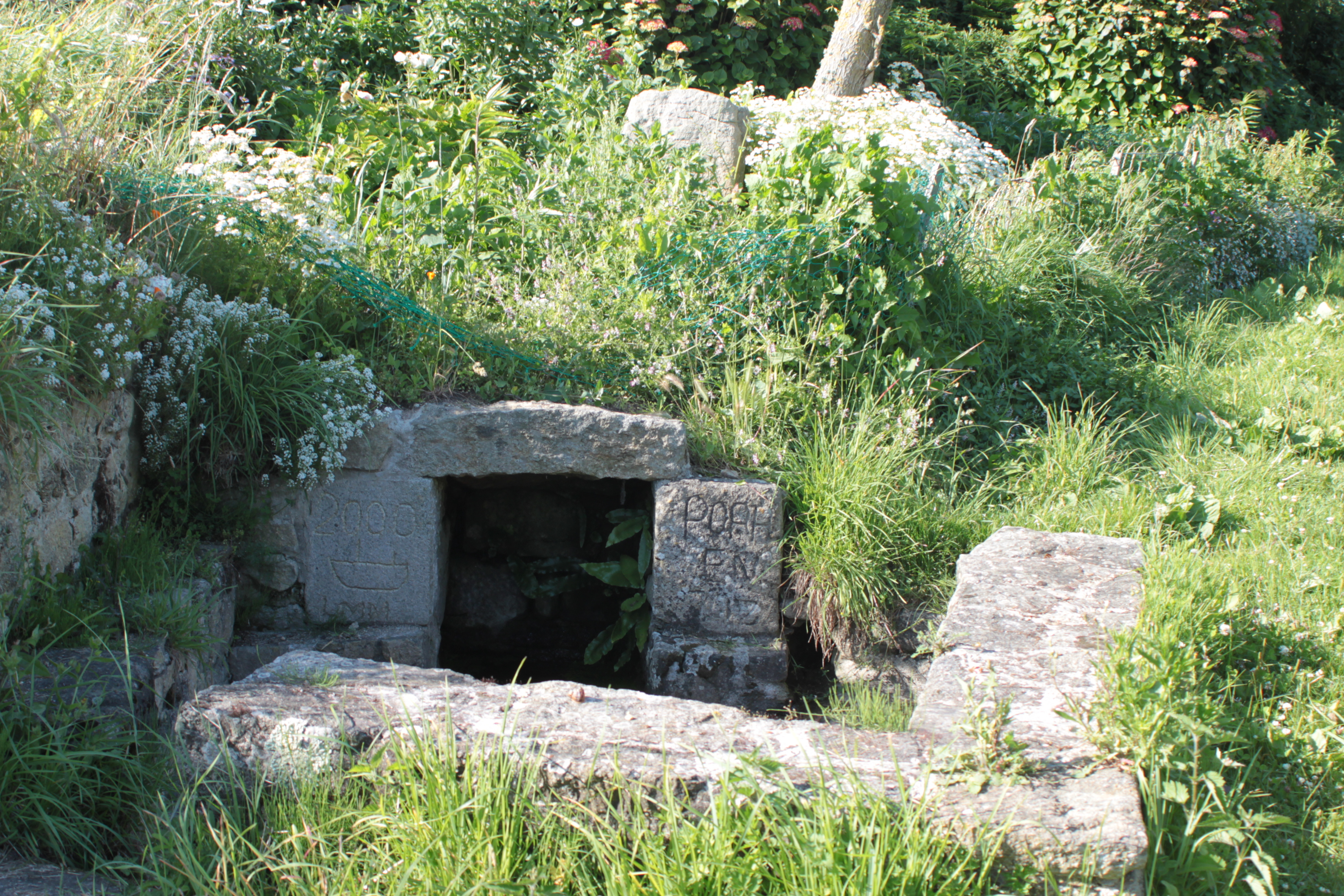
La fontaine de Porh en Iliz.

- L'ancienne gare de Plouharnel est transformée en 2021 en café-guinguette-boutique éthique[102].
- Le musée de la Chouannerie, situé à l'entrée de la presqu'île de Quiberon, est consacré à la Chouannerie, à la Guerre de Vendée et aux Guerres de l'Ouest[103].

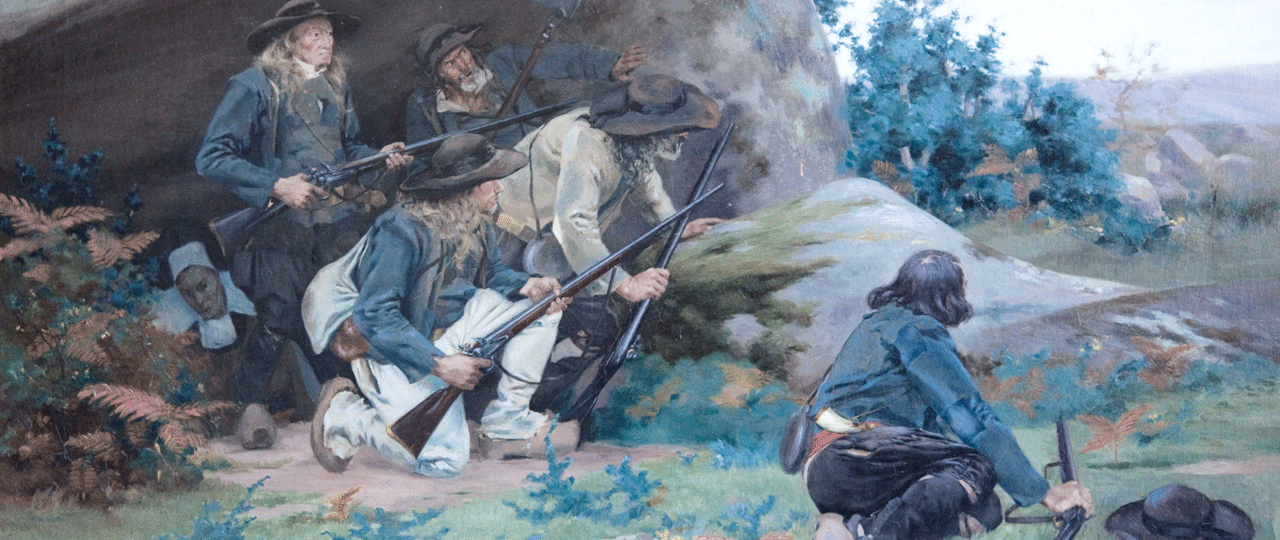
Musée de la Chouannerie : tableau représentant une embuscade de chouans (peintre inconnu).
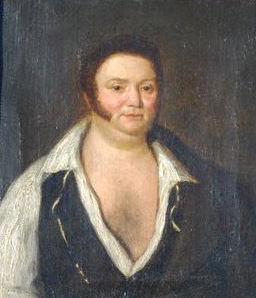
Musée de la Chouannerie : portrait de Georges Cadoudal (peintre inconnu).
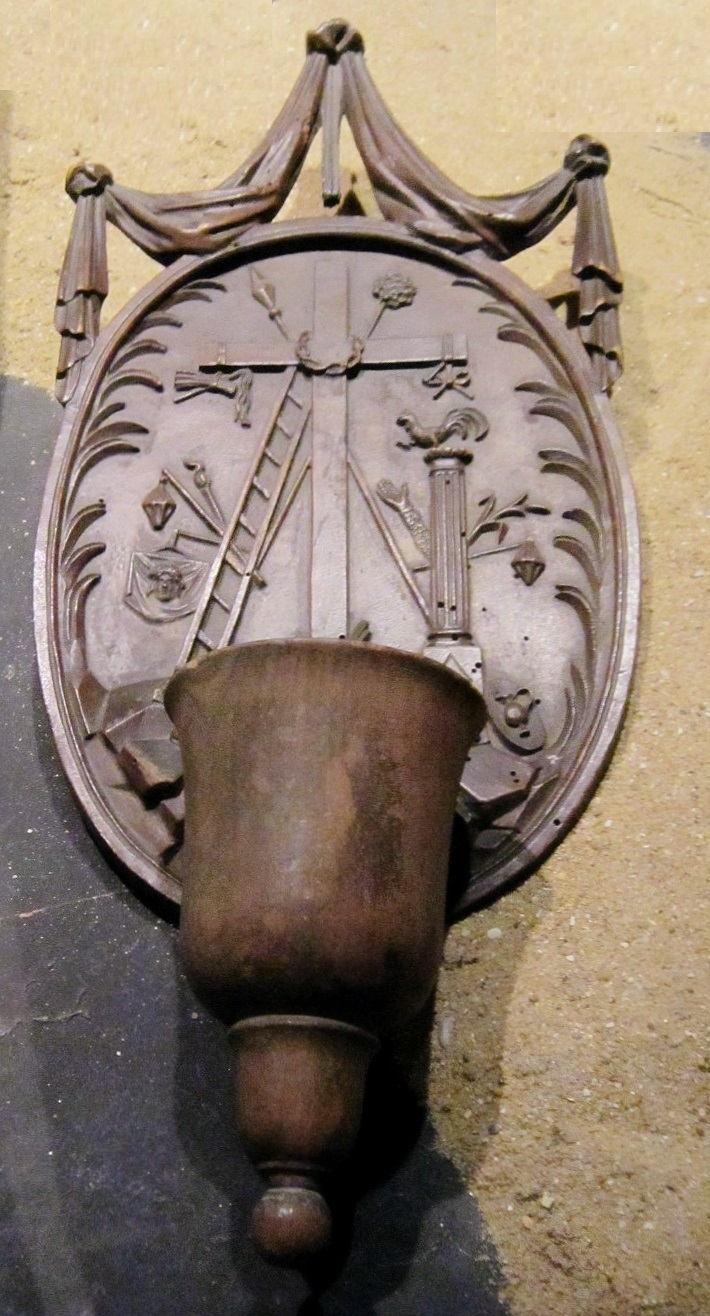
Musée de la Chouannerie : bénitier en bois ayant servi à des prêtres réfractaires.
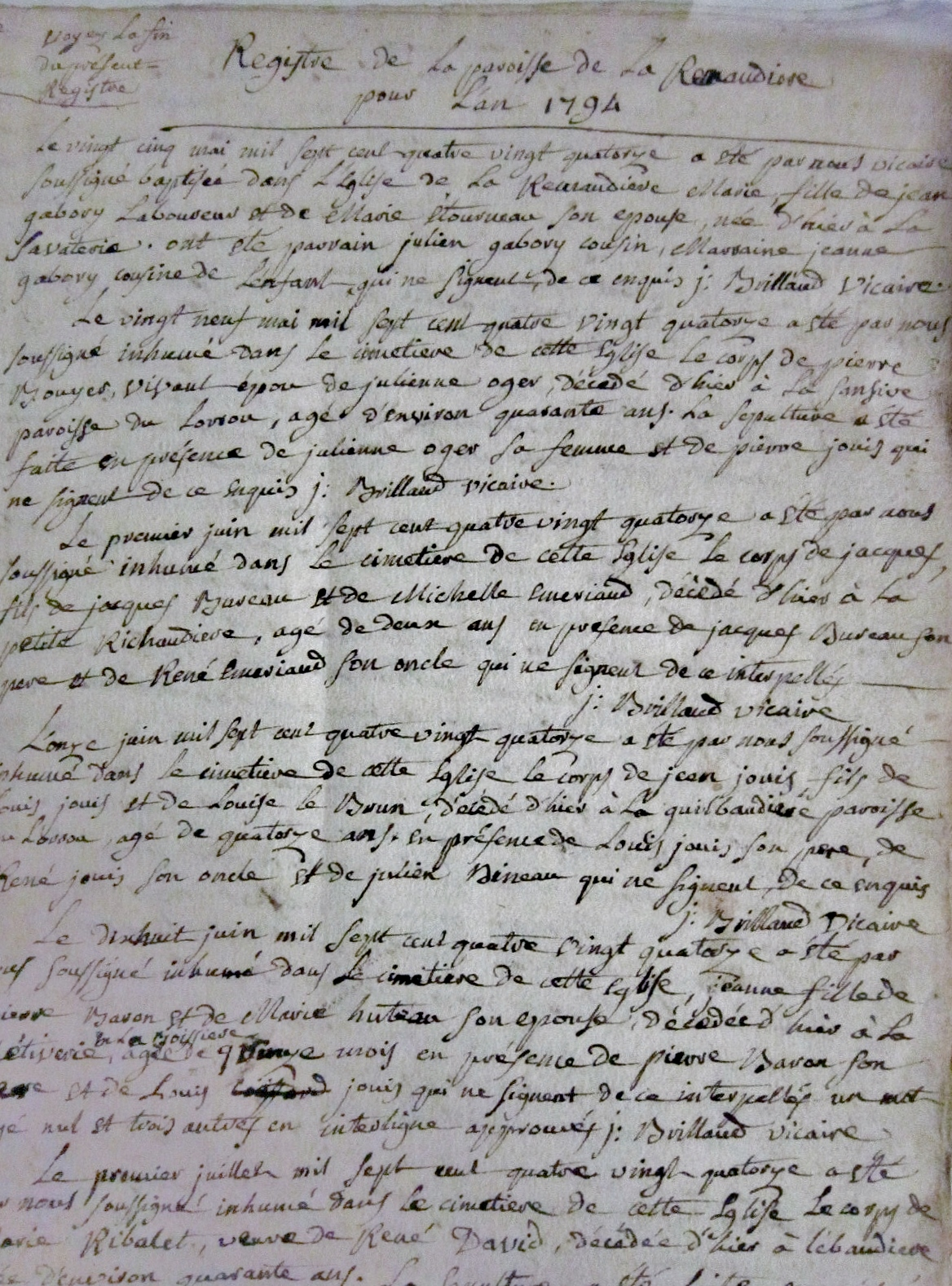
Musée de la Chouannerie : registre paroissial clandestin de la paroisse de La Remaudière (Loire-Inférieure) en 1794, tenu par l'abbé Billaud, prêtre réfractaire.
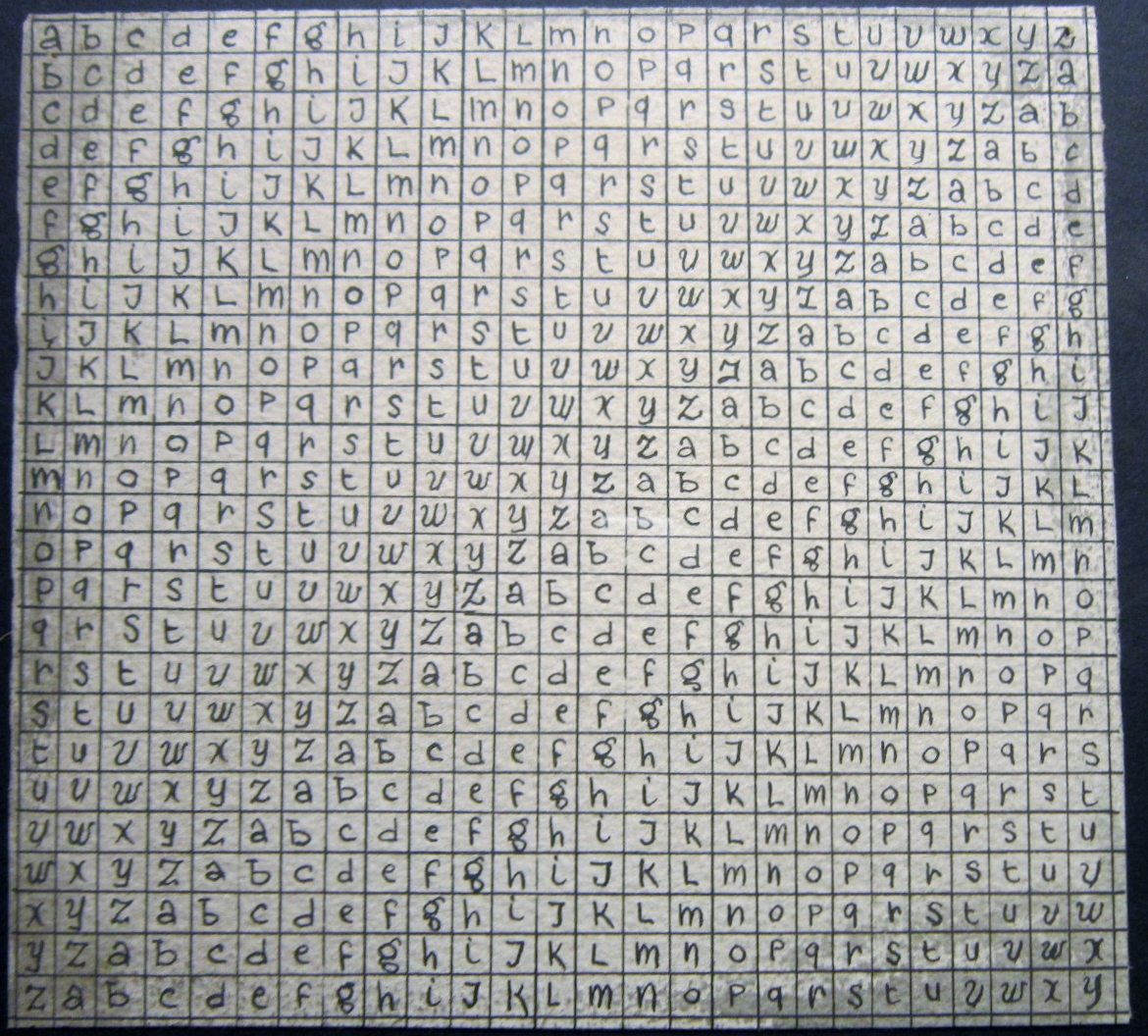
Musée de la Chouannerie : Chiffre utilisé par Louis de Frotté, chef chouan, pour décoder des messages.

### Le site du Bégo
Des membres de l'association "Liberty Breizh Memory Group" ont désensablé d'anciens bunkers du site du Bégo et remis à jour en 2021 d'anciens dessins produits par des soldats allemands qui occupaient ces lieux pendant la Seconde Guerre mondiale. La création d'un "chemin de mémoire" est projetée.

## Tableaux
- Ernest Guérin : Notre-Dame-des-Fleurs, Bretagne (Plouharnel) (vers 1940, collection particulière).

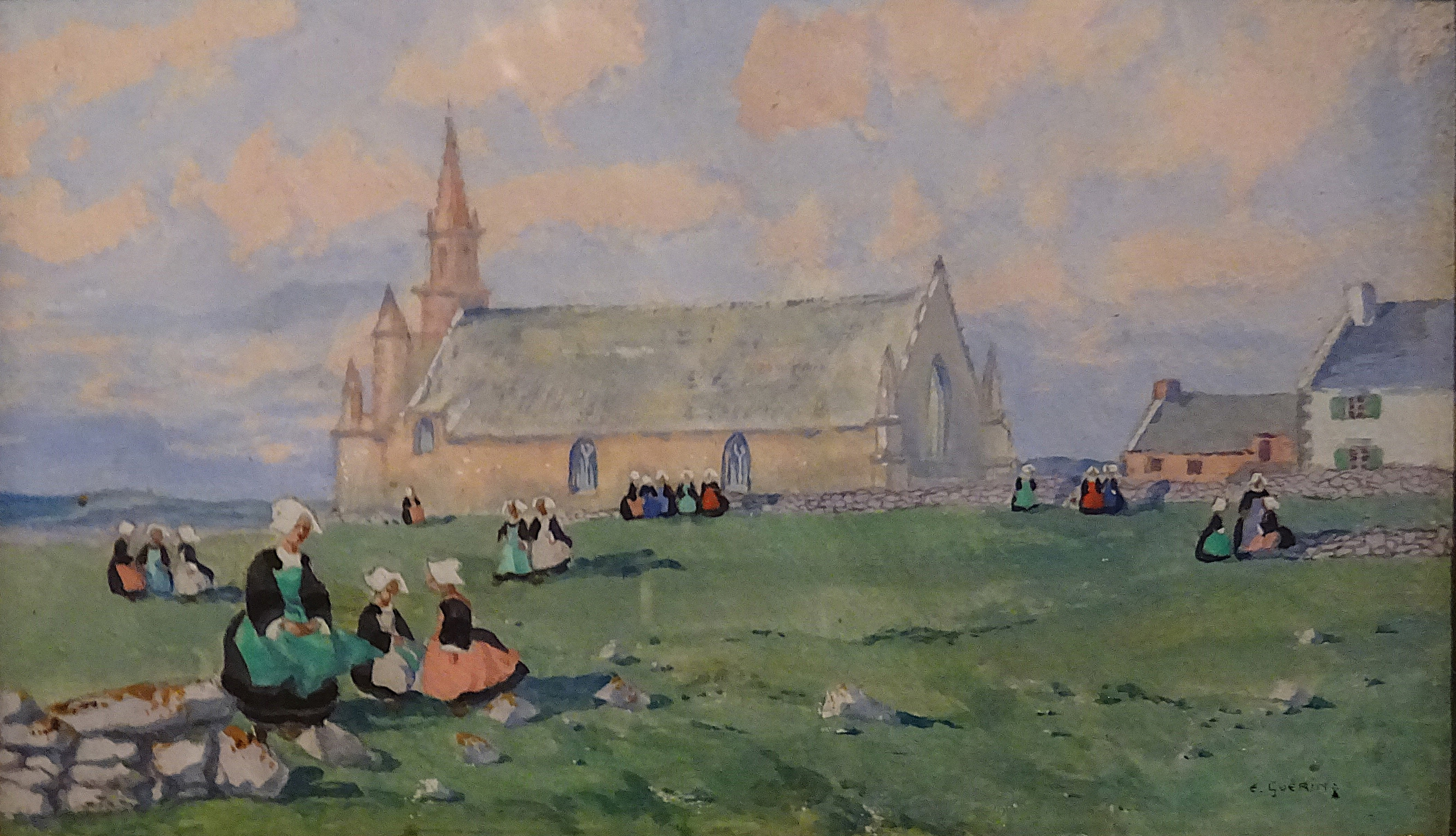
Ernest Guérin : Notre-Dame-des-Fleurs, Plouharnel.

## Légendes
- Zacharie Le Rouzic a écrit en 1912 un ouvrage "Carnac. Légendes, traditions, coutumes et contes du pays" dans lequel il raconte des légendes de la région, dont plusieurs concernent Plouharnel : Kei-Hent-Plarnel - Le chien de la route de Plouharnel, Trésors cachés (dans le village de Sainte-Barbe), Un marin de sainte-Barbe, Patr--Kerhultan[105].

## Personnalités liées à la commune

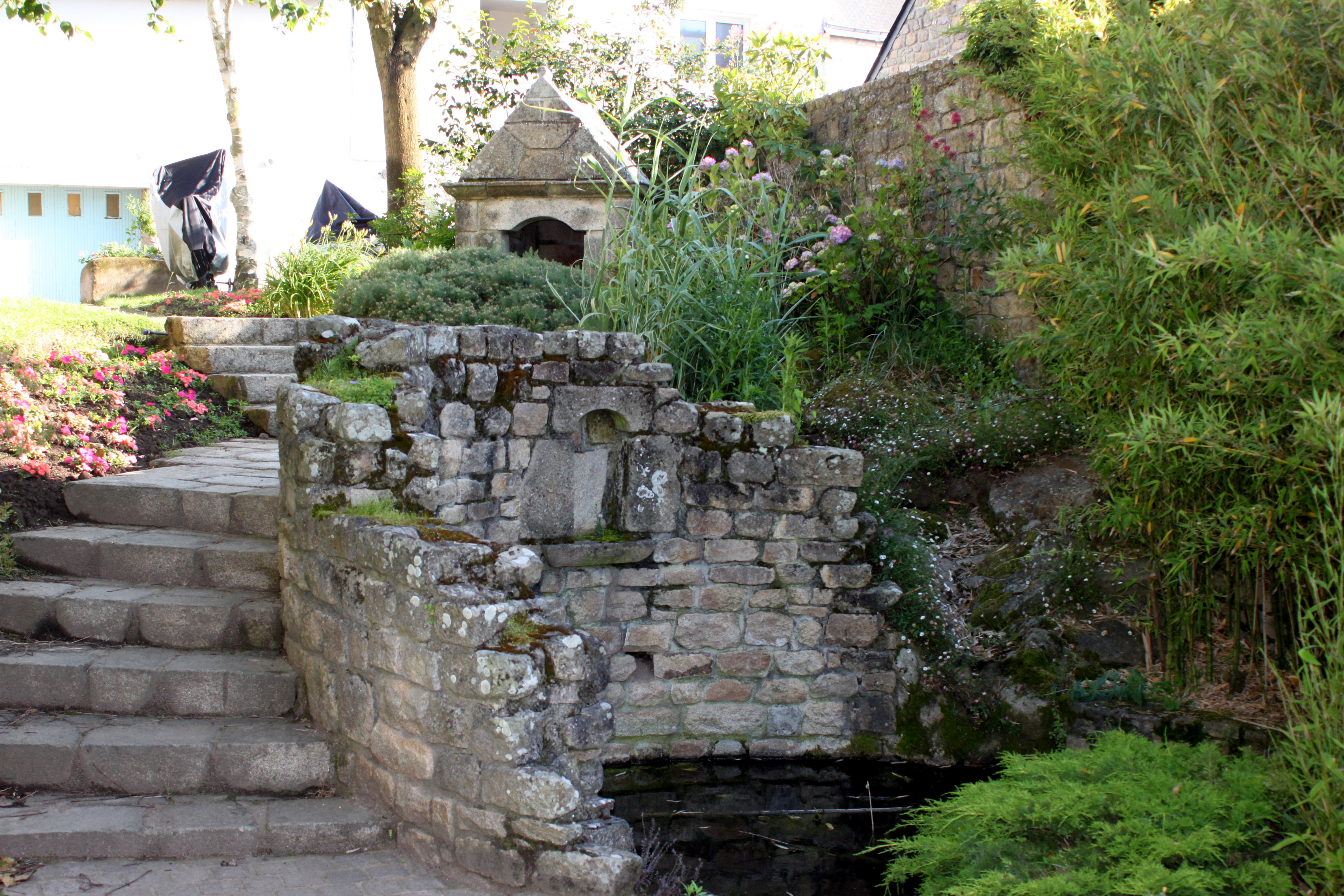
La fontaine Félix Gailard.

- Jean Rohu, chef chouan né à Plouharnel le 5 mai 1771, maire de la commune de 1814 à 1826.
- Félix Gaillard (1832-1910), archéologue, s'installe à Plouharnel en 1852. Un jardin lui est dédié dans la commune[106].
- L'abbé Louis Le Cam (1885-1948)[Note 31], capitaine d'infanterie coloniale, héros de la guerre 1914-1918, né à Plouharnel en 1885[107].

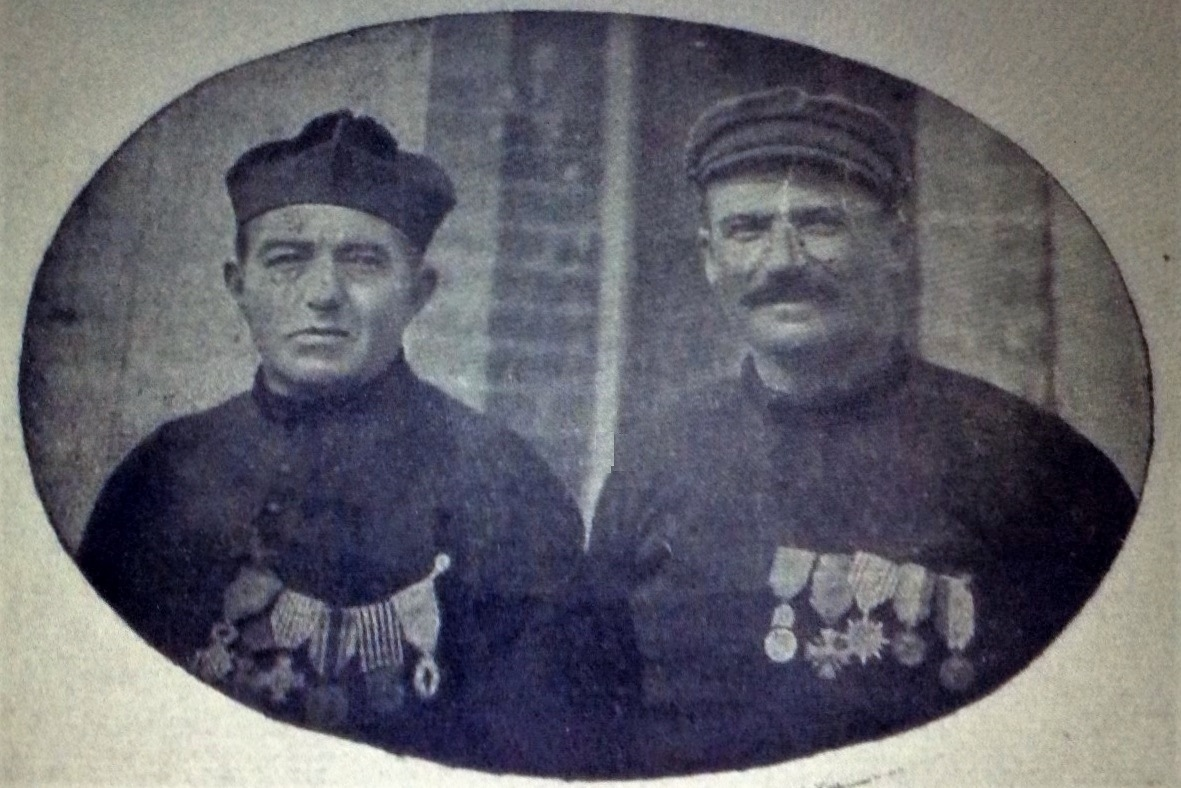
Deux photos de Louis Le Cam alors qu'il était recteur (entre 1929 et 1937) et gardien de phare (entre 1933 et 1937) à Houat.

- Guy Desnoyers (1920-2010), curé du village d'Uruffe en Lorraine de 1950 à 1956 qui assassina sa jeune maîtresse et l'enfant qu'elle portait. En août 1978, après vingt-deux ans de détention, il est libéré et se retire à l'abbaye Sainte-Anne de Kergonan à Plouharnel où il meurt en 2010.
- Robert Le Gall (évêque) né le 26 février 1946 à Saint-Hilaire-du-Harcouët (Manche, France), prélat et liturgiste catholique français, abbé de l'abbaye Sainte-Anne de Kergonan de 1983 à 2001, puis évêque de Mende de 2001 à 2006 et archevêque de Toulouse depuis 2006.